# Équipe de France de rugby à XV
Vous lisez un « article de qualité » labellisé en 2007.  Il fait partie d'un « bon thème ».
Cet article traite de l'équipe masculine. Pour l'équipe féminine, voir Équipe de France féminine de rugby à XV.
Pour les articles homonymes, voir Équipe de France de rugby et Équipe de France.
L'équipe de France de rugby à XV, aussi connue sous les noms de XV de France, des Bleus ou encore des Tricolores, est l'équipe qui représente la France dans les compétitions majeures de rugby à XV. Elle rassemble les meilleurs joueurs de France sous le patronage de l'USFSA (1906-1919), puis de la Fédération française de rugby (FFR) depuis 1919.
Une sélection de joueurs parisiens, précurseur de l'équipe de France, gagne le titre aux Jeux olympiques de Paris en 1900, puis l'équipe nationale remporte deux médailles d'argent en 1920 et en 1924. En 1910, la France est admise à participer à la compétition opposant l'Irlande, l'Angleterre, l'Écosse, et le pays de Galles, qui prend à cette occasion le nom de Tournoi des Cinq Nations (appelé Tournoi dans la suite de l'article) et fait ainsi son apprentissage du rugby international en se mesurant à ces équipes. Elle atteint leur niveau au milieu des années 1950 et remporte la première de ses 27 victoires dans le Tournoi en 1954. En 1968, le XV de France signe son premier Grand Chelem (neuf autres suivront jusqu'en 2022).
Sur un plan mondial, depuis son tout premier match international en 1906, le XV de France connaît une rivalité historique avec l'équipe de Nouvelle-Zélande, marquée par sa première victoire à l'Eden Park d'Auckland (1979), son « essai du bout du monde » victorieux en 1994 au même endroit (où les All Blacks n'ont plus jamais été battus depuis lors), deux succès en Coupe du monde (demi-finale 1999 et quart de finale 2007) et deux défaites en finale de la compétition planétaire (1987 et 2011), avant de subir un revers historique 62-13 en quart de finale de la Coupe du monde 2015.
Sur le continent européen, c'est avec l'Angleterre que la rivalité est la plus forte, les oppositions annuelles entre les deux nations ayant gagné l'appellation Le Crunch (le moment crucial).
Le XV de France, trois fois finaliste de la Coupe du monde et comptant, depuis la tournée victorieuse de 1958 en Afrique du Sud, parmi les meilleures équipes de rugby de la planète, a gagné au fil de son histoire la réputation de pratiquer un jeu offensif très apprécié par les amateurs de rugby à XV, en France et à l'étranger, où on l'appelle le Beau jeu ou le French flair. Mais la sélection connaît une période difficile durant les années 2010, avec un fort pourcentage de défaites sanctionnés par des résultats décevants en compétition et une dixième place au classement des équipes nationales de rugby en février 2019.
Sous l'ère Fabien Galthié à partir de 2020, le XV de France renouvelé enchaîne les bons résultats et remonte au classement mondial, figurant à la première place pendant une semaine à l'été 2022 après une tournée victorieuse au Japon, et remportant son dixième Grand Chelem, douze ans après le précédent, à l'issue du Tournoi des Six Nations 2022. En novembre 2022, elle bat l'Australie en tournée d'automne, puis l'Afrique du Sud et le Japon, poursuivant sa série record d'invincibilité portée à quatorze victoires consécutives, en ouverture du Tournoi des Six Nations 2023 en Italie. Cette série record prend fin le 11 février lors du déplacement en Irlande et de la défaite 32-19, contre la meilleure équipe du monde du moment. Lors du même tournoi, le XV de France inflige à l'Angleterre la plus lourde défaite de son histoire à domicile (53-10), sur la pelouse de Twickenham où il ne s'était plus imposé depuis 2005. Après son élimination en quart de finale de la Coupe du monde 2023 à domicile, face à l'Afrique du Sud, le XV de France renoue avec la victoire dans le Tournoi des Six Nations remporté en 2025.
Cette équipe a compté de nombreux joueurs talentueux, comme Serge Blanco, Jean-Pierre Rives, Philippe Sella, Jean Prat, Jo Maso et André Boniface qui font partie du Temple international de la renommée du rugby.

## Historique

### Origines du XV de France

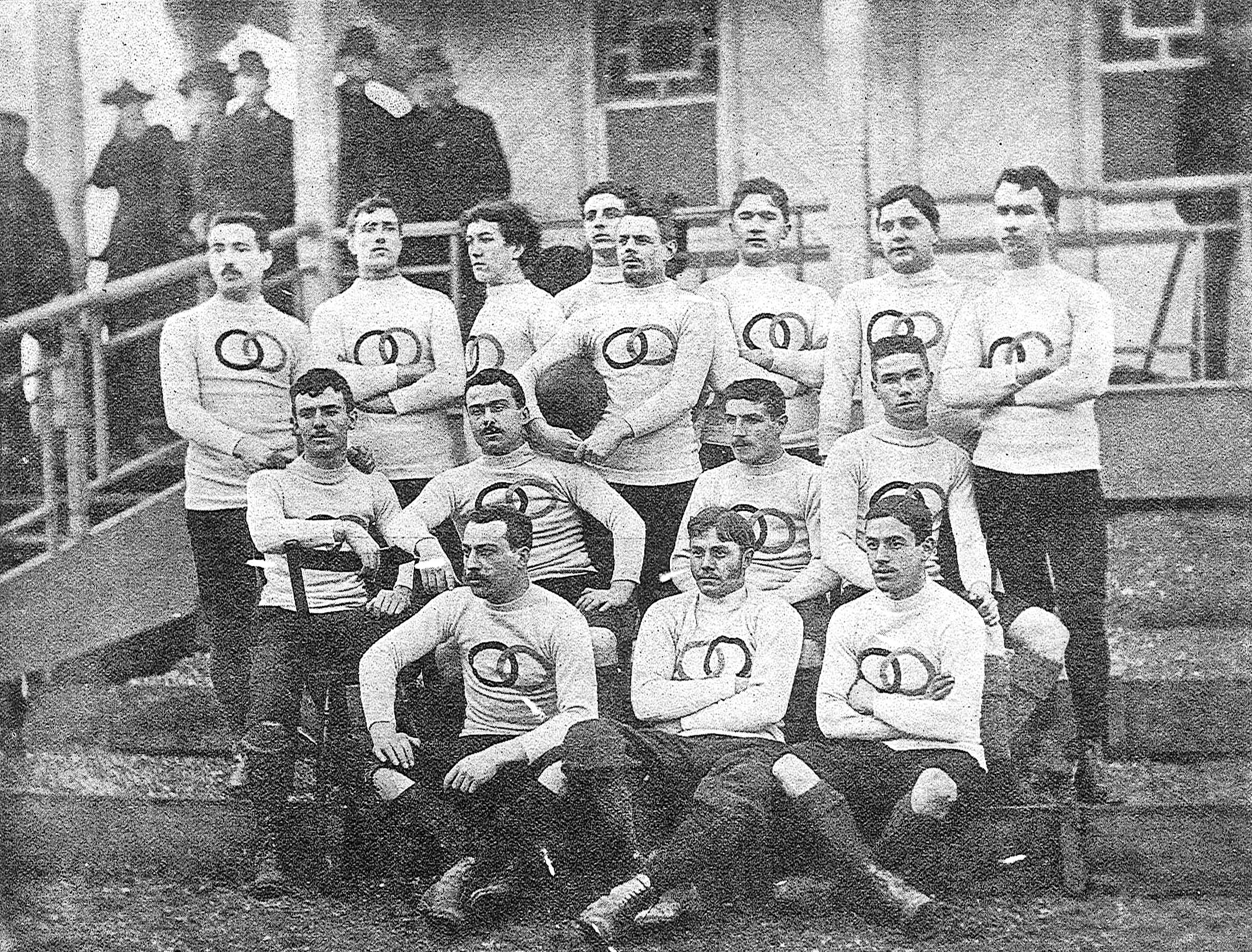
L'équipe de l'USFSA, lors de la mini-tournée en Angleterre en février 1893 (avec le ballon, Frantz Reichel).

Le rugby à XV est introduit en France en 1872 par des marchands anglais qui fondent Le Havre Athletic club rugby.
Le premier match international a lieu au stade d'Édimbourg entre l'Écosse et l'Angleterre le 27 mars 1871,, mais la France devra attendre 35 ans pour avoir une équipe qui puisse être confrontée aux équipes nationales britanniques.
La première sélection française de rugby à XV de l'USFSA est formée dès 1893 pour affronter en Angleterre, l'équipe du Civil Service Athletic Club. Cette sélection française est exclusivement composée de joueurs de deux clubs parisiens, le Racing club de France et le Stade français. Le 13 février, la sélection française affronte le Civil Service devant 10 000 spectateurs et s'incline de peu sur le score de 2 à 0. Le lendemain, deuxième match de cette mini-tournée anglaise face à Richmond FC renforcé par deux fameux joueurs d'autres clubs. Les dirigeants de Richmond ont assisté au match du 13, et se méfient, d'autant qu'une semaine plus tôt, le Civil Service s'était imposé 15 à 0 face à leur équipe. Richmond s'impose finalement sur le score de 9 à 3.

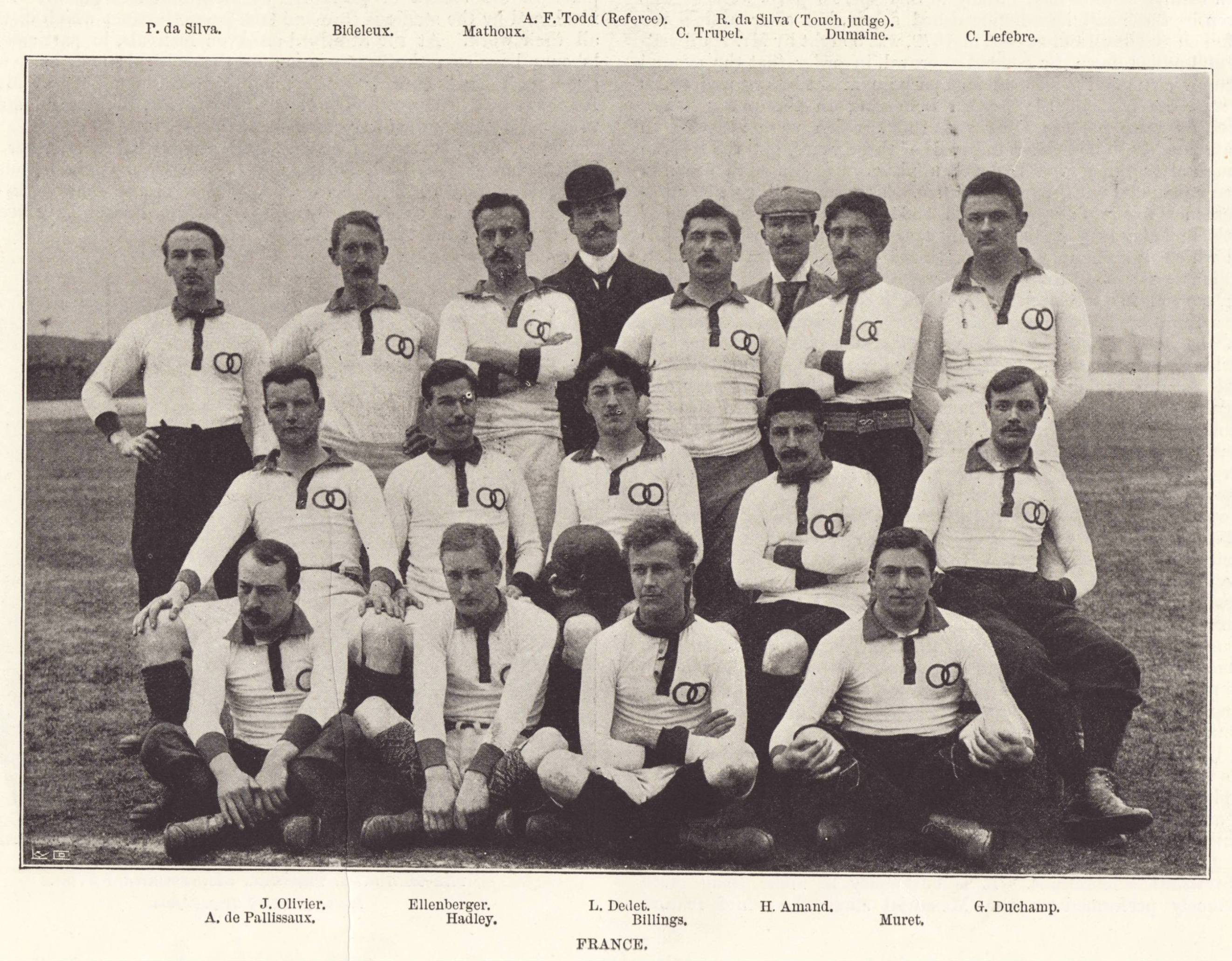
Le match France-Écosse de 1896, organisé par l'USFSA.

Le 6 avril 1896, lendemain de la finale du championnat de France, la sélection française rencontre les Écossais d'Édimbourg avec douze joueurs ayant joué la veille. Les Sports Athlétiques, organe officiel de l'USFSA, publie le 21 novembre 1896, un article signé Louis Dedet qui plaide pour la constitution d'une équipe de France.

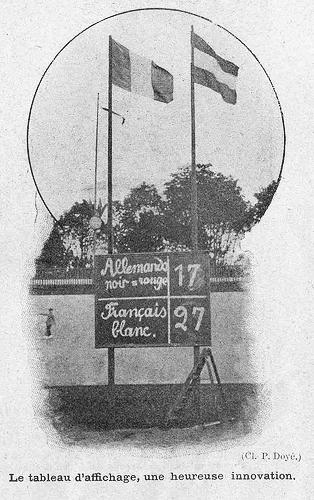
Le premier tableau d'affichage (Jeux olympiques de 1900).

Une équipe française comprenant des joueurs de trois clubs parisiens (Racing club de France, Stade français et Cosmopolitain) dispute le tournoi olympique de 1900. Cette formation bat le club allemand du FC Francfort (par 27 à 17) le 14 octobre au vélodrome municipal de Vincennes, puis remporte le titre olympique en battant aussi l'équipe anglaise des Moseley Wanderers le 28 octobre sur le score de 27 à 8. Ce match est disputé au même endroit devant 6 000 spectateurs, c'est la plus grosse affluence des Jeux olympiques.
De 1902 à 1905, la sélection française dispute et perd successivement plusieurs matchs contre une sélection canadienne (10-23), l'équipe de Swansea (0-20) et l'équipe irlandaise des Bective Rangers (8-13).

### 1906-1914: l'apprentissage

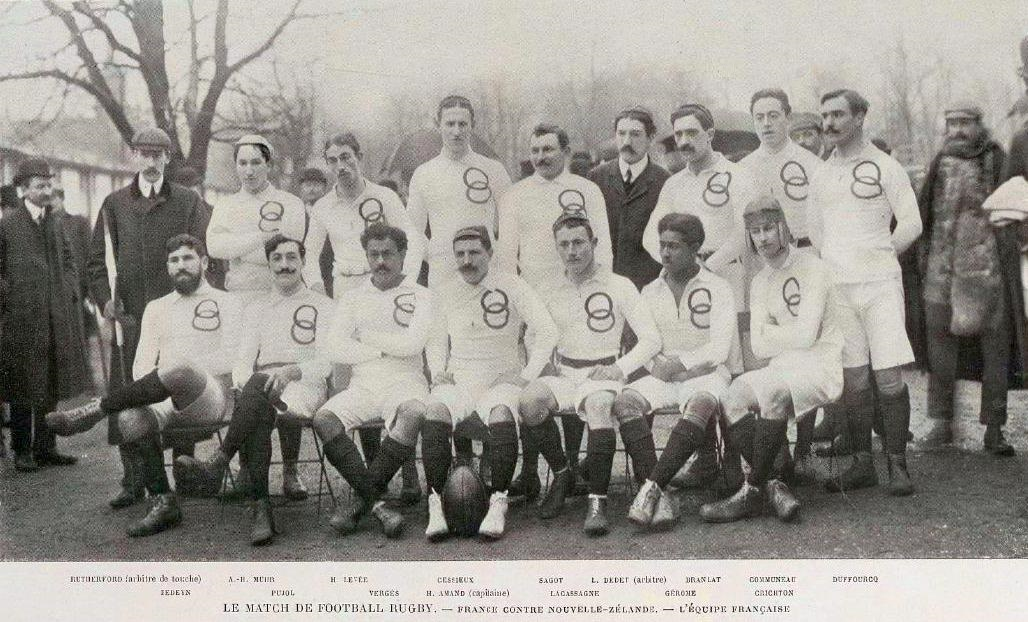
L'équipe de France de rugby face à la Nouvelle-Zélande, en janvier 1906 à Paris.

Le premier match officiel du XV de France USFSA a lieu le 1er janvier 1906, face aux Originals (les futurs All Blacks de Nouvelle-Zélande) alors en tournée européenne. Ce match, arbitré par Louis Dedet, est disputé au Parc des Princes devant 3 000 spectateurs et se termine par une victoire des Néo-Zélandais par 38 à 8,. Le capitaine Henri Amand a l'honneur d'être le premier capé du rugby français. Cette équipe comporte aussi un Anglais, William Crichton ainsi qu'un Américain, Allan Muhr.

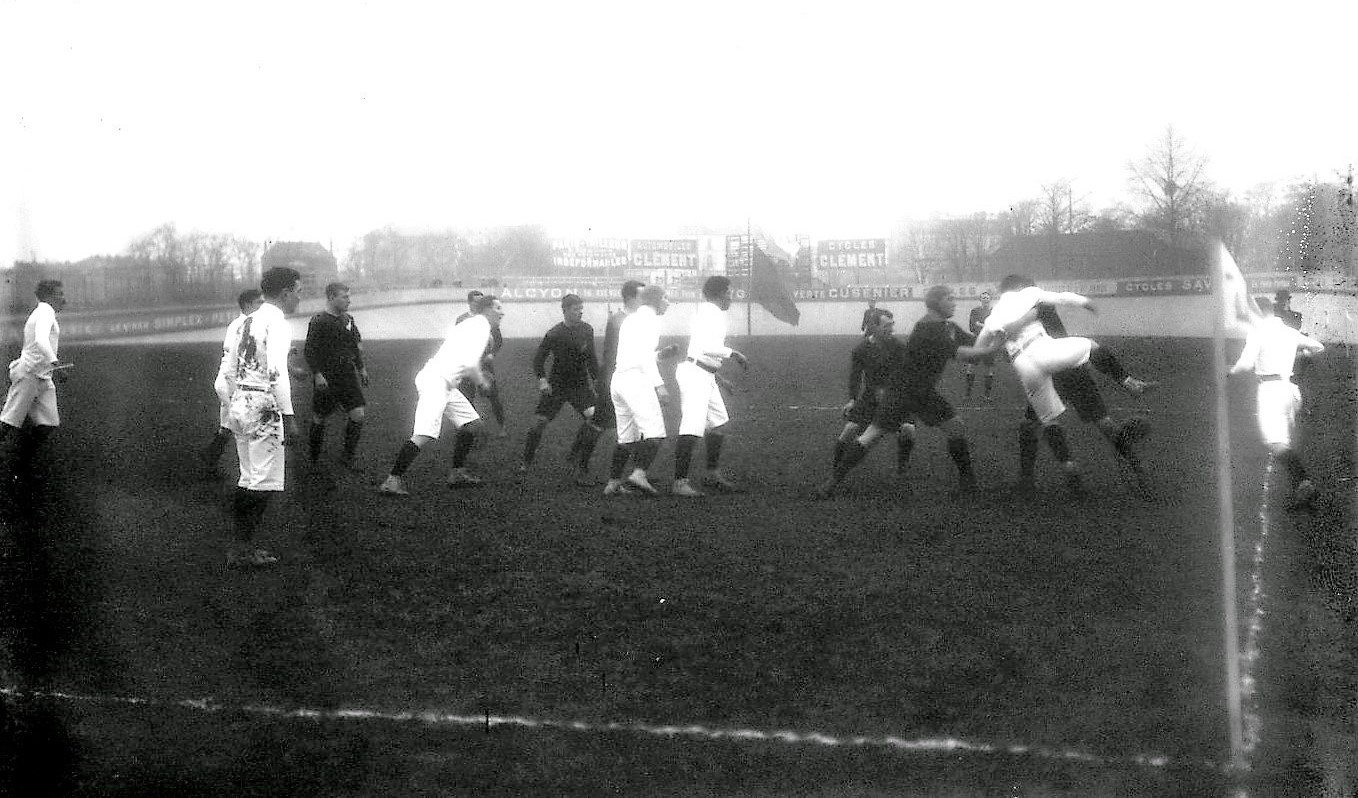
Le premier match de l'équipe de France de rugby face à la Nouvelle-Zélande, en janvier 1906 au Parc des Princes à Paris.

Le 22 mars, l'équipe de France, qui inaugure sa première tenue tricolore (maillot bleu, culotte blanche et bas rouges), rencontre l'Angleterre au Parc des Princes et perd 8 à 35. Ce résultat honorable conduit les Anglais à jouer un match annuel contre le XV de France, ils sont imités un an plus tard par les Gallois puis par les Irlandais.

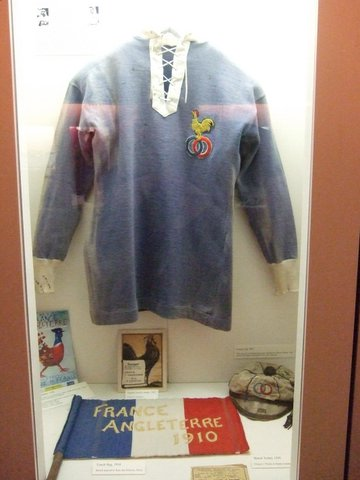
Maillot de 1910.

L'équipe de France est admise pour la première fois à disputer le Tournoi en 1910. Les Français n'étant que quatorze la veille du match au rassemblement des joueurs à la gare Saint-Lazare, le dirigeant Charles Brennus a alors l'idée de récupérer d'urgence un joueur parisien, Joe Anduran, pour compléter l'équipe et permettre ainsi à l'équipe de France de jouer son premier match du Tournoi au complet. Le XV de France fait son apprentissage du rugby international et termine régulièrement dernier du Tournoi jusqu'en 1914 (exception faite de l'année 1911 où il termine quatrième devant l'équipe d'Écosse contre laquelle il remporte sa première victoire internationale).
De 1906 à 1914, l'équipe de France dispute 28 rencontres internationales et remporte une seule victoire, contre l'Écosse le 2 janvier 1911 sur le score de 16-15, c'est sa première victoire internationale,. Dans cette équipe conduite par Marcel Communeau, l'ailier Pierre Failliot, surnommé l'« Autobus », se met en évidence en marquant deux essais et en évitant un essai écossais à quelques secondes de la fin du match.

### 1919-1931: progression du XV de France
Après la Première Guerre mondiale, l'équipe de France rencontre celle de Nouvelle-Zélande, appelée alors les Kiwis, le 11 mai 1919 pour un match non considéré comme international. Les Tricolores sont près de réaliser un exploit, ils ne s'inclinent que par 13 à 14. L'équipe de France progresse et parvient à remporter deux matchs sur quatre lors des Tournois des Cinq Nations en 1921, 1930 et 1931. Elle remporte sa première rencontre en déplacement le 3 avril 1920 à l'occasion d'un match contre le XV d'Irlande à Dublin. Sous la conduite de son capitaine, Philippe Struxiano, la France l'emporte nettement par 15 points à 7 en marquant cinq essais contre un à l'Irlande.
Elle dispute l'épreuve de rugby des Jeux olympiques de 1920 à Anvers, les équipes de France et des États-Unis sont les seules participantes, les Français remportent une médaille d'argent après avoir perdu contre les Américains sur le score de 0 à 8. Quelques semaines plus tard, l'équipe de France prend sa revanche en gagnant par 14 à 5 à Paris.

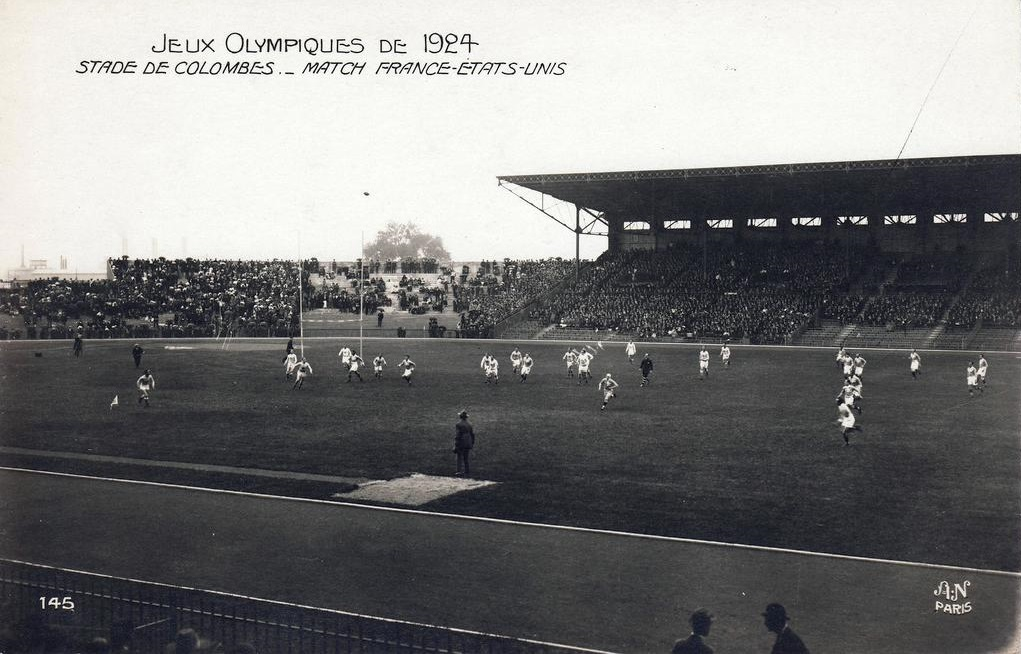
Le XV de France au stade de Colombes lors des Jeux olympiques de 1924.

Les deux équipes se retrouvent en finale des Jeux olympiques de 1924 à Paris, l'équipe des États-Unis remporte à nouveau la médaille d'or en battant la France sur le score sans appel de 17 à 3. Cette victoire des Américains marque aussi la fin de la compétition de rugby dans le cadre des Jeux olympiques.
De 1920 à 1930, l'équipe de France dispute cinquante matchs internationaux et en remporte treize, elle bat au moins une fois toutes les équipes européennes mais subit une défaite nette contre l'équipe de Nouvelle-Zélande par 6 à 30 en janvier 1925, ce qui montre qu'elle doit encore progresser pour se hisser au niveau des meilleures équipes mondiales. Parmi ces victoires, celle acquise le 2 avril 1927 a une importance particulière car c'est la première obtenue contre l'Angleterre. Jusqu'à cette date la France avait perdu quinze des seize rencontres contre les Anglais et avait fait, au mieux, match nul en 1922. Adolphe Jauréguy est le capitaine du XV de France qui réussit cette performance ; l'année suivante, le 9 avril 1928, il conduit à nouveau son équipe pour une première victoire contre l'équipe du pays de Galles (8-3).

### 1932-1939: l'exclusion du Tournoi
En 1931, la France est exclue pour professionnalisme (paiement des joueurs, recrutement inter-clubs) et en raison du jeu violent lors de certains matchs. Le match France-Galles du Tournoi 1930 est d'une extrême brutalité, aussi bien sur la pelouse — avec de nombreux joueurs blessés — que parmi les spectateurs, car ces derniers étaient pressés les uns contre les autres dans les tribunes ou sur le bord de touche, tandis qu'à l'entrée du stade, près de 20 000 spectateurs potentiels n'avaient pu assister au match.
Une majorité de clubs dénoncent aussi le professionnalisme pratiqué par les meilleures équipes et font sécession en décembre 1930 en fondant l'Union française de rugby amateur. Ils refusent que leurs joueurs soient sélectionnés, ce qui abaisse sensiblement le niveau de l'équipe.

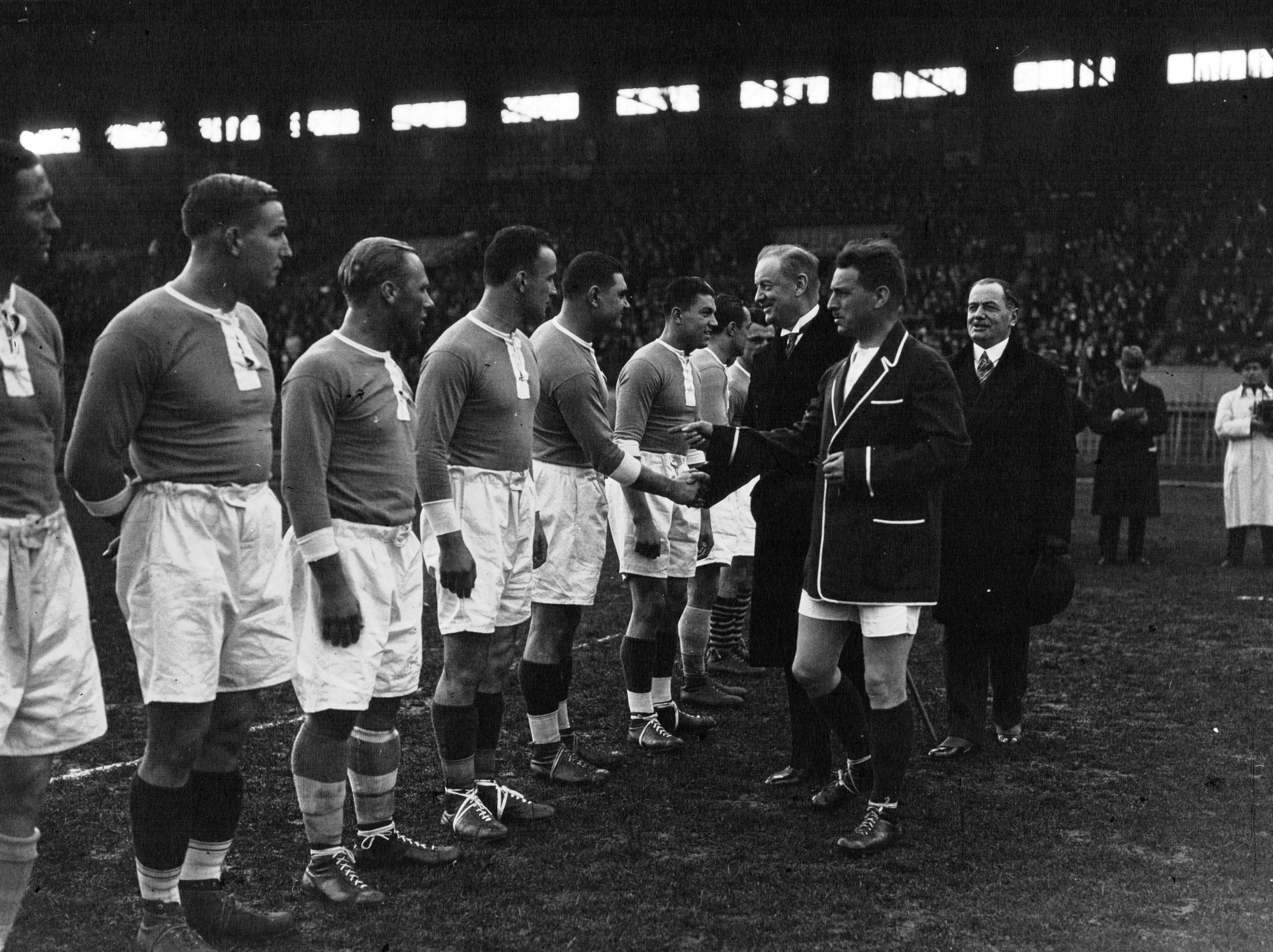
L'équipe de France en 1933.

Pendant cette période, l'équipe de France rencontre uniquement des équipes d'un niveau inférieur à celui des équipes britanniques : celles d'Italie, de l'Allemagne et de Roumanie. Ainsi entre avril 1931 et octobre 1937, la France établie le record de 10 victoires consécutives en battant l'Angleterre, l'Allemagne (8 fois) et l'Italie.
La France est de nouveau admise dans le Tournoi en 1939 après que la Fédération française de rugby a trouvé un accord en 1932 avec les clubs entrés en dissidence. La Seconde Guerre mondiale interrompt le Tournoi pendant plusieurs années. L'équipe de France participe à la reprise du Tournoi à partir de 1947.

### 1945-1958: des victoires partagées dans le Tournoi

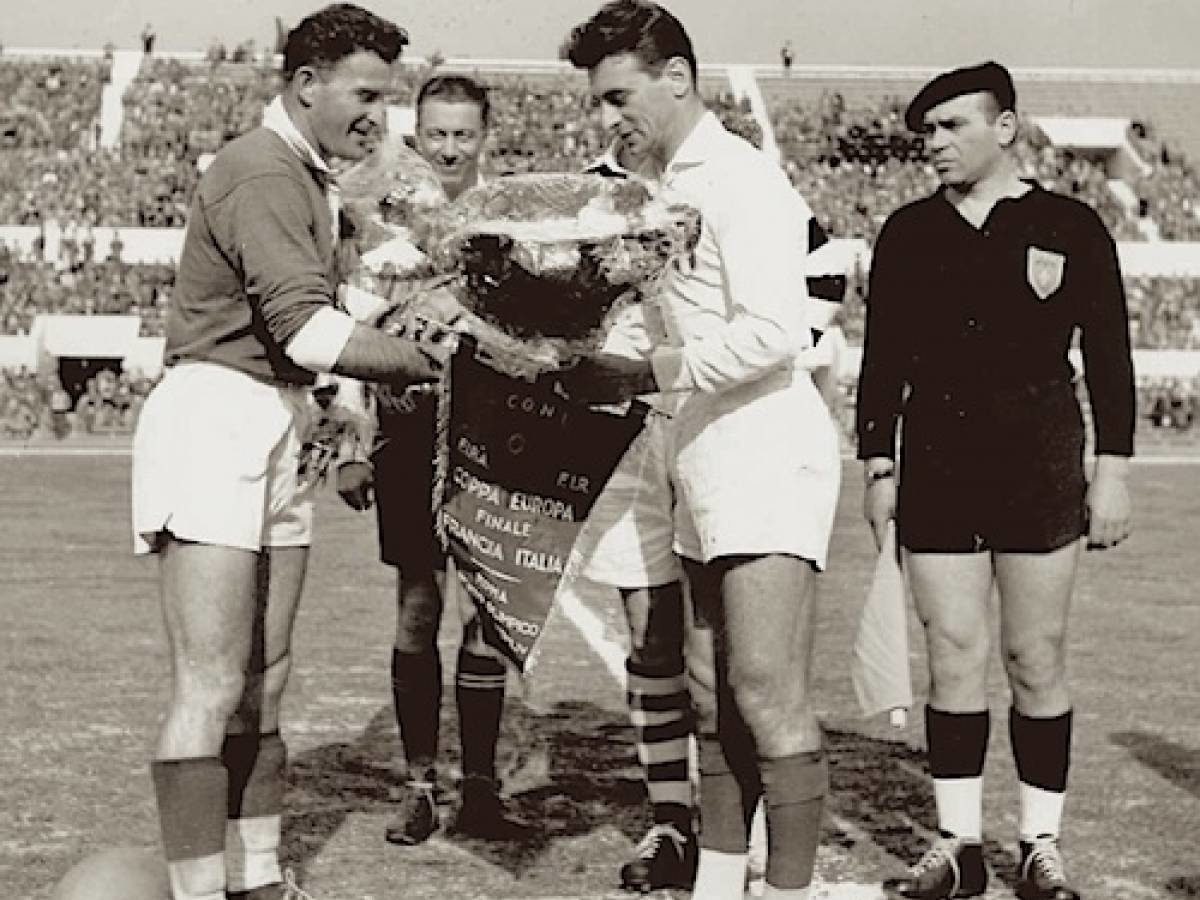
Échange des fanions, lors de France-Italie, le 24 avril 1954 à Rome.

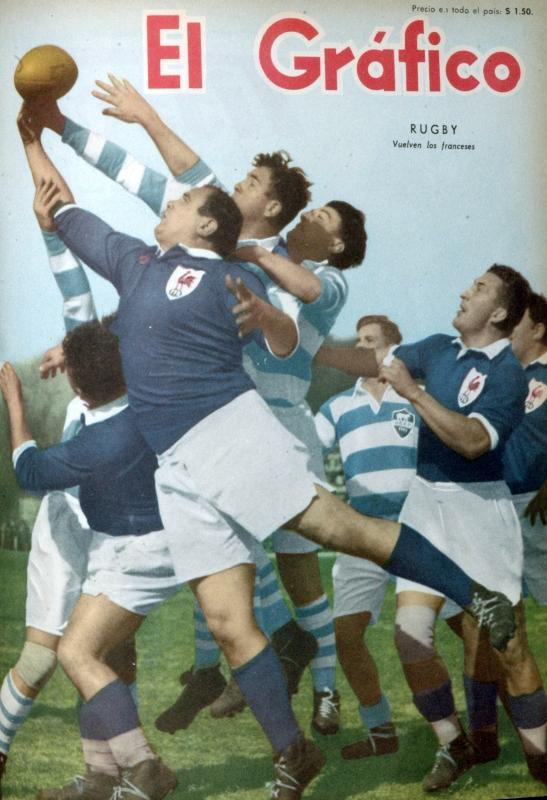
Argentine-France, le 12 septembre 1954 à Buenos Aires.

- Après la Seconde Guerre mondiale, l'équipe de France (les Tricolores), reprend les matchs internationaux le 22 décembre 1945 contre le pays de Galles; au cours de la même année, elle dispute des matchs contre l'armée britannique en janvier et contre les Lions britanniques en avril[24].
- Tournoi des Cinq Nations

Les Tricolores poursuivent leur progression. De 1945 à 1950, ils disputent vingt-six matchs et en remportent quatorze, ils obtiennent ensuite un bilan positif de 1950 à 1958 avec 30 victoires pour 49 matchs disputés. Le 21 février 1948, ils parviennent pour la première fois à battre les Gallois sur leur terrain, à Swansea sur le score de 11 à 3. Cet exploit vaut à Robert Soro d'être surnommé le Lion de Swansea par un journaliste britannique. Le 24 février 1951, les Français, emmenés par leur capitaine Guy Basquet, parviennent pour la première fois à vaincre les Anglais dans leur stade de Twickenham (par 11 à 3). C'est le dernier adversaire du Tournoi qu'il leur restait à battre en déplacement.
En 1952, la France est à nouveau menacée d'être exclue du Tournoi, coupable selon les Britanniques de professionnalisme (recrutements, primes de match, intéressements). Pour éviter la sanction, la FFR promet d'abolir le championnat de France et fournit une liste de joueurs jugés coupables de professionnalisme, dont Jean Dauger, Robert Soro et Maurice Siman. Ainsi, une nouvelle exclusion du Tournoi est évitée, mais le championnat de France 1952-53 est maintenu à la suite de la pression exercée par la grande majorité des clubs français.
L'équipe de France obtient des victoires partagées dans le Tournoi en 1954 (avec l'Angleterre et le pays de Galles) et 1955 (avec le pays de Galles). Il est à remarquer que les Bleus pouvaient remporter un Grand Chelem s'ils avaient gagné contre les Gallois et non pas perdu 11 à 16. La France montre ses progrès en perdant au plus deux matchs par Tournoi, sauf en 1952 (trois), 1953 (trois également) et 1957 (quatre).
- Les Tricolores battent pour la première fois les All Blacks le 27 février 1954[30],[31], c'est Jean Prat qui est à la fois le capitaine et le réalisateur des trois points qui donnent la victoire aux Français. Jean Prat est aussi le capitaine du XV de France qui bat pour la deuxième fois les Anglais à Twickenham en 1955. Cette même année, il est porté en triomphe par les Gallois au terme de sa carrière dans le Tournoi, un journaliste anglais le surnomme alors Mister Rugby[32].
- En tournée en Argentine en août et septembre 1954, la France bat deux fois les Pumas à Buenos Aires.
- La France reçoit et, pour la première fois, bat l'Australie à Colombes en janvier 1948 et en mars 1958.
- Le 16 août 1958, l'équipe de France remporte sa première victoire par 9 à 5 face aux Springboks sud-africains à l'Ellis Park de Johannesbourg, sous la conduite de Lucien Mias[33],[34], le Docteur Pack. La tournée en Afrique du Sud de l'équipe de France, pourtant handicapée par plusieurs absences, est un succès complet : en effet, lors du premier test, elle avait fait match nul 3 à 3. C'est même la première tournée chez les Springboks remportée par les visiteurs depuis celles des Lions britanniques en 1891 et en 1896. L'équipe de France démontre alors qu'elle peut rivaliser avec les meilleures équipes au monde. Ces bons résultats préfigurent les succès à venir dans le Tournoi.

### 1959-1970: premières victoires seule dans le Tournoi et Grand Chelem
- Tournoi des Cinq Nations

Dans la continuité de son succès en Afrique du Sud en 1958, l'équipe de France remporte seule le Tournoi pour la première fois (victoire non partagée avec une autre équipe) en 1959 sous la conduite de Lucien Mias.
Elle remporte à nouveau le Tournoi en 1960 (avec l'Angleterre, les deux équipes comptent un match nul et trois victoires, soit un Petit Chelem chacune), 1961 (à nouveau invaincue, avec trois victoires et un match nul, un second Petit Chelem) et 1962 (avec trois victoires et une courte défaite 0 à 3 contre les Gallois).
Les équipes qui remportent ces premières victoires dans le Tournoi comprennent de nombreux joueurs de talent comme Alfred Roques, Amédée Domenech, Lucien Mias, François Moncla, Michel Crauste (le Mongol), Michel Celaya, André et Guy Boniface, Christian Darrouy et Pierre Albaladejo.
Les Tricolores remportent une autre série de victoires dans le Tournoi en 1967, 1968 et 1970 (avec le pays de Galles). Entre les deux séries de victoires françaises, le Tournoi est dominé par les Gallois qui terminent en tête à quatre reprises.
Guy Camberabero, associé à son frère Lilian, est le principal artisan de la victoire de 1967 en réussissant 49 des 67 points marqués par les Tricolores.
Au cours de cette période, la France remporte 52 des 93 matchs (56 %) qu'elle dispute,. Son principal succès est l'obtention de son premier Grand Chelem en 1968 sous le capitanat de Christian Carrère et avec des joueurs renommés tels que Benoît Dauga, Walter Spanghero, Pierre Villepreux et les frères Camberabero. Ce n'est pas une seule équipe de quinze joueurs qui a réalisé cette performance mais pratiquement deux car au total vingt-sept joueurs français ont participé aux quatre matchs du Tournoi de 1968.
- Malgré ses bons résultats d'ensemble, le XV de France ne parvient pas à battre les All Blacks ; les huit rencontres qui opposent les deux équipes de 1961 à 1968, que ce soit au stade de Colombes ou lors de deux tournées en Nouvelle-Zélande (en 1961 et 1968) se terminent par autant de défaites.
- Le bilan des Tricolores contre l'équipe d'Afrique du Sud, de 1961 à 1968, est lui aussi négatif avec quatre défaites (dont deux à Colombes), deux victoires et un match nul. Les Français doivent se satisfaire d'avoir battu deux fois les Springboks sur leur terrain, à Springs en 1964 par huit points à six[39] et en 1967 à l'Ellis Park sur le score de 19 à 14[40].
- Pendant cette période, l'équipe de France ne rencontre que trois fois l'équipe d'Australie, battant deux fois les Wallabies et ne perdant que d'un point lors du troisième match en août 1968 à Sydney.

### 1971-1980: deuxième Grand Chelem et rivalité avec les Gallois
Le Tournoi 1973 est remarquable car toutes les équipes gagnent leurs deux matchs à domicile, finissant ex æquo avec le même nombre de points. Avec le système de classement en vigueur depuis 1993, le départage se faisant à la différence de points puis au nombre d'essais marqués, le pays de Galles termine premier et la France troisième derrière l'Irlande. Les Bleus gagnent le Tournoi 1977, avec un Grand Chelem, mais c'est la décennie du pays de Galles qui gagne cinq fois le Tournoi en huit éditions complètes. Le bilan des confrontations entre les deux équipes est nettement à l'avantage des Gallois qui remportent six victoires, pour trois défaites et un match nul. Les matchs entre les équipes de France et du pays de Galles mettent aux prises de brillantes individualités comme les Gallois Barry John, Gareth Edwards, JPR Williams, John Taylor et Gerald Davies et les Français Jean-Pierre Rives, Claude Dourthe, Jean-Pierre Lux, Jo Maso, Jean Trillo et Jean-Michel Aguirre. Les deux équipes se disputent la victoire dans le Tournoi 1976 (avec un Grand Chelem à la clé) à l'Arm's Park de Cardiff. Le match est très serré et se termine par une victoire des Gallois par 19 à 13. Malgré cet échec, ce Tournoi a mis en avant le potentiel du XV de France qui possède un pack surpuissant avec notamment Jean-Pierre Bastiat, Jean-François Imbernon, Michel Palmié, Gérard Cholley et Robert Paparemborde. Les deux équipes se disputent aussi la victoire dans le Grand Chelem en 1978 lors d'un autre match Galles - France dont les Gallois sont à nouveau vainqueurs.
Jacques Fouroux est le capitaine de l'équipe qui réalise le Grand Chelem de 1977. Il forme avec Jean-Pierre Romeu une paire de demis exemplaire. Cette année-là, l'équipe de France n'encaisse pas d'essai au cours des quatre rencontres du Tournoi et surtout, c'est la même équipe de quinze joueurs qui dispute et gagne les quatre matchs. Les Bleus prennent tout d'abord leur revanche sur les Gallois (16-9) puis battent les Anglais à Twickenham (5-3) à l'issue d'un match acharné. Deux autres victoires contre les Écossais et les Irlandais leur permettent de réaliser le Grand Chelem.
Pendant cette période, les Bleus gagnent 41 des 77 matchs (53 %) qu'ils disputent. Cette statistique, qui indique une performance d'ensemble plutôt moyenne, masque le fait que l'équipe de France a réalisé plusieurs exploits tels que son Grand Chelem de 1977 et un bilan positif face à la meilleure équipe au monde, celles des All Blacks. De 1973 à 1979, les Français ont rencontré cinq fois les Néo-Zélandais, ils ont remporté trois victoires contre deux défaites. La victoire par 24 à 19 obtenue le 14 juillet 1979 à l'Eden Park de Auckland est restée dans les mémoires en raison du panache avec lequel elle a été acquise,. Les Bleus marquent quatre essais contre deux aux Blacks et les battent pour la première fois chez eux.
L'équipe de France est dominée par les Springboks qui remportent six des sept confrontations disputées entre 1971 et 1980, la septième se terminant sur un score nul 8 à 8. À l'inverse, elle remporte quatre de ses six matchs disputés contre les Wallabies et ne subit qu'une défaite en 1971 à Toulouse.

### 1981-1989: les années Fouroux
C'est une période faste pour l'équipe de France conduite par son entraîneur emblématique, Jacques Fouroux, avec six Tournois gagnés en 1981, 1983 (avec l'Irlande), 1986 (avec l'Écosse), 1987, 1988 (avec le pays de Galles) et 1989, avec deux Grands Chelems en 1981 et 1987. À l'exception d'une saison 1982 décevante, les Bleus ont toujours terminé à l'une des deux premières places du Tournoi entre 1981 et 1989.
Le Grand Chelem de 1981 est réalisé une fois de plus grâce à une victoire acquise de haute lutte contre les Gallois à Paris, suivie par un succès à Twickenham contre des Anglais qui avaient pourtant réussi un Grand Chelem un an plus tôt. Le capitaine des Bleus, Jean-Pierre Rives, gagne alors le surnom de Casque d'or qui souligne la vaillance dont il a fait preuve durant ce Tournoi. Dix-neuf autres joueurs ont contribué à la conquête de ce Grand Chelem, notamment Robert Paparemborde, Roland Bertranne et Guy Laporte.
Pendant cette période, les Français perdent quatre de leurs matchs contre l'équipe d'Écosse qui remporte un Grand Chelem dans le Tournoi 1984 et termine à égalité avec la France en 1986. Bien que les Bleus terminent invaincus le Tournoi de 1985 (deux victoires et deux matchs nuls), ils ne le remportent pas car les Irlandais sont aussi invaincus et n'ont concédé qu'un match nul. Jérôme Gallion perd l'occasion de mettre la victoire d'un Tournoi à son palmarès.
Les Bleus remportent un nouveau Grand Chelem en 1987, ils ont alors Daniel Dubroca comme capitaine. Après une victoire contre les Gallois (16-9), un essai de 80 mètres de Philippe Sella permet au XV de France de battre les Anglais à Twickenham, puis quatre essais français dont trois de Éric Bonneval (qui égale le record de Michel Crauste et de Christian Darrouy) permettent de vaincre les Écossais au Parc des Princes, la victoire décisive étant obtenue contre les Irlandais à Lansdowne Road sur le score de 19 à 13, avec deux essais d'Éric Champ.
La décennie se termine par une nouvelle victoire dans le Tournoi en 1989, un sixième succès pour les Bleus pendant les années 1980 et autant de succès pour Serge Blanco et Pierre Berbizier.
Pendant cette période, l'équipe de France a disputé 77 matchs et remporté 47 victoires, soit 61 % de réussite. Huit défaites des Bleus sont infligées par les All Blacks qui ne perdent que deux confrontations entre les deux équipes en 1986 et justifient pleinement le titre de champion du monde qu'ils obtiennent en 1987.
L'équipe de France présente un meilleur bilan contre les Australiens avec trois victoires pour quatre défaites et un match nul, une de ces victoires lui permettant d'éliminer les Wallabies en demi-finale de la première édition de la Coupe du monde en 1987. Les Français sont menés (6-9) à la mi-temps et pendant une bonne partie du match, mais réussissent à gagner par 30 à 24 en marquant au total quatre essais. Les Bleus ne renouvellent pas cet exploit en finale et sont battus par les All Blacks sur le score de 29 à 9.

### 1990-2001: la rivalité avec les Anglais
Les Anglais dominent le rugby européen durant les années 1990 avec six Tournois gagnés dont trois Grands Chelems, mais la France se maintient à un haut niveau et rivalise avec les Anglais pour la suprématie en Europe : trois Tournois gagnés en 1993, 1997 (avec une victoire chez les rivaux anglais) et 1998 dont deux Grands Chelems en 1997 et 1998 sous la conduite respective des capitaines Abdelatif Benazzi et Raphaël Ibañez. L'équipe de France comprend alors d'autres individualités marquantes comme Philippe Saint-André (le Goret), Olivier Magne (Charly), Thomas Castaignède (le Petit Boni ou le Petit Prince) et Jean-Luc Sadourny.
Pendant cette période, le XV de France est entraîné successivement par Daniel Dubroca et Jean Trillo (1990-1991), Pierre Berbizier (1991-1995), Jean-Claude Skrela (1995-1999) et Bernard Laporte (1999-2007).
Philippe Saint-André est à la conclusion d'une action d'éclat contre les Anglais lors du Tournoi 1991, il marque un essai au terme d'une action de cent mètres lancée de la ligne d'en-but française par Serge Blanco et Pierre Berbizier, Cet essai est considéré par de nombreux commentateurs comme le plus beau marqué dans le Tournoi des Cinq Nations,.
En 1993, la France remporte le titre de Champion d'Europe de rugby à XV qui est décerné pour la première fois au vainqueur du Tournoi, et gagne aussi le premier Trophée des Cinq Nations, ainsi que la série de tests face aux Springboks pour le retour de l'Afrique du Sud post-apartheid dans le rugby mondial.
En 1994, la France remporte pour la première fois la tournée en Nouvelle-Zélande en remportant deux matchs dont celui du 3 juillet qui restera dans l'histoire.
En 1991, la France connaît son plus mauvais résultat dans la compétition mondiale puisqu'elle est éliminée en quart de finale par les Anglais. Elle prend sa revanche lors de la Coupe du monde 1995 avec une victoire contre ces mêmes Anglais pour la troisième place.
Le Tournoi 1997 est l'occasion pour les Français de réaliser un nouveau Grand Chelem le premier de l'ère Skrela, une performance qui s'est dessinée par une victoire à Dublin, avec trois essais de David Venditti, une autre à Twickenham où ils gagnent par 23 à 20 (après avoir été menés 6 à 20) grâce à Christophe Lamaison et un final réussi à Paris contre les Écossais qui sont dominés sur le score de 47 à 20.
Les Français réussissent l'exploit de remporter consécutivement un autre Grand Chelem en 1998, une performance permise par une première victoire contre les Anglais au Stade de France, où le XV de France fait ses débuts, et surtout une victoire à domicile contre l'Irlande obtenue difficilement par 18 à 16 ; Christophe Lamaison, Philippe Bernat-Salles et Thomas Castaignède sont les meilleurs marqueurs français.
Pas vraiment favorite après un Tournoi des Cinq Nations 1999 décevant où la France termine dernière et des matchs de préparation ratés marqués par une défaite face au Tonga (16-20) et une sévère défaite en juin en test-match à Wellington face à la Nouvelle-Zélande (7-54), le XV de France est pourtant finaliste quelques mois après de la Coupe du monde 1999 après avoir battu de manière époustouflante les All Blacks en demi-finale par 43 à 31,. Les Bleus sont cependant battus en finale par l'Australie sur le score de 35 à 12, ils atteignent le même niveau de performance qu'en 1987.
De 1990 à 2001, les Bleus jouent 133 matchs internationaux et en remportent 83, soit un taux de réussite de 62 % qui est au même niveau que celui de la décennie précédente malgré une année 1990 catastrophique (trois victoires en dix matchs).
- Le bilan de l'équipe de France face aux All Blacks est assez équilibré avec quatre victoires pour six défaites, et avant tout, comme on l'a vu, une victoire contre les Néo-Zélandais en demi-finale de la Coupe du monde 1999. Parmi ces victoires, celle acquise le 3 juillet 1994 à l'Eden Park est restée dans les annales car les Français, qui étaient menés 16 à 20 à une minute de la fin du match, réussissent à l'emporter 23 à 20 grâce à un essai marqué en conclusion d'une action démarrée près de leur ligne de but, une série de passes et de renversements d'attaque impliquant de nombreux joueurs (P. Saint-André, J.M. Gonzalez, Deylaud, Benazzi, É. Ntamack, Cabannes, Delaigue, Accoceberry et J.L. Sadourny) aboutit à un essai que les journalistes néo-zélandais qualifient d'essai du siècle et que les Français appellent l'essai du bout du monde[54],[61],[62].

Face aux Springboks leur bilan est également défavorable avec trois victoires pour sept défaites, dont une défaite par 19 à 15 en demi-finale de la Coupe du monde 1995 que les Springboks remportent à domicile. Le XV de France manque de peu une qualification en finale car, sur une pelouse gorgée d'eau, Abdelatif Benazzi percute la défense des Springboks en fin de match et termine en glissant à quelques centimètres seulement de l'en-but sud-africain.
Les Bleus sont largement dominés par les Australiens qui remportent huit des dix matchs qui les opposent, en particulier la finale de la Coupe du monde 1999. Les Wallabies sont redoutables pendant cette période car ils sont champions du monde en 1991 et 1999.

### 2002-2007: fin de l'ère Laporte

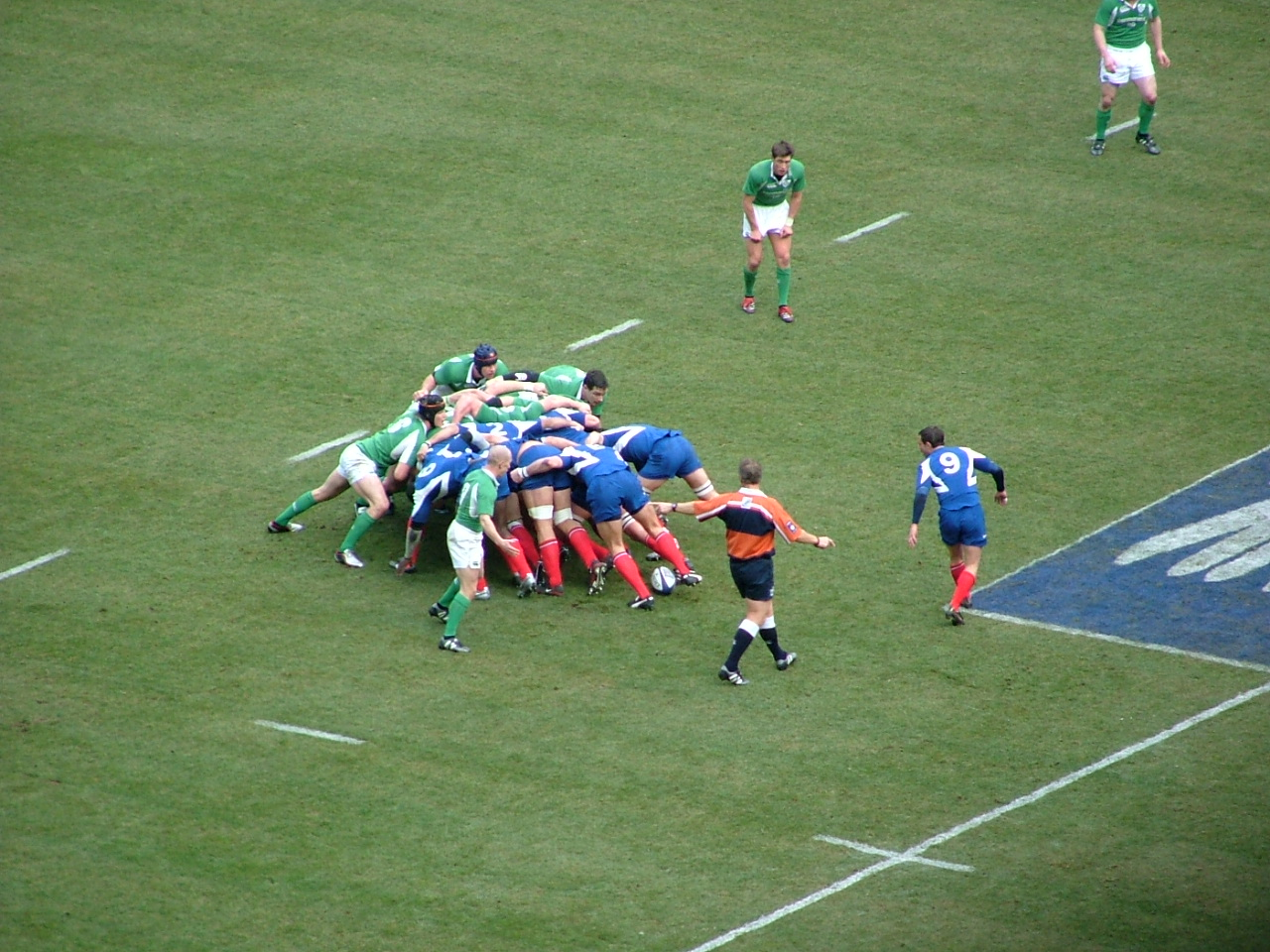
France-Irlande du Tournoi 2006 : la mêlée française s'apprête à libérer la balle pour son demi de mêlée ; Jean-Baptiste Élissalde, no 9, se trouve à droite de l'arbitre.

L'équipe de France effectue de très bons débuts dans les années 2000 avec quatre Tournois gagnés en 2002, 2004, 2006 et 2007, dont 2 Grands Chelems en 2002 et 2004 ; Fabien Pelous, Fabien Galthié, Olivier Magne et Raphaël Ibañez sont capitaines d'équipe lors des deux Grand Chelems réussis. Ces succès sont à mettre aussi au crédit de Bernard Laporte qui entraîne cette équipe depuis 1999, fonction qu'il occupe jusqu'au terme de la Coupe du monde 2007.
Le Grand Chelem de 2002 est le premier remporté par les Français dans le Tournoi à Six Nations. Après un succès contre les Italiens et une courte victoire au Millennium Stadium obtenue contre les Gallois (37-33), le match décisif est une nouvelle fois disputé contre les Anglais ; les Bleus l'emportent par 20-15 et confirment ensuite leur suprématie en battant les autres nations britanniques. Le demi de mêlée français Fabien Galthié, est élu en fin d'année 2002, meilleur joueur du monde.
La France termine 4e de la Coupe du monde 2003, battue par l'équipe d'Angleterre en demi-finale sur le score de 7-24, tous les points anglais étant marqués par trois drops et cinq pénalités de Jonny Wilkinson (l'équipe d'Angleterre remporte cette Coupe du monde en battant les Wallabies en finale 20 à 17). Alors que la France a fait un premier tour brillant (larges victoires face au Fidji, Japon, Écosse, et États-Unis ) et a gagné facilement l'Irlande en quart-de-finale, en appliquant son système de jeu offensif par blocs sur des terrains secs, elle se retrouve sans solution sous la pluie de Sydney face aux Anglais. Fabien Galthié avouera : « Pour la première fois nous devons jouer sous la pluie. La vérité, la seule, c'est que nous n'y sommes pas préparés. Il n'y a pas de plan B. »
Le Grand Chelem de 2004 est le huitième de l'histoire des Bleus, l'équipe emmenée par Fabien Pelous a réussi cette performance essentiellement en allant vaincre les Gallois à Cardiff (29-22) et en battant les Anglais qui détiennent alors le titre de champions du monde, par 24 à 21 lors d'une véritable finale jouée au Stade de France devant 79 900 spectateurs (record d'affluence) et près de 9 millions de téléspectateurs.
De 2002 à 2006, les Bleus remportent 38 des 62 matchs internationaux qu'ils disputent, soit 61 % de réussite.
Le bilan du XV de France contre les All Blacks est à nouveau négatif avec cinq défaites consécutives dont une lors de la petite finale de la Coupe du monde 2003 et un match nul obtenu en 2002. Les Français n'ont pas battu les Néo-Zélandais depuis le 18 novembre 2000 à Marseille où ils gagnèrent 42-33.
Depuis 2002, l'équipe de France a disputé quatre matchs contre les Springboks, elle compte deux victoires contre une défaite et un match nul, elle reste sur un succès acquis au Cap par 36-26 en juin 2006.
Les confrontations entre les Bleus et les Wallabies sont à l'avantage de ces derniers qui comptent trois victoires pour deux défaites et un match nul; les rencontres entre les deux équipes sont peu nombreuses, elles ne se sont pas rencontrées lors de la Coupe du monde 2003.
Le XV de France débute bien le Tournoi des Six Nations 2007 en battant nettement les Italiens à Rome (39-3), les Irlandais à Croke Park (20-17) et les Gallois au Stade de France (32-21), mais il s'incline contre les Anglais à Twickenham (18-26). Une victoire acquise par 46 à 19 contre les Écossais au Stade de France permet aux Bleus de remporter le Tournoi 2007 en devançant les Irlandais à la différence de points.
L'équipe de France déçoit lors de la Coupe du monde 2007 qu'elle organise. À domicile, les Bleus terminent quatrièmes avec trois défaites en sept matchs. Ils perdent deux fois facent à une Argentine en forme emmenée par la charnière Pichot-Hernandez, lors du match d'ouverture et lors de la petite finale, et perdent en demi-finale, sans imagination, face à l'Angleterre, comme en 2003. Le match d'ouverture est marqué par une polémique médiatique et politique. Bernard Laporte demande au capitaine Raphaël Ibañez de lire dans le vestiaire la lettre du résistant Guy Môquet, comme l'a fait le président de la République Nicolas Sarkozy avec les directeurs d'école en France. Ibañez refuse et c'est le jeune Clément Poitrenaud qui la lit. Certains observateurs imputent alors la défaite des français à leur mauvais état émotionnel à la suite de la lecture de la lettre, inappropriée pour un tel évènement. L'exploit contre les All Blacks en quart de finale redonne de l'espoir, mais celui-ci est rincé par l'Angleterre de Wilkinson. Laporte aligne exactement la même équipe pour les deux matchs et applique la même tactique : les héros du quart-de-finale apparaissent fatigués et la tactique n'est pas la bonne, le jeu anglais étant très différent de celui des Blacks.

### 2008-2011: nouveau Chelem et finale de Coupe du monde

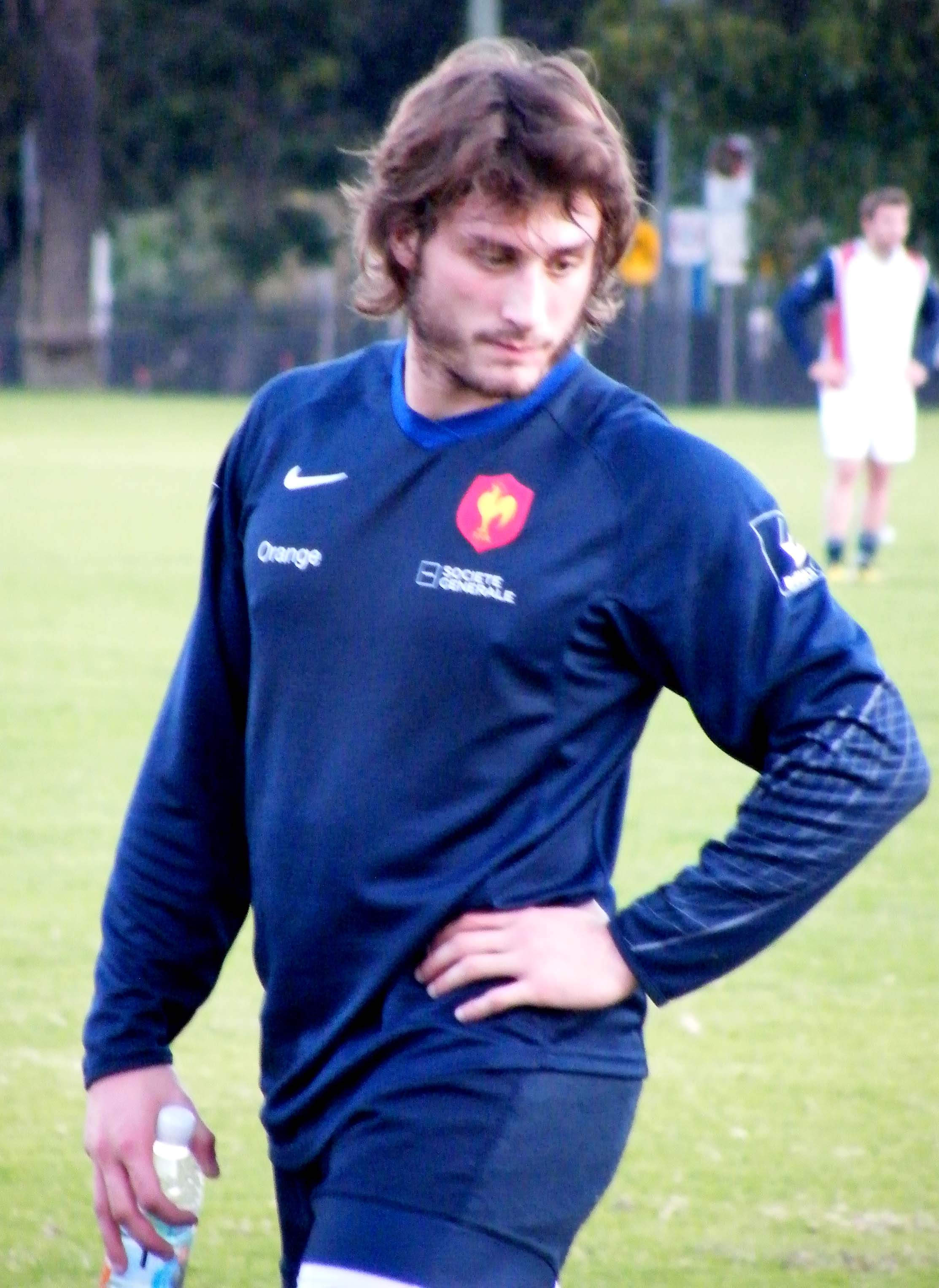
Maxime Médard à l'entraînement à Sydney en juin 2009.

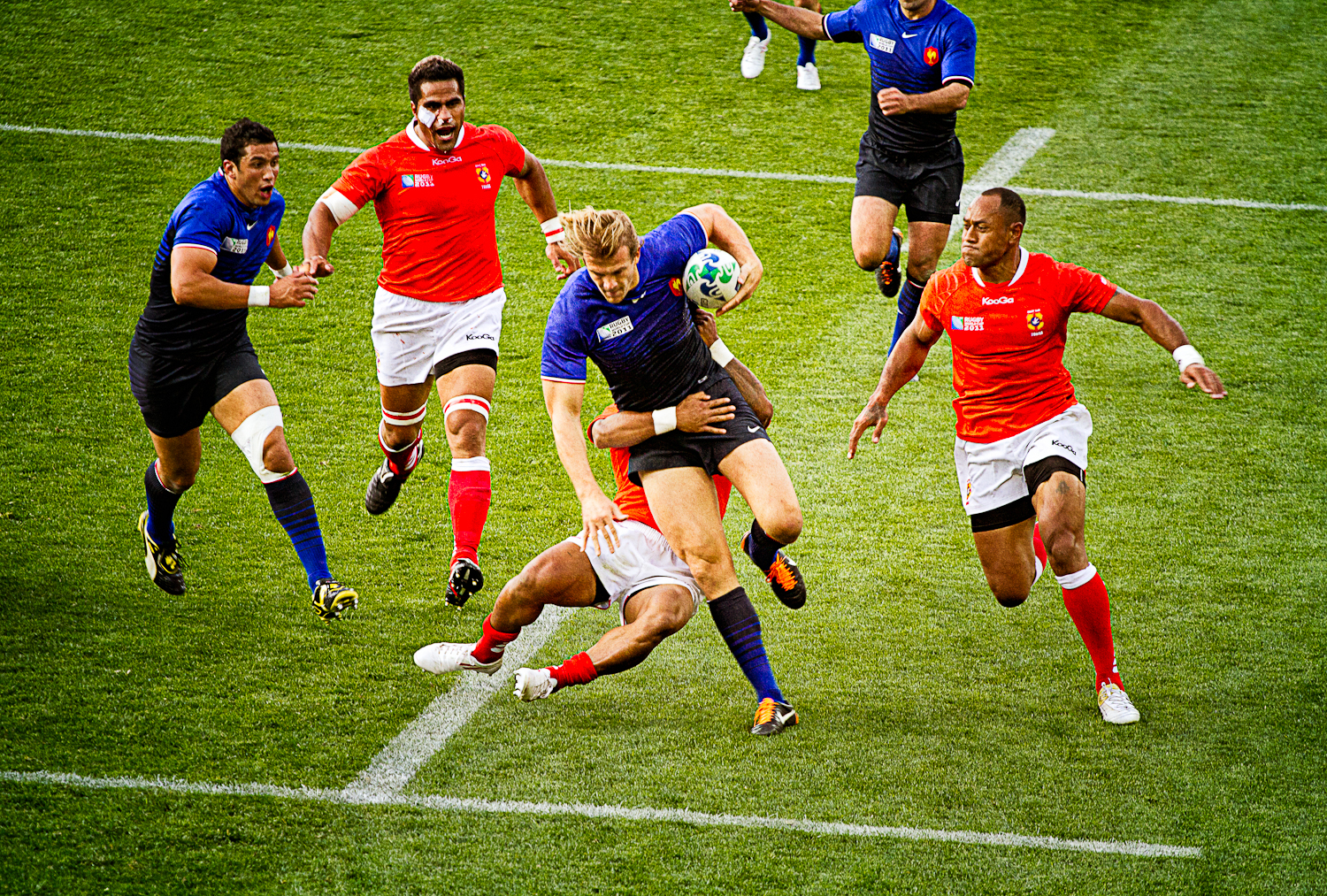
France - Tonga en octobre 2011.

Après la Coupe du monde, Marc Lièvremont est nommé pour remplacer Bernard Laporte. Il choisit d'être assisté par Émile Ntamack pour les arrières et par Didier Retière pour les avants. Après deux victoires en Écosse et face à l'Irlande, l'équipe perd face à l'Angleterre, au Stade de France, puis à Cardiff et termine à la troisième place du tournoi 2008. Pour la tournée d'été en Australie, les Bleus sont privés des demi-finalistes du Championnat de France et perdent deux fois lourdement (34-13) et (40-10). En novembre, ils battent les Argentins et les Pacific Islanders mais s'inclinent une nouvelle fois contre les Australiens.
En 2009, après une nouvelle troisième place dans le Tournoi, l'équipe de France se déplace en Océanie en juin. Elle remporte le premier match face aux Néo-Zélandais à Dunedin sur le score de 27 à 22. C'est sa première victoire en Nouvelle-Zélande depuis 1994. La défaite sur un écart plus restreint la semaine suivante à Wellington (14-10) leur permet de remporter pour la première fois le Trophée Dave Gallaher. Les Bleus perdent ensuite contre l'Australie à Sydney. Lors de la tournée d'automne, ils s'imposent 20 à 13 contre l'équipe d'Afrique du Sud, championne du monde en titre, et les Samoa mais chutent une nouvelle fois face aux All Blacks (39-12).
Lors du Tournoi des Six Nations 2010, l'équipe de France s'impose en réalisant le neuvième Grand Chelem de son histoire. Ce succès est en large partie dû à la supériorité du pack mené par Morgan Parra. Avec 61 points inscrits, il est le meilleur réalisateur du Tournoi à égalité avec le Gallois Stephen Jones.
Auteur d'une excellente performance, Morgan Parra est nommé pour le titre de meilleur joueur du Tournoi des Six Nations 2010 mais c'est finalement l'Irlandais Tommy Bowe qui est désigné.
La tournée qui suit est un échec. Elle se solde par deux humiliations en Afrique du Sud (17-42) et en Argentine (13-41) et finit par faire oublier les espoirs nés pendant le Tournoi.
Battue, le samedi 27 novembre 2010, 59 à 16 (13-13) par l'Australie au Stade de France, elle subit ce jour-là, la plus lourde défaite de son histoire à domicile. Largement dominés en mêlée en première mi-temps, les Wallabies ont, par la suite, portant le ballon à la main, négligeant le jeu au pied, déployé une succession de quinze attaques grand champ, à la manière treiziste.
La France perd son titre de champion du Tournoi des Six Nations lors de l'édition 2011. Elle débute avec une victoire contre l'Écosse et l'Irlande, mais chute en Angleterre, puis en Italie sur le score de 22 à 21 (la première défaite française chez les Italiens dans l'histoire du Tournoi). La France se rattrape en battant le pays de Galles lors du dernier match et termine finalement à la deuxième place, derrière l'Angleterre.
La France gagne ses deux derniers test matchs avant la Coupe du monde face à l'Irlande (19-12, puis 26-22).
Les Français commencent la Coupe du monde en battant, non sans se faire accrocher, le Japon (47-21) puis le Canada (46-19). Le match suivant opposant la France au pays hôte, la Nouvelle-Zélande, voit les All Blacks s'imposer facilement 37 à 17. Puis des doutes s'installent vraiment après la défaite surprise face aux Tonga (14-19). L'équipe de France avec deux défaites et deux victoires parvient néanmoins à se hisser en quart-de-finale grâce aux points du bonus offensif. Elle devient la deuxième équipe à se qualifier pour les quarts de finale de la compétition avec deux défaites, après les Fidji en 1987. L'équipe s'impose face à l'Angleterre en quart de finale sur le score de 19 à 12 puis en demi-finale contre le pays de Galles (9-8), et se qualifie pour la finale contre les All Blacks.
Grâce à cette victoire sur les Gallois, la France remonte à la 3e place du classement IRB des meilleurs nations et devient entre-temps la seule nation de l'hémisphère Nord à entrer dans le trio de tête depuis seize mois (le dernier pays était aussi la France en juin 2010). Le XV de France s'incline finalement en finale 7 à 8 face à la Nouvelle-Zélande. Critiqués tout au long de la compétition pour leur jeu et pointés du doigt par la presse mondiale qui criait au hold-up, les hommes de Marc Lièvremont résistent face aux Néo-Zélandais, en ne s'inclinant que par le plus petit écart jamais constaté en finale de Coupe du monde. Le capitaine et troisième ligne du XV de France, Thierry Dusautoir est élu en fin d'année 2011, meilleur joueur du monde, et devient le second français à obtenir cette distinction après Fabien Galthié en 2002.

### 2011-2019: période de crise et résultats décevants

#### Ère Philippe Saint-André

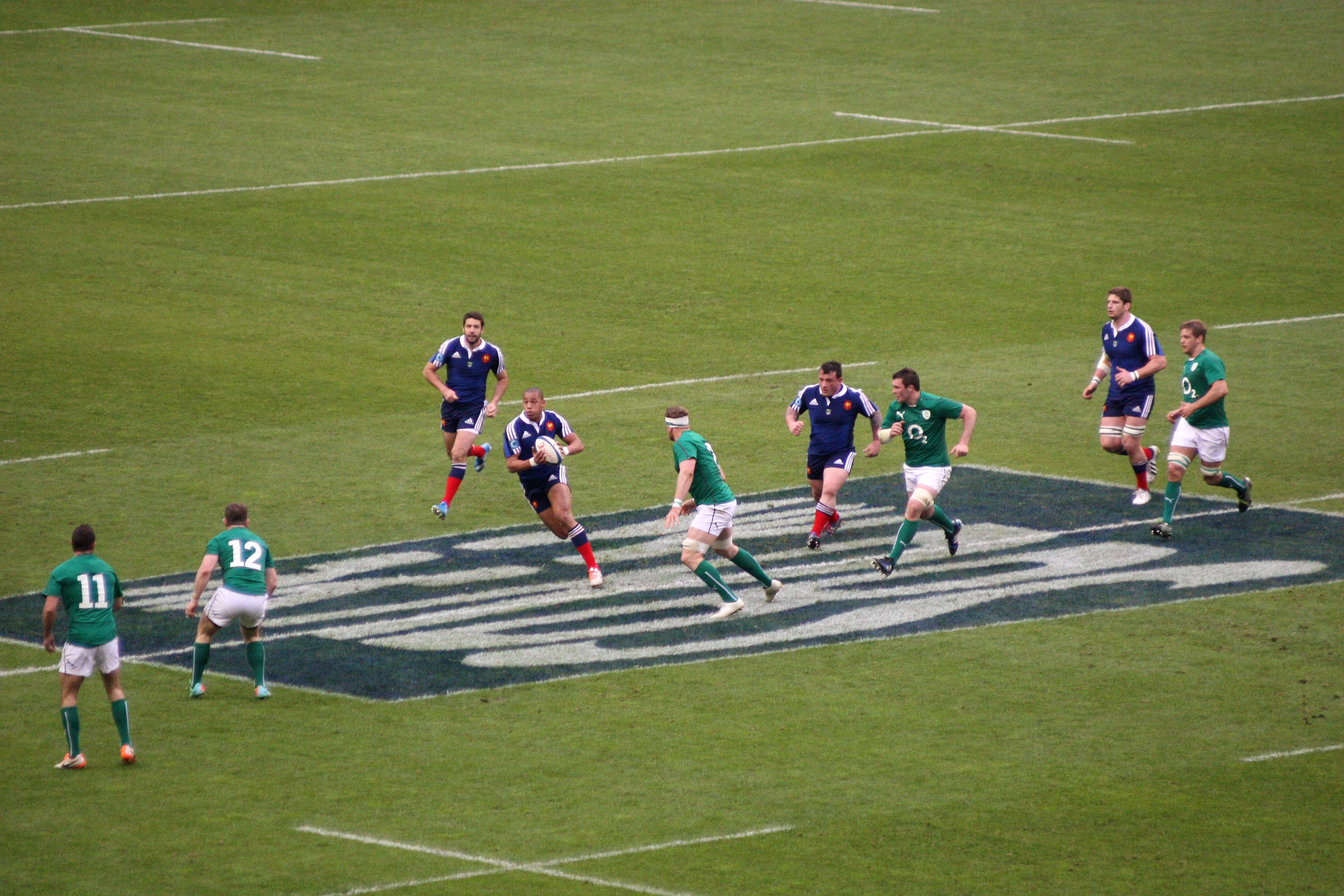
France - Irlande lors du Tournoi des Six Nations 2014.

Le 22 août 2011, Philippe Saint-André est choisi pour remplacer, avec Patrice Lagisquet et Yannick Bru, le trio Lièvremont-Ntamack-Retière à l'issue de la coupe du monde.
Lors du Tournoi des Six Nations 2012, l'équipe de France termine quatrième avec un bilan de deux victoires, un nul et deux défaites. Pendant la tournée de juin en Argentine, les Bleus s'inclinent sur le fil 23-20 contre les Pumas, composé essentiellement de jeunes joueurs, l'équipe première se préparant au Rugby Championship, après avoir mené pendant une grande partie du match. Lors du deuxième test, le XV de France gagne sur le score de 49 à 10, synonyme du plus gros écart historique entre ces deux nations et du plus grand nombre de points marqués pour les Bleus. Cette tournée marque aussi le grand retour de Frédéric Michalak au poste d'ouvreur.
Lors des test-matchs de novembre 2012, les Bleus arrivent à s'imposer (33-6) face à l'Australie, nation qu'ils n'avaient plus battue depuis 2005, remportent une nouvelle victoire face à l'Argentine une semaine plus tard, par 39 à 22, et s'imposent enfin dans la difficulté contre les Samoa sur le score de 22 à 14. Cette série victorieuse permet à la France d'être dans le premier chapeau lors du tirage au sort des poules pour la Coupe du monde 2015.
L'équipe de France termine dernière du Tournoi des Six Nations 2013 : après trois défaites successives, contre l'Italie (23-18), le pays de Galles à domicile (16-6) et l'Angleterre (23-13) — une première depuis le Tournoi des Cinq Nations 1982 — et un match nul contre l'Irlande (13-13), la France bat l'Écosse par 23 à 16. Les résultats de la tournée de novembre qui suit, au cours de laquelle la France reçoit trois équipes de l'hémisphère Sud, sont mitigés : le XV de France s'incline 19 à 26 contre la Nouvelle-Zélande, avant de battre les Tonga 38 à 18, pour terminer son année 2013 sur une huitième défaite face à l'Afrique du Sud (10-19).
L'équipe de France réalise une bonne entame dans le Tournoi des Six Nations 2014 avec une victoire contre l'Angleterre (26-24), puis s'impose nettement contre les Italiens (30-10), vainqueurs de la confrontation précédente. Après ces deux victoires à domicile, le XV de France subit une lourde défaite à Cardiff face au pays de Galles (27-6). Les Bleus s'imposent de peu contre l'Écosse (17-19) grâce à une pénalité passée à la 78e minute. Au stade de France, les Bleus perdent contre l'Irlande (20-22), qui remporte le Tournoi ; le XV de France terminant quatrième.
Lors des tests de juin qui ont lieu en Australie, l'équipe de France s'incline (50-23) dans le premier match, avec sept essais encaissés à deux.
Le 31 mai 2015, la Fédération française de rugby annonce que Philippe Saint-André sera remplacé par Guy Novès dès novembre 2015, soit juste après la Coupe du monde en Angleterre.
Il sera accompagné de Yannick Bru, déjà en place, et de Jeff Dubois, entraîneur des trois-quarts du Stade français et, comme les deux précédents, ancien joueur du Stade toulousain.
Les Français disputent la phase finale de la Coupe du monde de rugby à XV 2015 dans la poule D. Après avoir battu l'Italie (30-12), la Roumanie (38-11) et le Canada (41-18), ils s'inclinent face à l'Irlande (9-24) mais parviennent à se qualifier pour les quarts de finale. Ils y retrouvent la Nouvelle-Zélande contre laquelle ils essuient une large défaite (62-13) qui les sort de la compétition.

#### Ère Guy Novès
Début janvier 2016, le nouveau sélectionneur, Guy Novès, convoque pour deux prises de contact 30 joueurs susceptibles d'être retenus pour le premier match du Tournoi des Six Nations 2016 contre l'Italie début février. Il officialise également la nomination de Guilhem Guirado en tant que nouveau capitaine.
Pour sa première compétition à la tête de l'équipe de France, Novès n'obtient qu'une cinquième place : après deux victoires lors des deux premières journées, face à l'Italie (23-21) puis à l'Irlande (10-9), la France s'incline au pays de Galles (19-10) puis en Écosse (29-18) avant de s'incliner lors de la dernière journée au Stade de France face à l'Angleterre (21-31), qui réussit le Grand Chelem.
La tournée de juin en Argentine démarre dans des conditions difficiles pour Guy Novès. En effet, le championnat national n'est pas encore terminé que l'équipe de France doit effectuer ses premiers matchs contre l'Argentine. Privé des joueurs jouant les phases finales du Top 14, Guy Novès sélectionne pour le premier match sept novices, mais échoue face aux Argentins sur le score de 30 à 19. Le second match est plus satisfaisant car les Bleus l'emportent 27 à 0 face aux Pumas. Ce résultat fait remonter la France au septième rang mondial.
Lors de la tournée d'automne 2016, ils battent les Samoa (52-8) et perdent de peu contre l'Australie (23-25) et contre la Nouvelle-Zélande (19-24), puis se classent troisièmes lors des Six Nations 2017, à égalité de points avec les Irlandais, deuxièmes, et les Écossais, quatrièmes. Après une très courte défaite (16-19) contre les Anglais, futurs vainqueurs et alors invaincus depuis 14 matchs, où ils montrent du beau jeu, les Bleus battent difficilement l'Écosse (22-16), s'inclinent en Irlande (9-19), où le jeu déployé est plus décevant, puis battent largement l'Italie à Rome 40 à 18. Enfin, ils s'imposent au Stade de France face au pays de Galles (20-18) au cours d'un match historique qui dura près de 100 minutes : à la fin du temps réglementaire, alors que le score est de 13 à 18 en faveur des Gallois, les Français poussent et gagnent mêlée après mêlée à 5 mètres de la ligne galloise sans qu'aucun essai de pénalité ne soit accordé. Le pilier gallois Lee prend alors un carton jaune à la 81e minute, puis revient en jeu à la 91e, et c'est finalement Damien Chouly qui marque l'essai de la victoire à la 100e minute, mettant ainsi fin à une série de cinq défaites face au XV du Poireau. C'est leur premier podium depuis 2011. Ce bon résultat leur permet de figurer dans le deuxième chapeau lors du tirage de la Coupe du monde 2019.
La tournée du XV de France de juin 2017 en Afrique du Sud est cependant mauvaise, avec trois lourdes défaites (14-37, 15-37 et 12-35) contre une équipe d'Afrique du Sud qui sortait pourtant d'une mauvaise année 2016, tout comme les test-matchs de novembre contre les All Blacks (18-38), l'Afrique du Sud (17-18) et un match nul historique face à un étonnant XV du Japon (23-23).
Le 27 décembre 2017, le président de la Fédération française de rugby, Bernard Laporte, annonce que Guy Novès et son staff sont limogés à la suite des mauvais résultats du XV de France. Jacques Brunel est nommé sélectionneur du XV de France.

#### Ère Jacques Brunel
Jacques Brunel est secondé par Sébastien Bruno pour les avants, Jean-Baptiste Élissalde pour les arrières et Julien Bonnaire pour la touche.
Pour le premier match du Tournoi des Six Nations 2018, le XV de France s'incline à domicile dans les arrêts de jeu (82e minute) face à l'Irlande (13-15) sur un drop des 45 m de l'ouvreur irlandais Jonathan Sexton, malgré un essai de l'ailier français Teddy Thomas à la 72e minute, seul essai du match. Ce résultat fait plonger la France à la dixième place mondiale au classement World Rugby derrière les îles Fidji, le plus faible rang jamais occupé par le XV tricolore depuis la première publication de ce classement en septembre 2003. Les Français enchaînent avec une nouvelle défaite à Édimbourg (32-26) après une première mi-temps en leur faveur mais une seconde mi-temps trop entachée d'indiscipline. Le troisième match face aux Italiens (34-17) à domicile marque la fin d'une spirale de huit défaites d'affilée, la dernière victoire remontant au 20 mars 2017. L'avant dernière rencontre de cette édition du Tournoi voit une nouvelle victoire presque miraculeuse du XV de France, face à la deuxième nation mondiale, l'Angleterre. Grâce à un essai de pénalité à la 48e minute et un 100% au pied de Maxime Machenaud, les Coqs l'emportent 22 à 16 ; synonyme de deux victoires d'affilée sous l'ère Brunel. Le dernier match des Français se solde par une défaite du XV de France face au pays de Galles (14-13). La France termine à la quatrième place du Tournoi avec trois points de bonus défensifs. Néanmoins, le pays remonte au classement mondial à la huitième place.
Le XV de France termine l'année 2018 avec 8 défaites au compteur pour seulement trois victoires (Italie, Argentine et Angleterre), après une tournée estivale en Nouvelle-Zélande conclue par trois défaites, et une tournée d'automne avec, certes, une victoire contre les Pumas (28-13), mais deux défaites contre l'Afrique du Sud (26-29), et une historique contre les Fidji (14-21). La France chute alors à la 9e place du classement World Rugby.
À l'approche du Tournoi des Six Nations 2019, Jacques Brunel procède à certains changements au sein de l'équipe en intégrant notamment de jeunes joueurs comme Romain Ntamack, Thomas Ramos ou Grégory Alldritt au groupe ainsi qu'en rappelant certains tauliers comme Morgan Parra ou Wesley Fofana. Néanmoins, la France perd son match d'ouverture contre le pays de Galles (19-24) après avoir pourtant mené 16-0 à la mi-temps, et chute à la 10e place du classement World Rugby, la pire de son histoire. Le 10 février, les hommes de Jacques Brunel sont lourdement battus sur la pelouse de Twickenham (44-8). Le 23 février, le XV de France renoue avec la victoire contre l'Écosse, remportant le match 27 à 10 notamment grâce aux jeunes joueurs comme Romain Ntamack, Thomas Ramos, Antoine Dupont, Demba Bamba ou Grégory Alldritt. Lors de la 4e journée, les Bleus essuient une nouvelle défaite contre l'Irlande sur le score de 26-14, résultat cachant la grande domination irlandaise. Le 16 mars, pour la dernière journée du Tournoi, la France bat laborieusement une équipe d'Italie très peu réaliste sur un score de 14-25. Après ce Tournoi de faible niveau, l'équipe de France est cataloguée comme une équipe de « seconde zone ». Au classement World Rugby, la France pointe à la huitième position à l'issue du Tournoi.

### Depuis 2019: le renouveau
Bernard Laporte ayant déclaré vouloir changer de sélectionneur après la Coupe du monde, il soumet la possibilité de nommer un sélectionneur étranger par voie de référendum à l'ensemble des clubs français. Le rugby amateur se prononce majoritairement contre, à 59 %. Un peu plus de la moitié des 1 800 clubs (51 %) prennent part à ce vote. Finalement, en avril 2019, la Fédération française de rugby annonce que Fabien Galthié sera le sélectionneur de l'équipe de France de rugby à XV de 2020 à 2023. Jacques Brunel confie plus tard, que Galthié rejoint dès 2019 l'encadrement de l'équipe de France, dans un rôle d'adjoint, pour préparer l'équipe à la Coupe du monde 2019.
Le XV de France dispute la Coupe du monde 2019 au Japon en héritant d'un groupe difficile avec notamment l'Argentine et l'Angleterre, les Tonga et les États-Unis complétant la poule C. Le premier match est considéré comme un huitième de finale, puisque que le XV de France rencontre les Pumas. Une défaite obligerait pratiquement le vaincu à vaincre l'Angleterre. La France remporte le match après avoir nettement dominé la première mi-temps mais vu l'Argentine recoller en deuxième (23-21). La France affronte par la suite les États-Unis et s'impose 33-9, avant de battre les Tonga 23-21. Les Français sont ainsi déjà qualifiés pour les quarts de finale avant le match contre l'Angleterre. Celui-ci est finalement annulé en raison de l'approche du typhon Hagibis. La France termine deuxième de son groupe et affronte le pays de Galles en quarts de finale. Malgré un match très abouti de la part des Français, le XV de France s'incline 20-19 après avoir marqué trois essais mais joué plus de trente minute à 14 à la suite du carton rouge de Sébastien Vahaamahina. De nombreux jeunes joueurs comme Antoine Dupont ou Damian Penaud ont impressionné la planète ovalie et ont pris date pour le futur.

#### Ère Fabien Galthié
Le premier match du XV de France sous la direction de Fabien Galthié et son premier du Tournoi des Six Nations 2020 a lieu le 2 février au Stade de France face à l'Angleterre, vice-championne du monde 2019. Avec leur nouveau capitaine Charles Ollivon et un effectif très rajeuni dans la continuité de la coupe du monde 2019, les Français marquent trois essais et mènent 24 à 0 après une heure de jeu avant de l'emporter 24 à 17. Le deuxième match face à l'Italie est plus décevant, mais la France s'impose tout de même 35 à 22 en encaissant néanmoins trois essais. Le troisième match face au pays de Galles à Cardiff se solde par une victoire 23 à 27 avec une solidarité défensive héroïque des Bleus et une grande efficacité offensive malgré deux cartons jaunes reçus par Grégory Alldritt et Mohamed Haouas. La France s'incline ensuite 28 à 17 en Écosse : réduite à 14 après le carton rouge reçu par Mohamed Haouas en première période pour brutalité, l'équipe connaît sa première défaite sous les ordres de Fabien Galthié. À la suite de la pandémie de Covid-19, l'équipe de France ne peut jouer ses tests estivaux mais reprend à l'automne où elle bat le pays de Galles 38 à 21 en match amical au Stade de France le 24 octobre.
Pour le dernier match du Tournoi des Six Nations 2020, l'équipe de France s'impose 35 à 27 face à l'Irlande en prenant le bonus offensif mais échoue à la deuxième place du Tournoi à la différence de points avec l'Angleterre. Cette victoire permet à la France d'atteindre la 4e place du classement World Rugby. En décembre, l'équipe de France confirme sa bonne forme en terminant finaliste de l'inédite coupe d'automne des nations face à l'Angleterre (défaite après prolongations 19-22). Durant cette édition, le XV de France aura cumulé trois victoires : d'abord par forfait face aux Fidji, puis face à l'Écosse à Murrayfield (22-15) et enfin face à l'Italie (36-5).
Lors du Tournoi des Six Nations 2021, l'équipe de France atteint la 3e place du classement World Rugby, grâce notamment à sa large victoire contre l'Italie (10-50), puis à Dublin contre le XV du Trèfle (13-15). Le troisième match contre l'Écosse est reporté pour des raisons sanitaires à la suite de la crise liée à la pandémie de Covid-19. La France perd néanmoins son quatrième match face aux Anglais (23-20). Le dernier match face aux Gallois se termine par une victoire française à l'arraché (32-30) après avoir reçu un carton rouge. À quatre minutes de la fin la France accuse un retard de dix points, mais parvient à marquer deux essais et à s'imposer avec le bonus offensif, lui permettant, en cas de victoire de plus de 20 points face à l'Écosse, de remporter son premier Tournoi depuis 2011. Le match est joué le 26 mars, et le XV de France est vaincu dans les arrêts de jeu sur le score de 23-27. Comme l'année précédente elle termine à la deuxième place, laissant cette fois-ci le trophée aux Gallois, tout en privant ces derniers du grand Chelem. Encore une fois la jeune génération tricolore marque les esprits, notamment la paire 9-10 emmenée par Antoine Dupont et Mathieu Jalibert (profitant de la blessure de Romain Ntamack). Brice Dulin, revenant inattendu est lui aussi félicité pour ses bonnes performances.
La tournée d'été en Australie se déroule en l'absence de cadres, mais les néophytes tricolores affichent un visage séduisant. Ils perdent le premier match 23-21 sur une erreur en toute fin de match, mais prennent leur revanche la semaine suivante en s'imposant 28-26, signant ainsi un premier succès en terre australienne depuis 1990. Le troisième test, tout aussi serré, se solde sur une défaite 33-30, malgré un essai remarquable de 100 mètres signé Pierre-Louis Barassi. La jeune génération du XV de France est hautement saluée par la presse, certains médias rappelant entre autres que seuls trois joueurs comptaient plus de 20 sélections au coup d'envoi.
La tournée d'automne débute par un premier test face à l'Argentine. D'abord bousculé en première mi-temps, le XV de France marque deux essais en seconde période et remporte le match 29 à 20. Le second match contre la Géorgie se solde par une victoire 41 à 15 avec six essais inscrits. Le 20 novembre 2021, le XV de France affronte les All Blacks pour le dernier match de la tournée d'automne qui se solde par une victoire des Bleus sur un score de 40-25. Jusqu'à cette rencontre, le XV tricolore n'avait plus gagné à Saint-Denis contre les Néo-Zélandais depuis 1973, leur dernière victoire - sur sol néo-zélandais - datant de 2009. Cette victoire est aussi la plus large contre les All Blacks (15 points) et permet aux français de terminer leur année avec un total de 7 victoires en 11 matchs.
Au terme de cette année 2021 aboutie, le demi de mêlée Antoine Dupont reçoit le titre de meilleur joueur du monde. Il devient le troisième français à recevoir cette distinction après son entraineur Fabien Galthié en 2002 et Thierry Dusautoir en 2011.

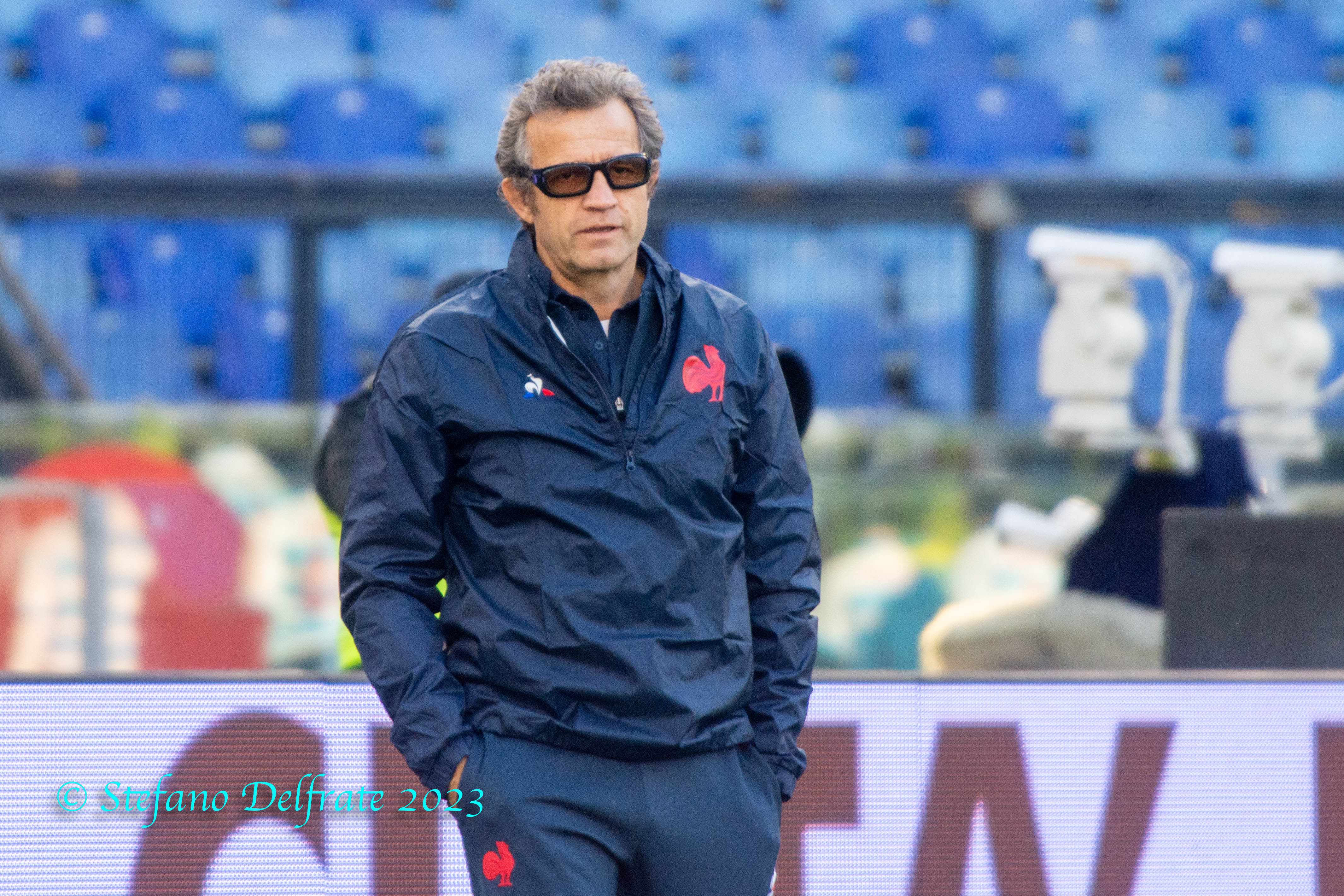
Fabien Galthié en 2023.

Le Tournoi des Six Nations 2022 débute par une victoire assez large mais quelque peu poussive face aux Italiens 37-10, avant une performance contre l'un des favoris de la compétition, l'Irlande, battue 30-24. Le premier déplacement du Tournoi a lieu en Écosse lors de la troisième journée : la France offre une démonstration offensive en marquant six essais et en s'imposant largement 17-36. Le quatrième match à Cardiff contre le pays de Galles est moins spectaculaire offensivement, mais se trouve être une démonstration défensive très aboutie de la part des Bleus, soldée par une quatrième victoire 9-13. Pour la première fois depuis 2010, la France enchaîne cinq succès de rang dans le Tournoi en battant le XV de la rose (25-13) et s'offre ainsi son 10e Grand Chelem. À l'issue de la tournée estivale au Japon, l'équipe de France égale son record de 10 victoires consécutives établi en octobre 1937. Cette série, ainsi que les victoires respectives de l'Irlande et du Pays de Galles en Nouvelle-Zélande et en Afrique du Sud durant la tournée d'été, lui permettent d'accéder au premier rang du classement mondial pour la première fois de son histoire.
Lors de la tournée de novembre 2022, la France enchaîne avec de nouvelles victoires, tout d'abord en battant l'Australie (30-29), puis en venant à bout de l'Afrique du Sud, championne du monde en titre (30-26) au Vélodrome de Marseille. Ce dernier match est cependant cité par de nombreux médias pour sa violence exacerbée (deux cartons rouges, cinq protocoles commotions provoquant une file d'attente chez le médecin du protocole). Cette victoire permet néanmoins à l'entraineur du XV de France, Fabien Galthié, de remplir un objectif : vaincre l'intégralité des nations dites « majeures » du rugby mondial avant la Coupe du monde 2023. La tournée d'automne se termine par une victoire face à Japon (35-17), permettant au XV de France de cumuler une 13e victoire d'affilée, et de clore une année 2022 avec 100 % de victoires en 10 matchs.
Le XV de France termine deuxième du tournoi des Six nations 2023. Battus par les Irlandais (19-32) qui obtiennent le Grand Chelem, les Français obtiennent en revanche leur plus large victoire face à l'Angleterre (53-10) à Twickenham.
La France qui organise sa Coupe du monde débute par une victoire dans son duel face à la Nouvelle-Zélande (27-13) en ouverture. Elle bat ensuite une vaillante équipe d'Uruguay (27-12) avant d'écraser la Namibie (96-0) et de battre l'Italie (60-7), obtenant la première place du groupe. Cependant elle est éliminée en quarts de finale par les Springboks (28-29), tenants du titre et futurs vainqueurs. Cette déception est doublée de polémiques sur l'arbitrage de Ben O'Keeffe lors de cette rencontre,.
En juillet 2024, une tournée de l'équipe en Argentine pour une série de matchs amicaux a été entachée par plusieurs scandales; l'arrière Melvyn Jaminet a tenu des propos racistes, proférant des menaces physiques à l'égard des personnes d'origine arabe. Par ailleurs, le troisième ligne aile Oscar Jégou et le deuxième ligne Hugo Auradou ont été inculpés après avoir été visé par une plainte pour viol en réunion déposée par une femme à Mendoza. De plus, certains joueurs sont sortis en boîte de nuit sans l'autorisation du staff de l'équipe.

## Emblèmes du XV de France

### Le coq comme écusson
Avant 1912, le premier maillot du XV de France n'est pas bleu et n'est pas encore marqué du coq, mais il est blanc et porte en guise de blason deux anneaux, un rouge et un bleu. Il s'agit de l'emblème de l'USFSA, dont émane l'équipe nationale de rugby (et la plupart des équipes sportives françaises nationales), un emblème qui préfigure les cinq anneaux olympiques (que dessinera Pierre de Coubertin en 1913, ce dernier est alors secrétaire général de l'USFA) et qui reprend les couleurs du drapeau national (bleu et rouge sur fond blanc).

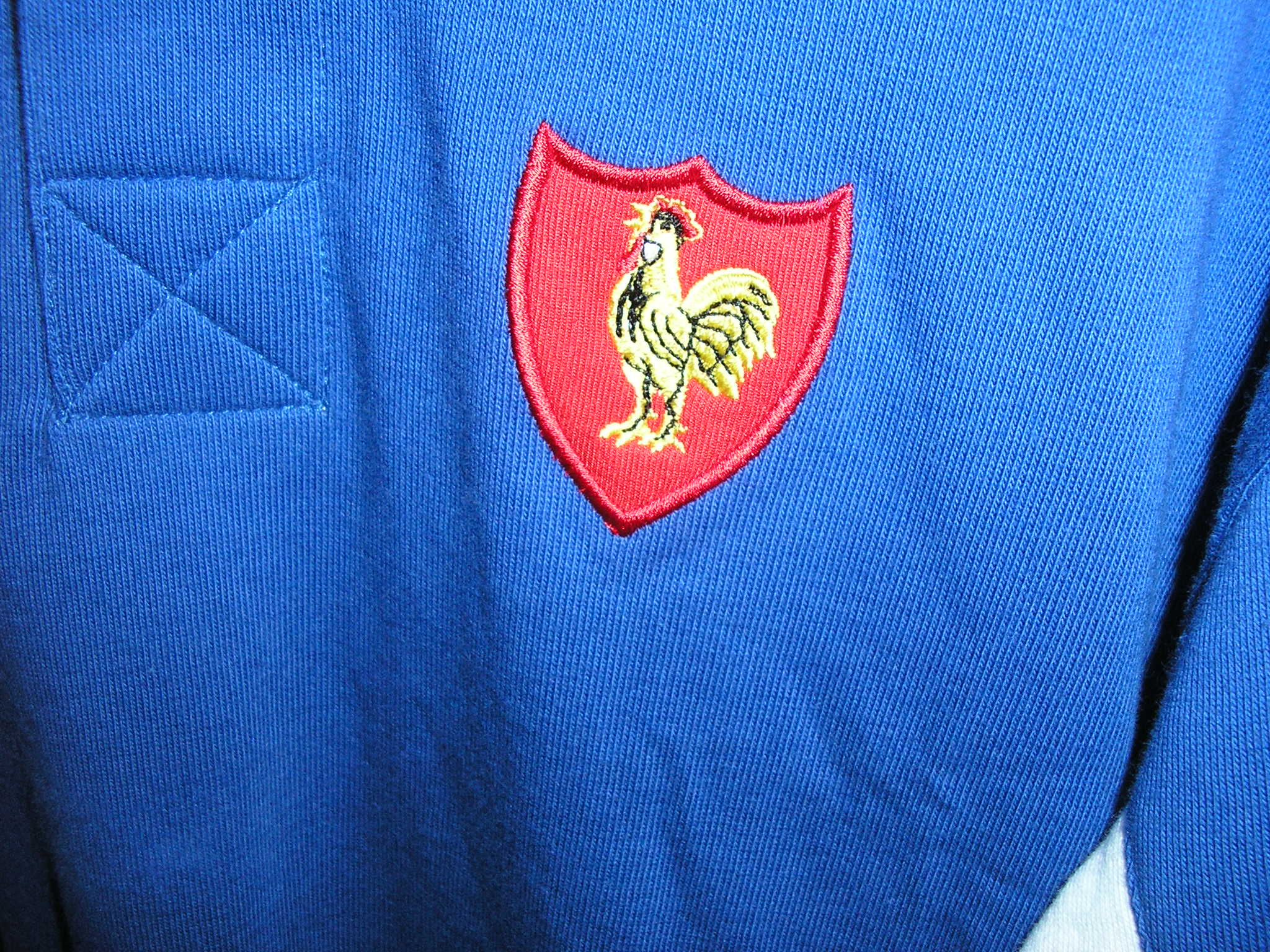
Coq sur le maillot bleu du XV de France.

Après la première victoire de l'équipe de France obtenue contre l'Écosse en 1911, Marcel Communeau, alors capitaine de l'équipe, impose que les joueurs portent le Coq gaulois comme emblème de la France. L'origine de l'utilisation du coq comme symbole d'une équipe de France est cependant plus ancienne, car Jean Rigal, un ancien joueur de football, portait cet emblème en mai 1910 lors d'un match contre l'Italie et a fait don de son écusson au musée national du Sport. Le coq fut choisi car c'était un symbole de longue date de la France, depuis que les Romains, dans l'Antiquité, avaient remarqué que dans leur langue, coq et Gaulois se disaient avec le même mot, gallus. L'identification a perduré par la suite, sans déplaire aux Français puisque le coq est un animal fier, combatif et parfois agressif. À quelques minutes de la fin d'un match France-Angleterre des années 1960 et alors que le XV de France mène 13 à 12 mais traverse un passage difficile, le pilier Aldo Gruarin fait appel à l'orgueil de ses coéquipiers en leur disant : « Ho ! Sur la poitrine, c'est un coq qu'on porte ! Ce n'est pas une pintade ! Alors chantez ! »
L'écusson est initialement blanc et rouge (toujours selon les principes de l'USFSA, qui n'éclate en plusieurs fédérations qu'en 1919-1920), il est ensuite brodé et multicolore à partir de 1945 puis doré depuis les années 1970. La représentation du coq sur les écussons est initialement réaliste et détaillée (avec l'écusson rouge sur le maillot bleu et l'écusson bleu sur le maillot blanc), par la suite la silhouette du coq s'est profondément simplifiée et est devenue plus abstraite et stylisée (avec l'écusson rouge sur les maillots bleu et blanc).
Ce symbole de l'équipe de France de rugby connait un vif succès, il est ensuite porté par les membres de la délégation française qui participent aux Jeux olympiques de 1920, le coq est dans ce cas perché sur les cinq anneaux olympiques. Le coq est adopté comme logo du Comité national olympique et sportif français, les règlements du CIO imposant aux comités nationaux d'adopter un emblème qui associe un symbole national, les couleurs du pays et les anneaux olympiques.
Le coq est largement reconnu comme le symbole des équipes de France, les sportifs français sont même surnommés les coqs et certains supporters du XV de France ont l'habitude d'apporter et de lâcher un coq vivant sur l'aire de jeu avant un match.

### Le maillot
L'équipe de France joue depuis le début du XXe siècle avec un maillot bleu roi, une culotte blanche et des bas rouges. Pour cette raison, les joueurs sont historiquement surnommés « les Tricolores ». Plus tard[Quand ?], le surnom des Français deviendra « les Bleus ».
La tenue alternative, composée d'un maillot blanc, d'un short bleu et de chaussettes rouges, est généralement portée contre des équipes jouant en bleu (entre autres l'Écosse, l'Italie ou les Samoa).
| Saison      | Maillot   | Short     | Bas       |
| ----------- | --------- | --------- | --------- |
| Avant 2003  | bleu roi  | blanc     | rouge     |
| 2003-2007   | bleu roi  | bleu roi  | rouge     |
| 2007-2009   | bleu nuit | bleu nuit | bleu nuit |
| 2009-2011   | bleu nuit | blanc     | rouge     |
| 2011-2012   | bleu      | bleu nuit | bleu      |
| 2012-2013   | bleu nuit | bleu nuit | rouge     |
| 2013-2014   | bleu nuit | blanc     | rouge     |
| 2014-2016   | bleu roi  | bleu nuit | bleu roi  |
| 2016-2017   | bleu nuit | bleu nuit | bleu nuit |
| 2018-2020   | bleu roi  | blanc     | rouge     |
| 2020-2023   | bleu roi  | bleu roi  | bleu roi  |
| Depuis 2023 | bleu nuit | blanc     | rouge     |

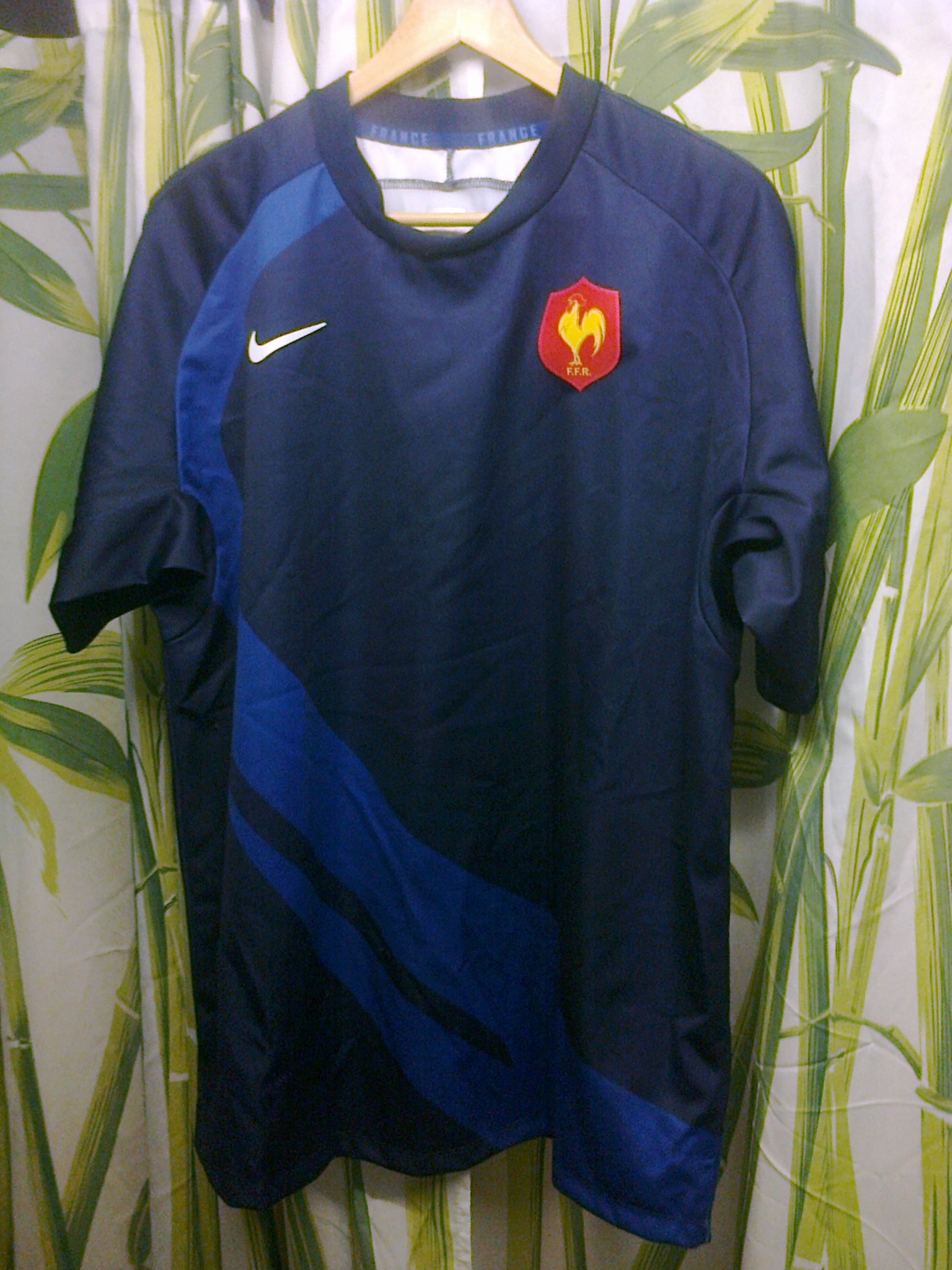
Maillot de l'équipe de France de rugby à la Coupe du monde 2007.

À partir des années 2000, les couleurs du XV de France, jusque-là inchangées, subissent de légères modifications, d'abord tous les deux ans, puis tous les ans. La nuance du bleu peut varier d'une saison à l'autre. De même, depuis les années 2000, le short peut être bleu, comme le maillot. Même chose pour les chaussettes. En cela, la Fédération s'aligne sur les nouvelles pratiques d'image sportive et de commercialisation de celle-ci. Ces pratiques suggèrent de changer régulièrement les couleurs d'une équipe pour entretenir de la nouveauté dans un domaine normalement immuable, et ainsi favoriser la commercialisation des équipements auprès du public.
En février 2015 et en vue de la Coupe du monde qui se tient la même année, un nouveau changement se produit concernant la seconde tenue. Un maillot rouge remplace le traditionnel maillot blanc, et est complété par une culotte bleu foncé et des bas rouges. Le XV de France arbore ce maillot pour la première fois face à l'Écosse, lors du Tournoi des Six Nations. Dans son histoire, les joueurs français n'avaient joué en rouge qu'à deux reprises : face à l'Australie en 1958 et à l'Écosse en 1959. Rompant ainsi avec les traditions, ce changement ne fait pas l'unanimité auprès des supporters
,.
Dans les années 1970-1980, la sélection est habillée par le français Le Coq sportif et par l'allemand Adidas jusqu'en juin 1998. Elle est ensuite habillée par l'équipementier américain Nike de novembre 1998 à juin 2012, puis à nouveau par Adidas de 2012 à 2018. Elle sera à nouveau habillée par Le Coq sportif à compter de la saison 2018-2019, pour un contrat courant jusqu'à 2024.
En 2024, le XV de France renouvelle un partenariat avec Adidas. 
La nouvelle direction de la fédération, élue en décembre 2016 et menée par Bernard Laporte, souhaite vendre le maillot de l'équipe de France à un sponsor. La FFR annonce le 24 janvier 2017 avoir lancé le processus de commercialisation du maillot. En février, il est décidé dans un premier temps d'afficher la candidature de la France pour accueillir la Coupe du monde de rugby à XV 2023 en affichant #France2023 sur la poitrine.
En mars 2017, le groupe Altrad soutient la candidature française à l'organisation de la Coupe du monde et son logo accompagne ainsi #France2023 sur le maillot de l'équipe de France. Le groupe devient alors la première entreprise privée de l'histoire à s'afficher sur le maillot du XV de France.
| Période   | Équipementier  | Sponsor maillot |
| --------- | -------------- | --------------- |
| 1977–1986 | Le Coq Sportif | —               |
| 1986–1998 | Adidas         | —               |
| 1998–2012 | Nike           | —               |
| 2012–2018 | Adidas         | —               |
| 2018–2024 | Le Coq sportif | Groupe Altrad   |
| 2024 -    | Adidas         | Groupe Altrad   |

## Composition et préparation du XV de France

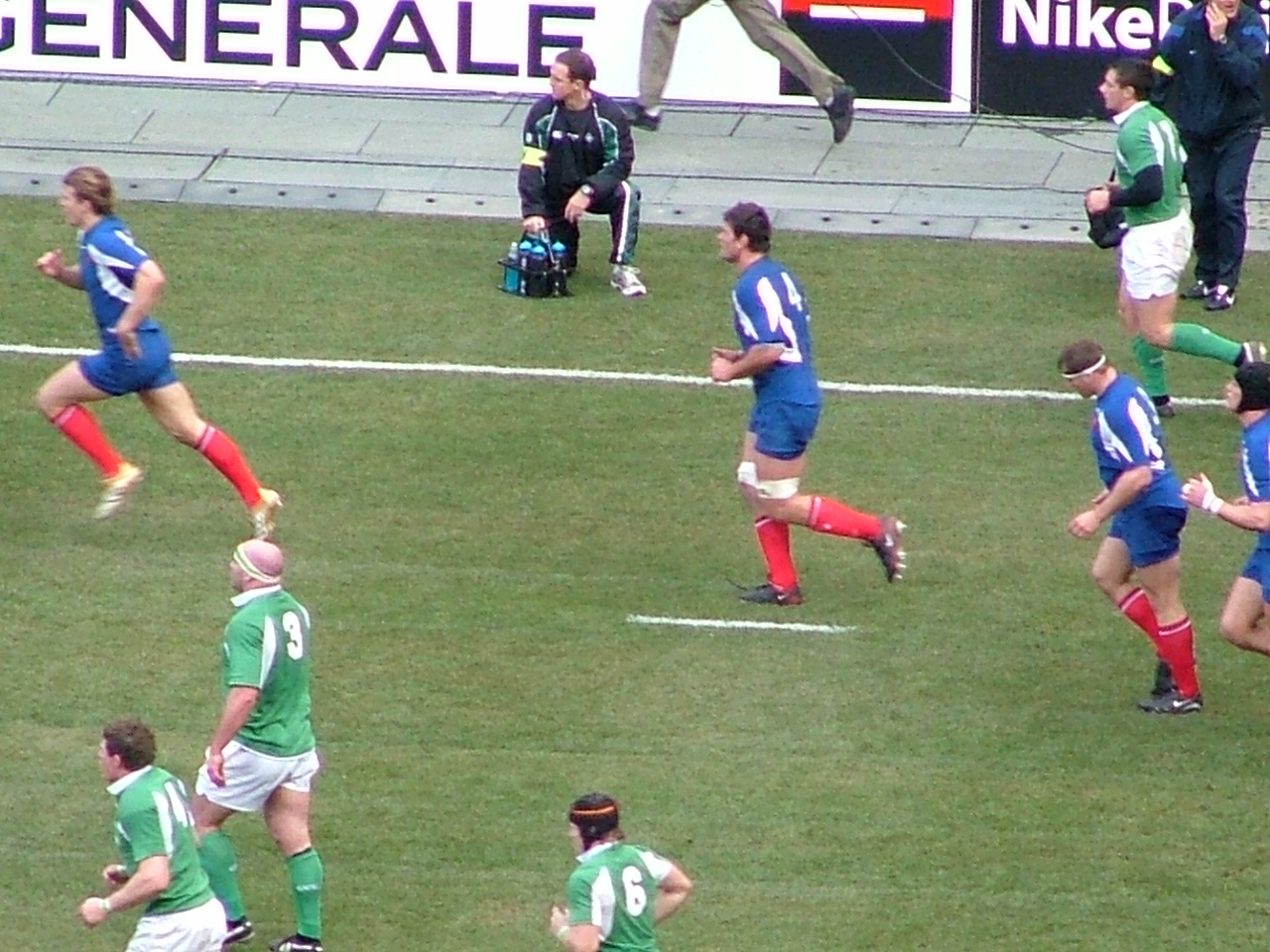
De gauche à droite : Aurélien Rougerie, Fabien Pelous et Pieter de Villiers lors de France-Irlande 2006

### Composition de l'équipe
L'équipe de France est composée par le sélectionneur/entraîneur et le manager de l'équipe ; ces postes sont respectivement occupés par Fabien Galthié et Raphaël Ibañez depuis novembre 2019.
Une liste de 30 joueurs est définie habituellement, une à deux semaines avant une rencontre internationale, la composition définitive de l'équipe est définie quelques jours avant le match pour tenir compte des blessures éventuelles de joueurs ou de leur état de forme pendant le stage préparatoire à chaque match.
Dans le cas de la Coupe du monde de rugby, une liste de joueurs est établie plusieurs mois avant la compétition, elle est ensuite réduite à l'approche du premier match mais elle comprend plus de joueurs que pour une seule rencontre internationale pour tenir compte du fait qu'il y a plusieurs matchs à disputer, espacés seulement de quelques jours. Lors de la Coupe du monde de 2003, trente joueurs français ont participé à au moins une rencontre et sept joueurs seulement ont disputé les six matchs du XV de France.
Pour être sélectionné en équipe de France, un joueur doit être de nationalité française ou avoir disputé le Championnat de France de rugby à XV depuis au moins trois ans et ne doit pas avoir joué pour une sélection nationale étrangère (règle pas toujours suivie par le passé mais qui est rigoureusement appliquée maintenant), il est ainsi possible à un joueur de nationalité étrangère de jouer avec le XV de France ; ce fut le cas de plusieurs joueurs tels que les Sud-Africains Pieter de Villiers, Brian Liebenberg, Bernard Le Roux, Daniel Kotze, Antonie Claassen, Rory Kockott ou les Néo-Zélandais Tony Marsh et Uini Atonio. La toute première équipe de France, qui a rencontré les Néo-Zélandais en 1906, comprend déjà deux joueurs étrangers : l'Anglais William Crichton et l'Américain Allan Muhr qui évoluaient respectivement au Havre AC et avec le Racing Club de France. En 2016, après l'élection de Bernard Laporte à la tête de la FFR, le comité directeur de la fédération décide que les joueurs étrangers ne pourront plus intégrer l'équipe de France, même si la réglementation internationale l'autorise toujours.
Au moment de leur sélection, les joueurs du XV de France évoluent le plus souvent dans le championnat de France mais plusieurs joueurs peuvent participer au championnat d'Angleterre, ce fut le cas de Raphaël Ibañez et de Sébastien Chabal. Laurent Cabannes est le premier joueur qui ait joué avec le XV de France alors qu'il évoluait dans un club étranger : la Western Province en Afrique du Sud.
Les joueurs sont requis par la fédération française de rugby pour disputer les matchs du XV de France, et ne peuvent pas refuser une sélection, sauf bien sûr s'ils sont arrêtés pour blessure ou maladie. Cette réquisition de joueurs est parfois la source de tensions entre la Fédération française de rugby et les clubs car ces derniers ne peuvent pas disposer de tous leurs joueurs pour disputer certains matchs de championnat. Cependant, la programmation du Top 14 est faite de telle sorte que peu ou pas de matchs sont disputés lorsque le XV de France dispute de grandes compétitions.

### Effectif actuel
Le 15 janvier 2025, Fabien Galthié révèle une liste de 42 joueurs pour préparer le Tournoi des Six Nations, le capitanat revenant à Antoine Dupont et Noah Nene étant le seul joueur de Pro D2 présent dans la liste.
Le 19 janvier, Romain Taofifénua est annoncé forfait et est remplacé par Mickaël Guillard dans le groupe, puis le lendemain, Anthony Jelonch, blessé, est remplacé par Romain Taofifénua, finalement apte. Atteint de vertige, Louis Bielle-Biarrey est annoncé incertain pour le rassemblement, et est remplacé numériquement par Killian Tixeront. L'ailier rejoint finalement le groupe le mercredi 22 janvier suivant.
Le 26 janvier, l'encadrement de l'équipe de France met à jour son groupe de 42 joueurs. Rémy Baget, Maxime Baudonne, Dylan Cretin, Louis Le Brun, Temo Matiu, Lenni Nouchi, Alexandre Roumat, Cheikh Tiberghien et Clément Vergé intègrent le groupe tandis que Dorian Aldegheri, Léo Barré (commotion cérébrale), Gaël Dréan, Thibaud Flament (blessure), Antoine Frisch, Matthias Halagahu, Dany Priso, Romain Taofifénua, Killian Tixeront et Gabin Villière quittent celui-ci. Quelques heures après cette annonce, Damian Penaud déclare forfait pour le premier match en raison d'une blessure à l'orteil.
Le 1er février, Tevita Tatafu est le seul nouveau convoqué en préparation de la deuxième journée.
Le 14 février, Thibaud Flament effectue son retour dans le groupe après sa blessure, tout comme Gaël Fickou. Georges-Henri Colombe quitte le groupe et est remplacé par Sipili Falatea. Emmanuel Meafou, malade, n'est pas conservé.
Pour préparer la quatrième journée, Pierre Bourgarit et Romain Buros sont convoqués. Le 3 mars, Matthieu Jalibert, Émilien Gailleton et Sipili Falatea sont forfaits pour cette échéance, ils sont remplacés par Marius Domon, Régis Montagne et Hugo Reus dans le groupe.
À la suite des blessures d'Antoine Dupont et de Pierre-Louis Barassi lors de la quatrième journée, Baptiste Serin, Fabien Brau-Boirie et Théo Millet sont appelés le 9 mars pour rejoindre le groupe en vue de préparer le match décisif contre l'Écosse, lors de la cinquième et dernière journée du Tournoi.
| Nom                      | Naissance         | Sélections (Pts marqués) | Club                  | Année de 1re sélection |
| Talonneurs               | Talonneurs        | Talonneurs               | Talonneurs            | Talonneurs             |
| ------------------------ | ----------------- | ------------------------ | --------------------- | ---------------------- |
| Pierre Bourgarit         | 12 septembre 1997 | 17 (5)                   | Stade rochelais       | 2018                   |
| Julien Marchand          | 10 mai 1995       | 45 (10)                  | Stade toulousain      | 2018                   |
| Peato Mauvaka            | 10 janvier 1997   | 42 (55)                  | Stade toulousain      | 2019                   |
| Piliers                  |                   |                          |                       |                        |
| Dorian Aldegheri         | 4 août 1993       | 22 (0)                   | Stade toulousain      | 2019                   |
| Uini Atonio              | 26 mars 1990      | 68 (10)                  | Stade rochelais       | 2014                   |
| Cyril Baille             | 15 septembre 1993 | 57 (15)                  | Stade toulousain      | 2016                   |
| Jean-Baptiste Gros       | 29 mai 1999       | 37 (5)                   | RC Toulon             | 2020                   |
| Régis Montagne           | 30 septembre 2000 | 2 (0)                    | ASM Clermont          | 2025                   |
| Tevita Tatafu            | 13 octobre 2002   | 2 (0)                    | Aviron bayonnais      | 2024                   |
| Reda Wardi               | 2 août 1995       | 18 (0)                   | Stade rochelais       | 2022                   |
| Deuxièmes lignes         |                   |                          |                       |                        |
| Hugo Auradou             | 20 juillet 2003   | 8 (0)                    | Section paloise       | 2024                   |
| Joshua Brennan           | 28 novembre 2001  | 2 (5)                    | Stade toulousain      | 2025                   |
| Thibaud Flament          | 9 avril 1997      | 32 (30)                  | Stade toulousain      | 2021                   |
| Mickaël Guillard         | 10 décembre 2000  | 12 (10)                  | Lyon OU               | 2024                   |
| Emmanuel Meafou          | 12 juillet 1998   | 9 (0)                    | Stade toulousain      | 2024                   |
| Romain Taofifénua        | 14 septembre 1990 | 57 (15)                  | Racing 92             | 2012                   |
| Troisièmes lignes aile   |                   |                          |                       |                        |
| Esteban Abadie           | 1er décembre 1997 | 2 (0)                    | RC Toulon             | 2024                   |
| Paul Boudehent           | 21 novembre 1999  | 19 (25)                  | Stade rochelais       | 2023                   |
| François Cros            | 25 mars 1994      | 39 (5)                   | Stade toulousain      | 2020                   |
| Oscar Jégou              | 31 mai 2003       | 6 (5)                    | Stade rochelais       | 2024                   |
| Anthony Jelonch          | 28 juillet 1996   | 32 (15)                  | Stade toulousain      | 2017                   |
| Lenni Nouchi             | 24 novembre 2003  | 2 (0)                    | Montpellier HR        | 2024                   |
| Troisièmes lignes centre |                   |                          |                       |                        |
| Grégory Alldritt         | 23 mars 1997      | 56 (30)                  | Stade rochelais       | 2018                   |
| Marko Gazzotti           | 24 septembre 2004 | 1 (0)                    | Union Bordeaux Bègles | 2024                   |
| Alexandre Roumat         | 27 juin 1997      | 10 (5)                   | Stade toulousain      | 2024                   |
| Demis de mêlée           |                   |                          |                       |                        |
| Nolann Le Garrec         | 14 mai 2002       | 12 (40)                  | Racing 92             | 2024                   |
| Maxime Lucu              | 12 janvier 1993   | 27 (12)                  | Union Bordeaux Bègles | 2021                   |
| Baptiste Serin           | 20 juin 1994      | 46 (108)                 | RC Toulon             | 2016                   |
| Demis d'ouverture        |                   |                          |                       |                        |
| Romain Ntamack           | 1er mai 1999      | 40 (155)                 | Stade toulousain      | 2019                   |
| Hugo Reus                | 21 février 2004   | 0 (0)                    | Montpellier HR        | -                      |
| Centres                  |                   |                          |                       |                        |
| Fabien Brau-Boirie       | 19 décembre 2005  | 0 (0)                    | Section paloise       | -                      |
| Nicolas Depoortère       | 13 janvier 2003   | 4 (0)                    | Union Bordeaux Bègles | 2024                   |
| Gaël Fickou              | 26 mars 1994      | 96 (85)                  | Racing 92             | 2013                   |
| Théo Millet              | 8 juillet 1997    | 0 (0)                    | Lyon OU               | -                      |
| Yoram Moefana            | 18 juillet 2000   | 36 (30)                  | Union Bordeaux Bègles | 2020                   |
| Ailiers                  |                   |                          |                       |                        |
| Théo Attissogbe          | 19 novembre 2004  | 8 (25)                   | Section paloise       | 2024                   |
| Louis Bielle-Biarrey     | 19 juin 2003      | 19 (90)                  | Union Bordeaux Bègles | 2023                   |
| Gaël Dréan               | 22 octobre 2000   | 0 (0)                    | RC Toulon             | -                      |
| Damian Penaud            | 25 septembre 1996 | 56 (190)                 | Union Bordeaux Bègles | 2017                   |
| Arrières                 |                   |                          |                       |                        |
| Léo Barré                | 20 août 2002      | 9 (20)                   | Stade français Paris  | 2024                   |
| Marius Domon             | 13 juin 2002      | 0 (0)                    | RC Toulon             | -                      |
| Thomas Ramos             | 23 juillet 1995   | 44 (450)                 | Stade toulousain      | 2019                   |

### Préparation de l'équipe
Dans les années 1970, l'équipe de France se prépare sur les installations sportives du club Shell à Rueil-Malmaison. De 1980 à 2002, elle dispose du domaine de La Voisine à Clairefontaine-en-Yvelines, propriété du groupe Pernod Ricard, mis à la disposition de la Fédération française de rugby. Ce château, situé à proximité de l'institut national du football de Clairefontaine (ouvert en 1988), est connu sous l'appellation « Château Ricard »
Depuis 2002, chaque rencontre est préparée dans le Centre national du rugby de Linas-Marcoussis qui dispose de tous les moyens nécessaires : terrains d'entraînement (dont un couvert), salle de musculation, salle de presse, logement et piscine.
La préparation est dirigée par l'entraîneur national, aidé par l'encadrement de l'équipe. Au fil des années, l'encadrement technique s'élargit et est rejoint par une équipe médicale, une équipe de préparateurs physiques et des responsables de la logistique.

Lieux de résidence du XV de France
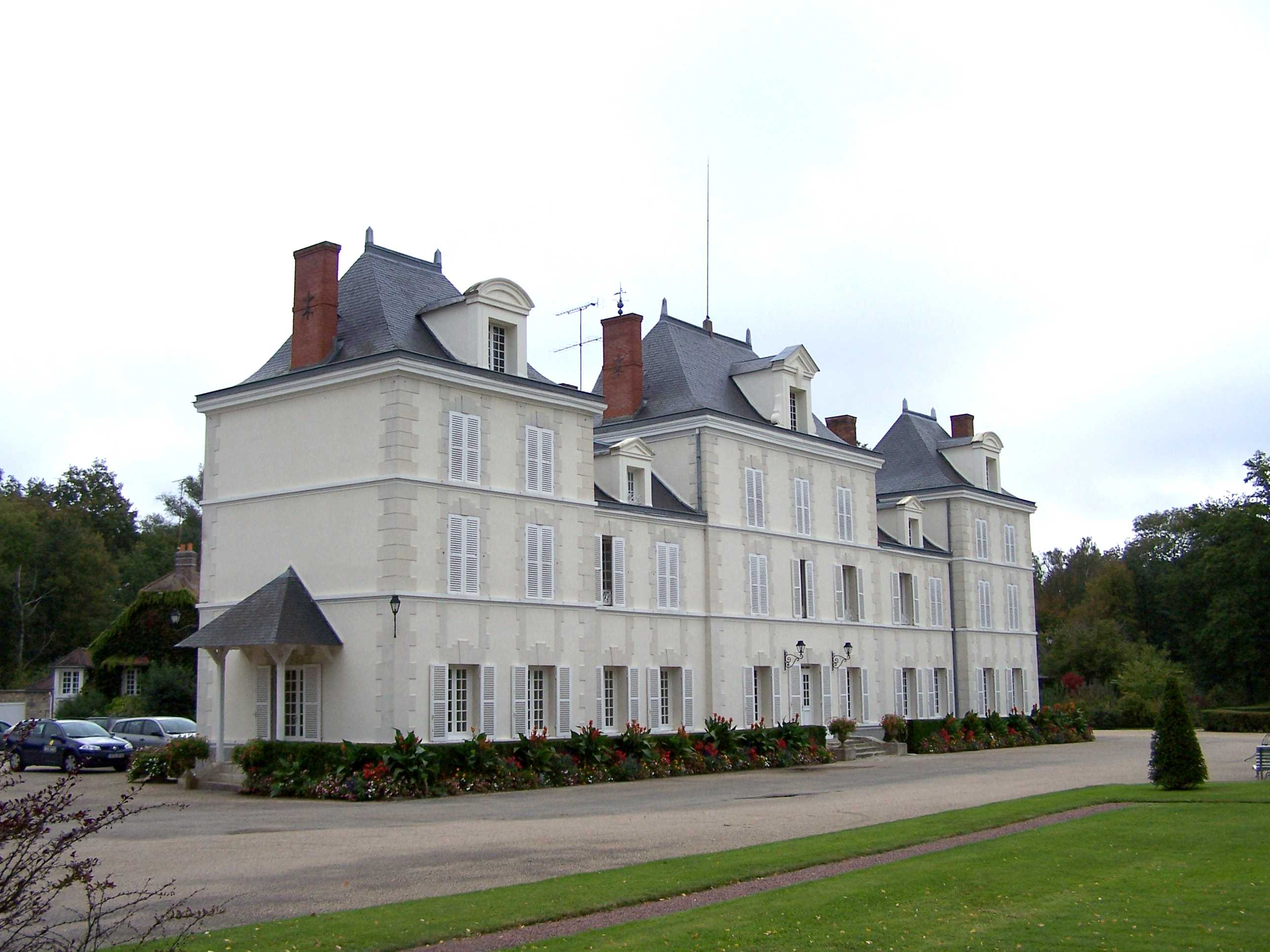
Château Ricard.
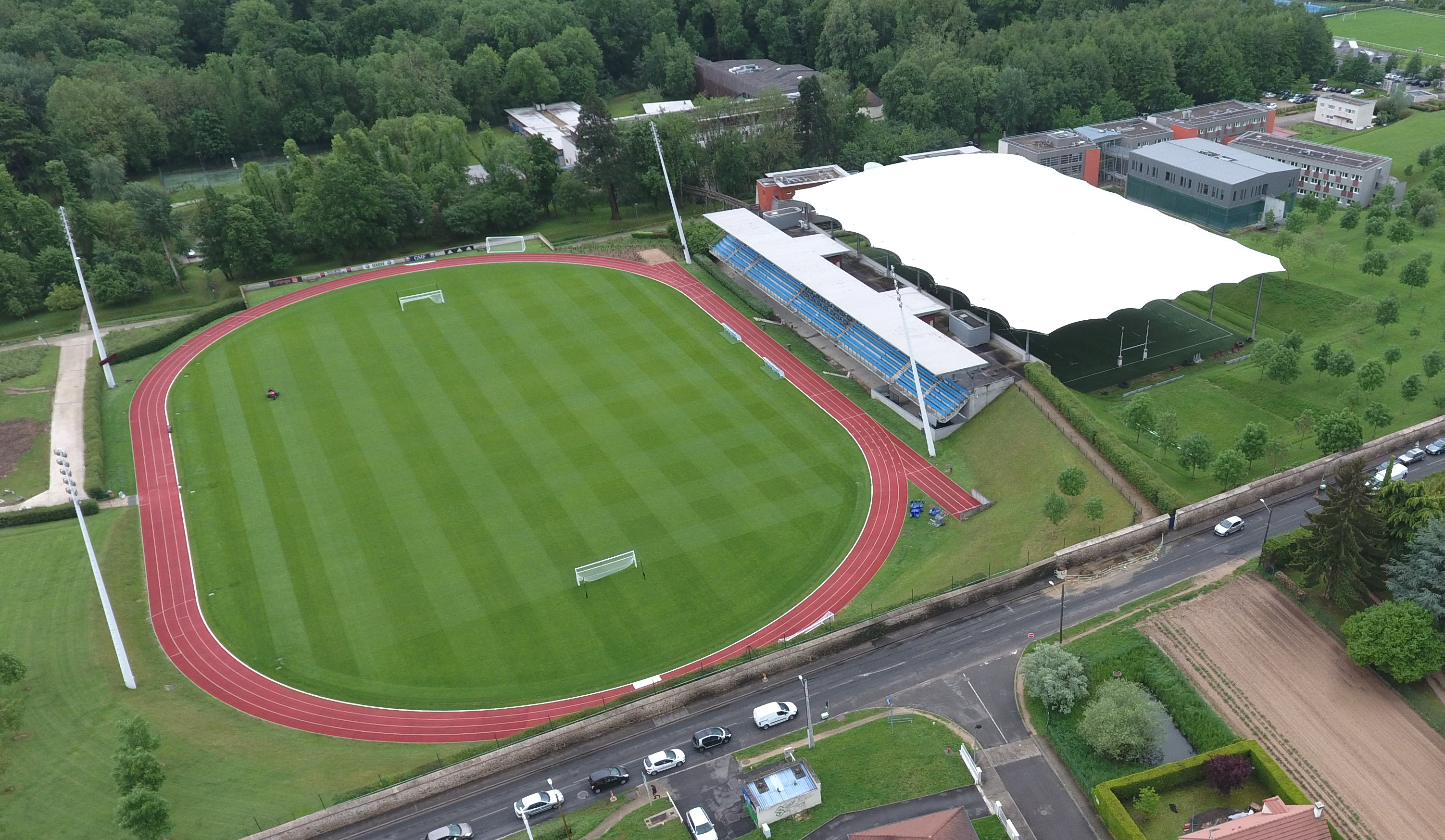
Centre national du rugby de Linas-Marcoussis.

### Entraîneurs
Le tableau ci-contre donne la liste des entraîneurs du XV de France qui se succèdent depuis 1963. Auparavant, l'équipe de France n'a pas d'entraîneur à proprement parler, le capitaine de l'équipe tenant ce rôle.
| Entraîneur           | Mandat    | Matchs joués | Victoires | Défaites | Nuls | % de victoire | Palmares |
| -------------------- | --------- | ------------ | --------- | -------- | ---- | ------------- | --- |
| Jean Prat            | 1963-1967 | 39           | 23        | 5        | 11   | 59,0%         | Tournoi des Cinq Nations 1967 |
| Fernand Cazenave     | 1968-1972 | 39           | 16        | 5        | 18   | 41,0%         | GC Tournoi des Cinq Nations 1968 · Tournoi des Cinq Nations 1970 VP |
| Jean Desclaux        | 1973-1980 | 60           | 36        | 4        | 20   | 60,0%         | Tournoi des Cinq Nations 1973 VP · GC Tournoi des Cinq Nations 1977 |
| Jacques Fouroux      | 1981-1990 | 82           | 49        | 4        | 29   | 59,8%         | GC Tournoi des Cinq Nations 1981 · Tournoi des Cinq Nations 1983 VP · Tournoi des Cinq Nations 1986 VP · GC Tournoi des Cinq Nations 1987 · Coupe du monde de rugby à XV 1987 · Tournoi des Cinq Nations 1988 VP · Tournoi des Cinq Nations 1989 |
| Daniel Dubroca       | 1990-1991 | 17           | 11        | 0        | 6    | 64,7%         | _ |
| Pierre Berbizier     | 1992-1995 | 39           | 26        | 1        | 12   | 66,7%         | Tournoi des Cinq Nations 1993 · Coupe du monde de rugby à XV 1995 |
| Jean-Claude Skrela   | 1995-1999 | 52           | 34        | 0        | 18   | 65,4%         | Coupe Latine 1995 · GC Tournoi des Cinq Nations 1997 · Coupe Latine 1997 · GC Tournoi des Cinq Nations 1998 · Coupe du monde de rugby à XV 1999                                                                                                  |
| Bernard Laporte      | 2000-2007 | 98           | 62        | 2        | 34   | 63,3%         | GC Tournoi des Six Nations 2002 · GC Tournoi des Six Nations 2004 · Tournoi des Six Nations 2006 · Tournoi des Six Nations 2007 |
| Marc Lièvremont      | 2008-2011 | 45           | 27        | 0        | 18   | 60,0%         | GC Tournoi des Six Nations 2010 · Coupe du monde de rugby à XV 2011 |
| Philippe Saint-André | 2012-2015 | 45           | 20        | 2        | 23   | 44,4%         | _ |
| Guy Novès            | 2015-2017 | 21           | 7         | 1        | 13   | 33,3%         | _ |
| Jacques Brunel       | 2018-2019 | 23           | 10        | 0        | 13   | 43,5%         | _ |
| Fabien Galthié       | 2020-     | 62           | 46        | 1        | 15   | 74,2%         | Coupe d'automne des nations 2020 · GC Tournoi des Six Nations 2022 · Tournoi des Six Nations 2025 |

Légende
- GC : Grand Chelem
- VP: Victoire Partagée

- De 1976 à 1979, l'équipe est dominée par la forte personnalité de Jacques Fouroux qui est alors capitaine d'équipe, mais qui joue un rôle important dans le choix des joueurs et des options tactiques. On lui doit notamment la constitution d'un pack surpuissant qui va dominer ses adversaires en 1977, année du deuxième Grand Chelem des Bleus. Fouroux est alors surnommé le « petit caporal », sa petite taille ne l'empêchant pas de diriger la manœuvre de son pack de fer de manière énergique. En 1978 il quitte le XV de France car il est en désaccord avec le président du comité de sélection, Élie Pebeyre, mais il revient deux ans plus tard et devient l'entraîneur de l'équipe de 1981 à 1990. Il est doté de tous les pouvoirs : à la fois entraîneur et sélectionneur, d'où son nouveau surnom de « petit Napoléon »[142]. C'est alors la période faste du XV de France avec six victoires dans le Tournoi, deux Grands Chelems et une place de finaliste de la première Coupe du monde en 1987. Jacques Fouroux devient vice-président de la Fédération française de rugby avec le soutien du président Albert Ferrasse. Mais après une tentative manquée pour prendre la présidence, il tombe en disgrâce.
- Après une période d'intérim assurée par l'ancien international Daniel Dubroca, en décembre 1991, un autre international et ancien capitaine devient entraîneur du XV de France. Âgé de trente-trois ans, il est le plus jeune entraîneur d'une équipe de France, tous sports confondus[143]. Il est épaulé par Christian Mombet, ancien entraîneur du Racing Club de France. Pierre Berbizier est contesté dès 1992 mais il est maintenu dans son rôle d'entraîneur alors que Guy Laporte devient patron d'un comité de sélection en novembre 1992.
- Pierre Berbizier démissionne en septembre 1995, il est remplacé par Jean-Claude Skrela qui fut aussi joueur international. Il est aidé dans sa tâche par un autre international toulousain et complice, Pierre Villepreux, qui le rejoint en janvier 1997. Leur mandat est une réussite car le XV de France remporte deux Grands Chelems en 1997 et 1998, et hisse l'équipe nationale en finale de la Coupe du monde 1999.

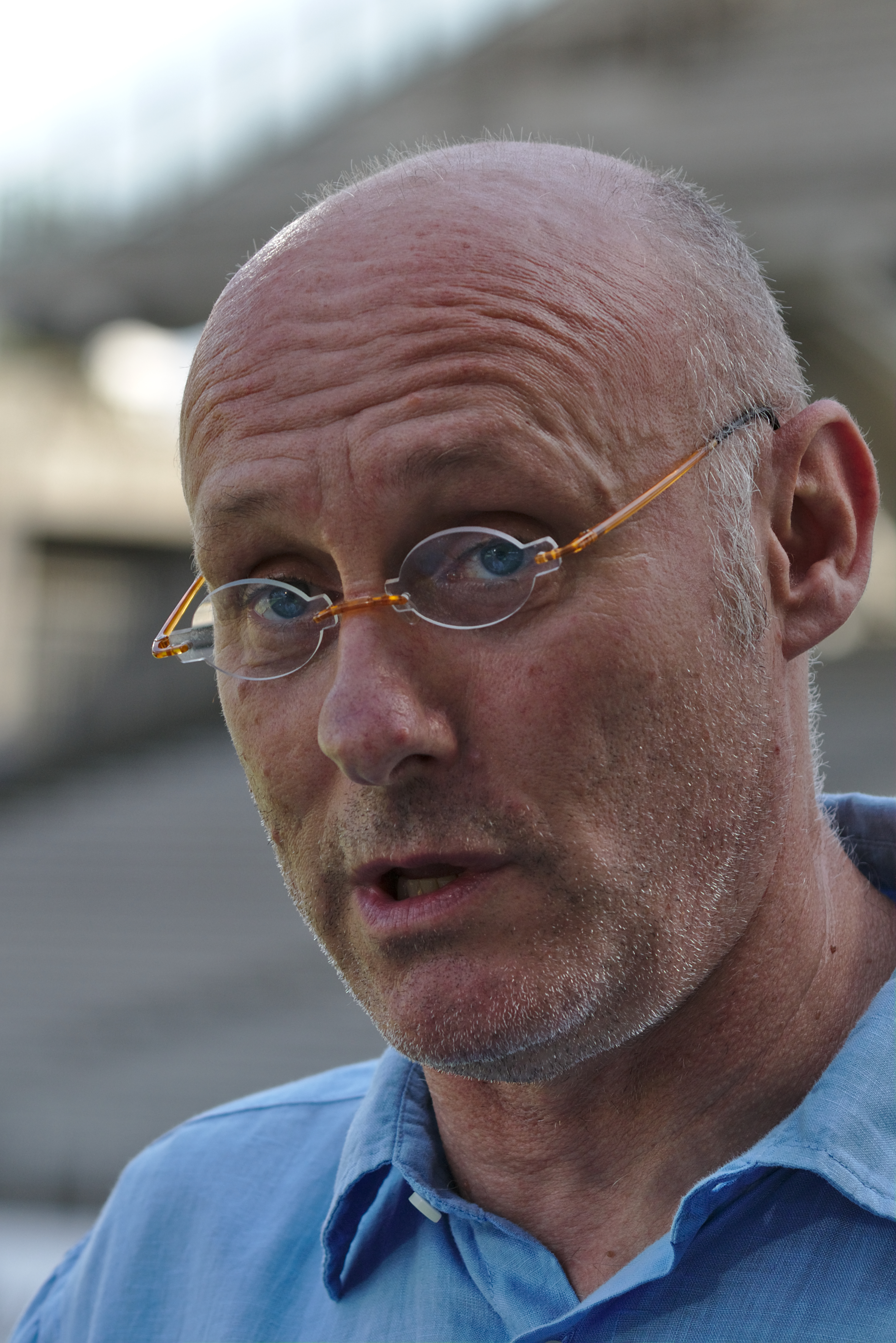
Bernard Laporte est le sélectionneur de 2000 à 2007.

- Bernard Laporte devient entraîneur-sélectionneur des Bleus après la Coupe du monde 1999. Avec lui, le XV de France réalise deux fois le Grand Chelem dans le Tournoi des Six Nations en 2002 et 2004, remporte le Tournoi en 2006 et 2007, et emmène la France en demi-finale de la Coupe du monde 2003. Il collabore étroitement avec le manager du XV de France, Jo Maso, leur but commun étant de préparer au mieux l'équipe pour la Coupe du monde 2007 en France. Il est accompagné de deux adjoints : Jacques Brunel (entraîneur des avants) et Bernard Viviès.
- Le 24 octobre 2007, Marc Lièvremont est nommé pour remplacer Bernard Laporte. Il choisit d'être assisté par Émile Ntamack pour les arrières et par Didier Retière pour les avants[144]. Les nouveaux entraîneurs, avec l'aval de la DTN, décident de mettre en place un staff réduit dans un premier temps, puis de l'élargir à partir de la tournée en Australie de l'été 2008, en recrutant des spécialistes (technique individuelle, jeu au pied, etc.). Le staff est renouvelé en bonne partie, notamment dans le secteur médical. C'est ainsi Jean-Philippe Hager et Jean-Michel Grand qui deviennent respectivement médecin et kinésithérapeute du XV de France après avoir travaillé pour les moins de 21 ans, alors que Michel Riff est le nouvel ostéopathe. Le rôle de préparateur physique est confié à Jean-Luc Arnaud qui travaille ponctuellement avec le XV de France pour la préparation de la Coupe du monde 2007. Jean Dunyach devient le chef de délégation des Bleus. En mai 2008, le XV de France se dote d'un spécialiste du jeu au pied, en la personne de Gonzalo Quesada, l'ancien demi d'ouverture des Pumas[145]. Les skills (technique individuelle) sont confiés au début d'août 2008 à Thierry Janeczek, l'entraîneur de l'Équipe de France de rugby à 7.
- À partir de 2012, l'encadrement sportif est constitué du sélectionneur Philippe Saint-André, venant du RC Toulon, de l'entraîneur des avants Yannick Bru, du Stade toulousain, et de l'entraîneur des arrières Patrice Lagisquet, du Biarritz olympique. De juin 2014 jusqu'à la Coupe du monde 2015, Romain Teulet intègre le staff et prend en charge l'entraînement des buteurs.
- Lors de son arrivée à la tête de la sélection en décembre 2015, Guy Novès choisit de conserver Yannick Bru (avec qui il travaillait déjà au Stade toulousain) en tant qu'entraîneur des avants. Il s'adjoint aussi un entraîneur des arrières, Jean-Frédéric Dubois, en provenance du Stade français et un entraîneur spécialiste de la défense, Gérald Bastide, jusqu'alors entraîneur des arrières de l'Équipe de France des moins de 20 ans[Note 4]. En juin 2016, Jean-Marc Béderède, ancien troisième ligne d'Auch et entraîneur national au sein la DTN, rejoint le staff en tant qu'entraîneur chargé des skills[147]. À partir de février 2017, Jean-Baptiste Poux rejoint l'encadrement en tant que consultant spécialiste de la mêlée pour épauler l'entraîneur adjoint responsable des avants Yannick Bru, avec qui il a joué cinq saisons au Stade toulousain. Il intervient ainsi une journée par semaine lors des rassemblements du XV de France[148].
- Après une large consultation auprès des entraîneurs de clubs et de la LNR, le nouveau sélectionneur Jacques Brunel, nommé en décembre 2017, entre en fonctions en janvier 2018 et appelle Jean-Baptiste Élissalde pour le seconder avec les lignes arrières, tandis que Julien Bonnaire et Sébastien Bruno sont choisis pour les avants, respectivement dans le secteur de la touche et celui de la mêlée. Pour préparer la Coupe du monde 2019, ces techniciens sont rejoints par Fabien Galthié, responsable de l'animation collective, et Laurent Labit[149].
- À partir de novembre 2019, les postes de manager et sélectionneur sont de nouveau séparés, occupés respectivement par deux anciens capitaines de l'équipe, Raphaël Ibañez et Fabien Galthié. Ils sont entourés de quatre entraîneurs : William Servat et Karim Ghezal, co-entraîneurs de la conquête, Laurent Labit, entraîneur des trois-quarts, et l'anglais Shaun Edwards, responsable de la défense[150].
- Après la Coupe du monde 2023, le staff connaît plusieurs changements. Ayant annoncé leur départ pour le Stade français, Laurent Labit et Karim Ghezal sont respectivement remplacés par Patrick Arlettaz et Laurent Sempéré[151],[152]. Thibault Giroud rejoint l'Union Bordeaux Bègles et est remplacé par Nicolas Jeanjean[153],[154].

| Période   | Sélectionneur        | Manager              | Entraîneur(s) des avants                          | Entraîneur des arrières | Entraîneur de la défense |
| --------- | -------------------- | -------------------- | ------------------------------------------------- | ----------------------- | ------------------------ |
| 1990-1991 | Daniel Dubroca       | -                    | -                                                 | Jean Trillo             | -                        |
| 1991-1995 | Pierre Berbizier     | André Herrero        | Christophe Mombet                                 | -                       | -                        |
| 1995-1999 | Jean-Claude Skrela   | Jo Maso              | -                                                 | Pierre Villepreux       | -                        |
| 1999-2001 | Bernard Laporte      | Jo Maso              | -                                                 | Yves Ajac               | -                        |
| 2001-2007 | Bernard Laporte      | Jo Maso              | Jacques Brunel                                    | Bernard Viviès          | David Ellis              |
| 2007-2011 | Marc Lièvremont      | Jo Maso              | Didier Retière                                    | Émile Ntamack           | David Ellis              |
| 2011-2015 | Philippe Saint-André | Philippe Saint-André | Yannick Bru                                       | Patrice Lagisquet       | Patrice Lagisquet        |
| 2015-2017 | Guy Novès            | Guy Novès            | Yannick Bru                                       | Jean-Frédéric Dubois    | Gérald Bastide           |
| 2018-2019 | Jacques Brunel       | Jacques Brunel       | Sébastien Bruno (mêlée) Julien Bonnaire (touche)  | Jean-Baptiste Élissalde | Jean-Marc Béderède       |
| 2019-2023 | Fabien Galthié       | Raphaël Ibañez       | William Servat (mêlée) Karim Ghezal (touche)      | Laurent Labit           | Shaun Edwards            |
| 2023-     | Fabien Galthié       | Raphaël Ibañez       | William Servat (mêlée) Laurent Sempéré (conquête) | Patrick Arlettaz        | Shaun Edwards            |

### Équipe technique depuis 2019

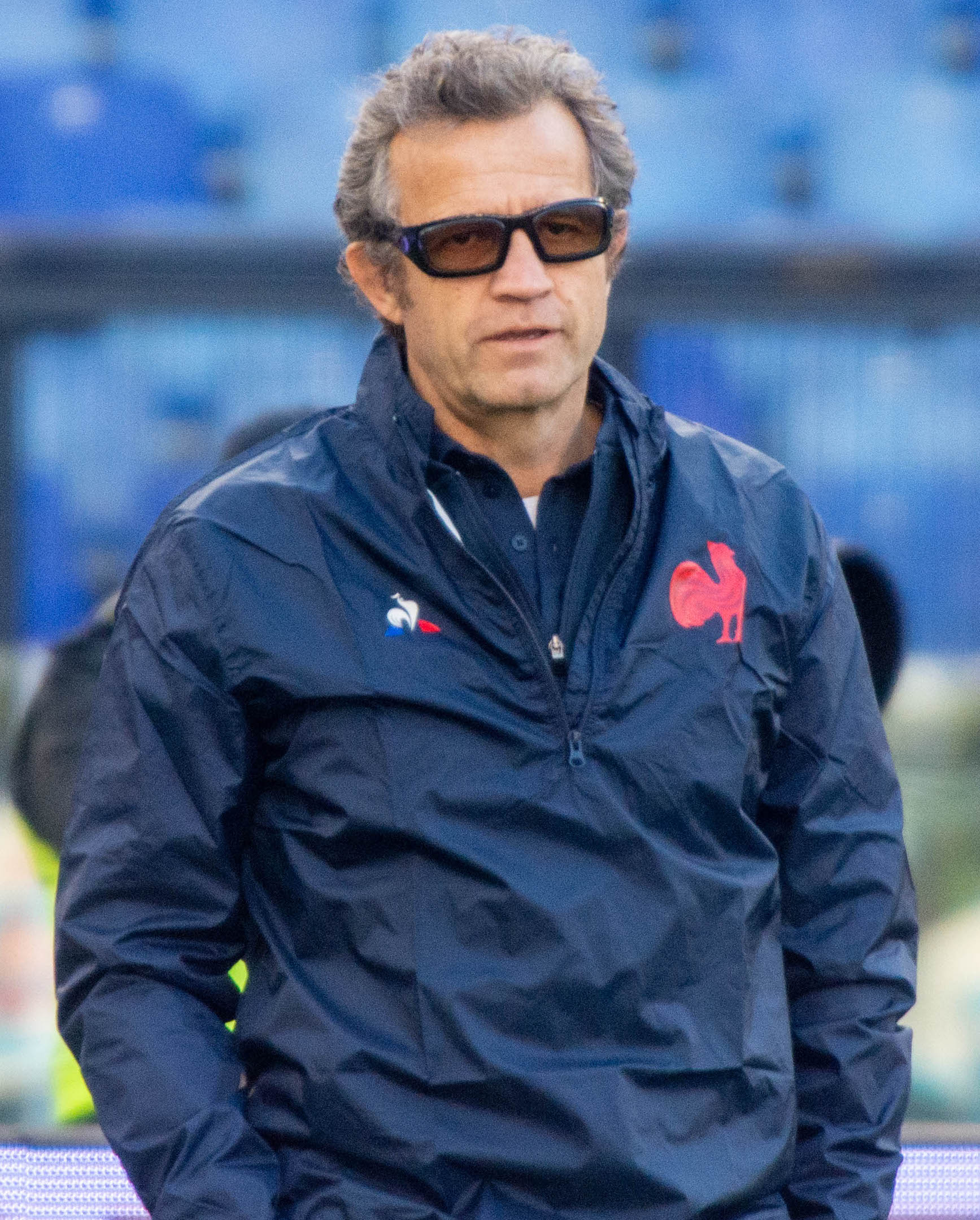
Fabien Galthié en 2023.

Après la Coupe du monde 2019, la Fédération française de rugby choisit de constituer un nouvel encadrement à la tête de l'équipe de France pour mener l'équipe jusqu'à la Coupe du monde 2023, organisée en France. Fabien Galthié est choisi pour être le nouveau sélectionneur et entraîneur en chef de l'équipe. Il est accompagné d'un autre ancien capitaine du XV de France, Raphaël Ibañez, nommé manager général de l'équipe. Les fonctions de sélectionneur et manager étaient occupées par un seul homme depuis le départ de Jo Maso en 2011.
Galthié et Ibañez sont entourés par quatre techniciens : William Servat et Karim Ghezal, co-entraîneurs de la conquête, Laurent Labit, entraîneur des trois-quarts, et l'anglais Shaun Edwards, responsable de la défense. Les trois premiers étaient jusqu'en 2019 entraîneur de club en Top 14, respectivement au Stade toulousain, au Lyon olympique universitaire et au Racing 92 tandis que Shaun Edwards était l'entraîneur de la défense du pays de Galles depuis 2008. Edwards a été l'entraîneur du nouveau manager, Raphaël Ibañez, aux London Wasps de 2005 à 2009.
L'encadrement est complété par Thibault Giroud, préparateur physique de l'équipe de France depuis 2019, nommé directeur de la performance. Trois membres de ce nouveau staff (Galthié, Labit et Giroud) avaient intégré le précédent encadrement de l'équipe au cours de la préparation du mondial 2019. Le président de la FFR avait alors déjà annoncé que Galthié serait ensuite le sélectionneur de 2020 à 2023.
L'arbitre international Jérôme Garcès, à la retraite depuis la Coupe du monde 2019 dont il a arbitré la finale, intervient comme consultant auprès de l'encadrement technique, cumulant avec des fonctions au sein de la Direction technique nationale de l'arbitrage. Il intègre définitivement et à temps plein le staff des Bleus pour les tests de novembre 2021 avec pour objectif de préparer au mieux les joueurs au mondial 2023 en France.

#### Changement après la Coupe du monde 2023
En octobre 2022, Laurent Labit et Karim Ghezal annoncent leur départ après la Coupe du monde 2023 pour devenir respectivement manager et entraîneur du Stade français. En janvier 2019, l'Union Bordeaux Bègles annonce l'arrivée après le mondial de Thibault Giroud.
Pour les remplacer, Fabien Galthié annonce l'arrivée de Patrick Arlettaz, manager de l'USA Perpignan, et Laurent Sempéré, entraîneur des avants du Stade français, en tant qu'entraineur des arrières et de la conquête. Nicolas Jeanjean devient lui directeur de la performance.
Raphaël Ibañez reste le manager général de l'équipe mais son poste évolue. Il n'accompagne plus Fabien Galthié lors des points presse d'avant match et n'est plus à ses côtés en tribune durant les rencontres. Ses prérogatives sont élargies et rééquilibrées pour accompagner les autres équipes de France et la filière haut-niveau de la fédération.

### Capitaines
| Période   | Sélectionneur                     | Capitaine titulaire              | Autres capitaines                                                                  |
| --------- | --------------------------------- | -------------------------------- | ---------------------------------------------------------------------------------- |
| 1990-1991 | Daniel Dubroca (un an)            | Serge Blanco (17 fois capitaine) | —                                                                                  |
| 1991-1993 | Pierre Berbizier (quatre ans)     |                                  | Philippe Sella (4), Marc Cécillon (5), Jean-François Tordo (6), Olivier Roumat (8) |
| 1994-1995 | Pierre Berbizier (quatre ans)     | Philippe Saint-André (34)        | —                                                                                  |
| 1996      | Jean-Claude Skrela (quatre ans)   | Philippe Saint-André (34)        | —                                                                                  |
| 1996-1997 | Jean-Claude Skrela (quatre ans)   | Abdelatif Benazzi (10)           | Philippe Saint-André, Fabien Pelous                                                |
| 1998-1999 | Jean-Claude Skrela (quatre ans)   | Raphaël Ibañez (41)              | Fabien Galthié                                                                     |
| 2000-2001 | Bernard Laporte (huit ans)        | Fabien Pelous (42)               | Abdelatif Benazzi                                                                  |
| 2001-2003 | Bernard Laporte (huit ans)        | Fabien Galthié (24)              | Fabien Pelous, Raphaël Ibañez, Gérald Merceron, Olivier Magne, Yannick Bru (2)     |
| 2004-2006 | Bernard Laporte (huit ans)        | Fabien Pelous                    | Jérôme Thion (3), Jean-Baptiste Élissalde (3), Dimitri Yachvili                    |
| 2006-2007 | Bernard Laporte (huit ans)        | Raphaël Ibañez                   | Fabien Pelous, Pascal Papé (14), Jean-Baptiste Élissalde, Serge Betsen (2)         |
| 2008-2009 | Marc Lièvremont (quatre ans)      | Lionel Nallet (16)               | —                                                                                  |
| 2009-2011 | Marc Lièvremont (quatre ans)      | Thierry Dusautoir (56)           | Sylvain Marconnet, Lionel Nallet, Imanol Harinordoquy, Aurélien Rougerie           |
| 2012-2015 | Philippe Saint-André (quatre ans) | Thierry Dusautoir (56)           | Pascal Papé, Nicolas Mas, Dimitri Szarzewski (2)                                   |
| 2016-2017 | Guy Novès (deux ans)              | Guilhem Guirado (32)             | Yoann Maestri (2), Jules Plisson                                                   |
| 2018-2019 | Jacques Brunel (deux ans)         | Guilhem Guirado (32)             | Mathieu Bastareaud (3), Morgan Parra, Jefferson Poirot (2), Louis Picamoles        |
| 2020-2021 | Fabien Galthié                    | Charles Ollivon (17)             | Baptiste Serin, Baptiste Couilloud (1), Anthony Jelonch (4)                        |
| 2021-2023 | Fabien Galthié                    | Antoine Dupont (27)              | Charles Ollivon, Brice Dulin (1), Grégory Alldritt, Anthony Jelonch                |
| 2024      | Fabien Galthié                    | Grégory Alldritt (6)             | Charles Ollivon, Baptiste Serin (3)                                                |
| 2024-     | Fabien Galthié                    | Antoine Dupont                   | Grégory Alldritt, Gaël Fickou (2), Gaëtan Barlot                                   |

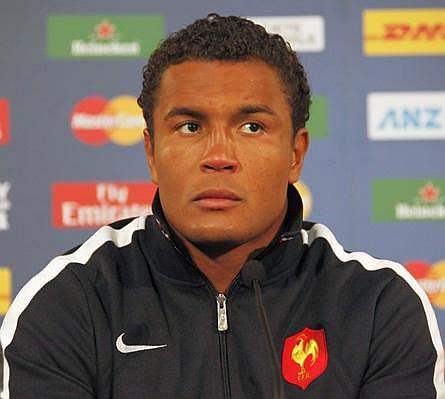
Thierry Dusautoir, capitaine de l'équipe à 56 reprises de 2009 à 2015.

NB : Les chiffres en parenthèse indiquent le nombre total de capitanats du joueur, comme titulaire ou capitaine ponctuel.

## Les matchs du XV de France

### Les stades du XV de France
De 1906 à 1914, l'équipe de France dispute dix matchs au Parc des Princes, quatre au Stade olympique Yves-du-Manoir à Colombes et un à Bordeaux (Stade Sainte-Germaine au Bouscat). À partir de 1920 et jusqu'en 1940, elle effectue trente matchs à Colombes et seulement six au Parc des Princes. De 1945 à 1972, le XV de France effectue la très grande majorité de ses matchs à Colombes (au total 98 matchs au stade Yves du Manoir de 1908 à 1972), puis à partir du 13 janvier 1973 il évolue dans un Parc des Princes rénové. Depuis 1998, l'équipe de France joue les matchs du Tournoi et la plupart des test matchs au Stade de France.
Toujours dans la région parisienne, lors du dernier match de la tournée d'automne 2017 face au Japon (23-23), l'équipe de France inaugure la nouvelle enceinte du Racing 92, la Paris La Défense Arena, de Nanterre. Elle dispute aussi ponctuellement des test matchs en province : au stade Vélodrome de Marseille, au Stadium de Toulouse, au stade Jacques Chaban-Delmas de Bordeaux, au stade Gerland de Lyon, ainsi qu'au stade de la Beaujoire de Nantes, au stade Pierre-Mauroy de Lille, ou encore à l'Allianz Riviera de Nice, au stade de la Mosson de Montpellier et au stade Geoffroy-Guichard de Saint-Étienne. Depuis 2016, l'équipe de France abandonne les stades Chaban-Delmas et Gerland pour jouer au Matmut Atlantique et au Groupama Stadium, nouveaux stades de Bordeaux et Lyon.
La FFR avait le projet, lancé en 2010, de construire un grand stade entièrement dévolu au rugby. En juin 2012, le site retenu est celui d'Évry, au sud de Paris ; la livraison du stade était prévue pour 2017. Il devait être doté d'une capacité de 82 000 places et d'un toit multifonctionnel et accueillir le siège de la FFR. En décembre 2016, le nouveau président de la fédération française de rugby, Bernard Laporte, fait finalement voter l'abandon du projet.
En juin 2017, la FFR annonce que pour la première fois, un match du Tournoi des Six Nations sera disputé en province, en l'occurrence à Marseille pour la rencontre face à l'Italie dans le cadre de l'édition 2018 du Tournoi.
Lors du Tournoi des Six Nations 2024, le Stade de France est indisponible en préparation des Jeux olympiques d'été de 2024. L'équipe dispute ses rencontres au stade Vélodrome de Marseille, au stade Pierre-Mauroy de Lille et au Groupama Stadium de Lyon.

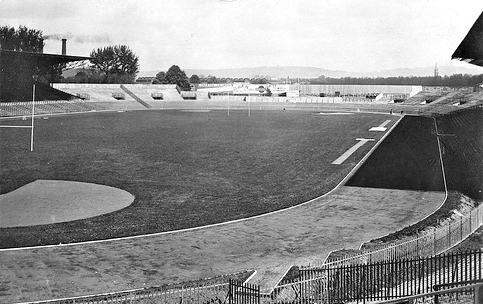
Vue générale du Stade olympique Yves-du-Manoir de Colombes lors des Jeux olympiques de 1924.
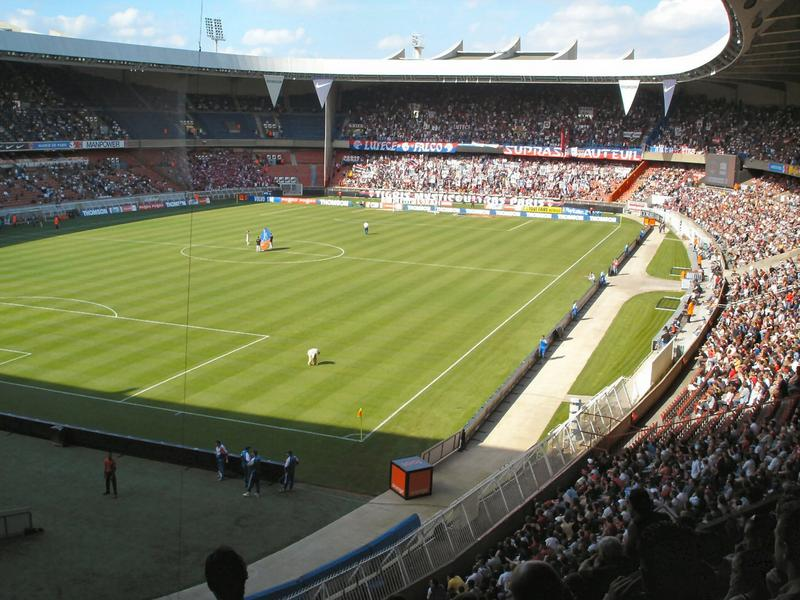
Le Parc des Princes après sa rénovation en 1972.
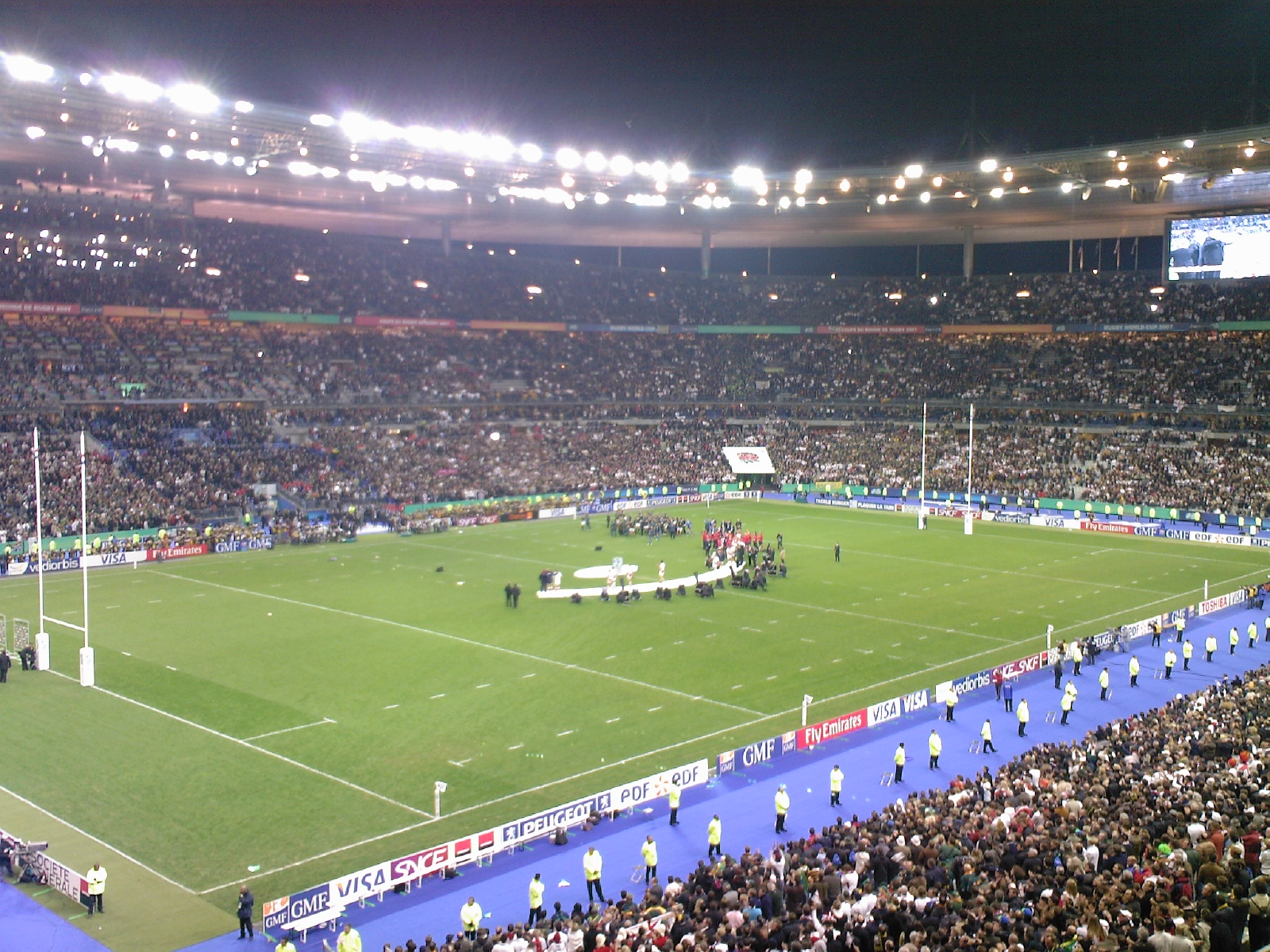
Vue intérieure du Stade de France.

### Palmarès du XV de France
| Compétitions internationales | Tournoi des Cinq et des Six Nations | Trophées divers |
| --- | --- | --- |
| - Coupe du monde (0) Finaliste en 1987, 1999 et 2011 Troisième en 1995 Quatrième en 2003 et en 2007 Quart de finaliste en 1991, 2015, 2019 et 2023 - Jeux olympiques (1) 1900 Vice-champion en 1920 et 1924 - Jeux méditerranéens (4) 1955, 1979, 1983 (en), 1993 (en) - Championnat européen des nations de rugby à XV (6) 1935, 1936, 1937, 1938, 1952, 1954 - Jeux interalliés 1919 | - Victoires non partagées (19) 1959, 1961, 1962, 1967, 1968, 1977, 1981, 1987, 1989, 1993, 1997, 1998, 2002, 2004, 2006, 2007, 2010, 2022 et 2025 - Victoires partagées (8) 1954, 1955, 1960, 1970, 1973, 1983, 1986 et 1988 (liste close depuis 1992) - Grands Chelems (10) 1968, 1977, 1981, 1987, 1997, 1998, 2002, 2004, 2010, 2022 - Petits Chelems (2) 1960 et 1961 | - Trophée Eurostar (11) 2002, 2004, 2005, 2006, 2010, 2014, 2018, 2020, 2022, 2023, 2024 - Trophée Dave Gallaher (3) 2009, 2021, 2024 - Trophée des bicentenaires (7) 2001, 2004, 2005, 2012, 2014, 2022, 2023 - Trophée Giuseppe-Garibaldi (16) 2007, 2008, 2009, 2010, 2012, 2014, 2015, 2016, 2017, 2018, 2019, 2020, 2021, 2022, 2023, 2025 - Trophée Auld Alliance (5) 2019, 2022, 2023, 2024, 2025 - Coupe d'automne des nations (0) Finaliste en 2020 - Coupe latine (2) (compétition disparue) 1995 et 1997 |

### Parcours en Coupe du monde
Le tableau suivant récapitule les performances du XV de France en Coupe du monde. Les Français sont arrivés trois fois en finale et se sont classés six fois sur dix dans les quatre premiers. Quatre fois, ils ont été éliminés dès les quarts de finale :
- en 1991 au Parc des Princes, par l'équipe d'Angleterre ;
- en 2015, par celle de Nouvelle-Zélande au Millennium Stadium de Cardiff ;
- en 2019, par celle du pays de Galles au Stade d'Oita au Japon ;
- et en 2023, par celle de l'Afrique du Sud au Stade de France.

| Édition            | Organisateur(s)               | Place              | Dernier match      | Bilan           |
| ------------------ | ----------------------------- | ------------------ | ------------------ | --------------- |
| 1987               | Nouvelle-Zélande et Australie | Finaliste          | 29 – 9             | 4 v, 1 n, 1 d   |
| 1991               | Angleterre                    | 1/4 de finale      | 10 – 19            | 3 v, 0 n, 1 d   |
| 1995               | Afrique du Sud                | Troisième          | 19 – 9             | 5 v, 0 n, 1 d   |
| 1999               | Pays de Galles                | Finaliste          | 35 – 12            | 5 v, 0 n, 1 d   |
| 2003               | Australie                     | Quatrième          | 40 – 13            | 5 v, 0 n, 2 d   |
| 2007               | France                        | Quatrième          | 10 – 34            | 4 v, 0 n, 3 d   |
| 2011               | Nouvelle-Zélande              | Finaliste          | 8 – 7              | 4 v, 0 n, 3 d   |
| 2015               | Angleterre                    | 1/4 de finale      | 62 – 13            | 3 v, 0 n, 2 d   |
| 2019               | Japon                         | 1/4 de finale      | 20 – 19            | 3 v, 1 n, 1 d   |
| 2023               | France                        | 1/4 de finale      | 29 – 28            | 4 v, 0 n, 1 d   |
| Total de 57 matchs | Total de 57 matchs            | Total de 57 matchs | Total de 57 matchs | 40 v, 1 n, 16 d |

### Distinctions
En 1967 et 2002, le XV de France obtient le prix Emmanuel-Rodocanacchi de l'Académie des sports comme Meilleure équipe sportive française pour l'année écoulée (les universitaires ayant obtenu le prix François-Lafon — de cette même Académie — en 1996, eux comme Meilleurs espoirs sportifs français de l'année).

## Joueurs emblématiques
La liste suivante est limitée aux joueurs qui ont au moins 50 sélections en équipe de France, plus quelques personnalités marquantes (capitaines des Bleus, membres du Temple international de la renommée du rugby, joueurs comptant moins de sélections mais ayant évolué à une époque où il y avait moins de matchs internationaux). D'autres joueurs auraient mérité de figurer dans cette liste car le XV de France a connu de très nombreux joueurs de valeur, le lecteur trouvera leur nom dans la liste des sélectionnés en équipe de France de rugby à XV.
| Premières et deuxièmes lignes - Louis Armary - Uini Atonio - Cyril Baille - Jean-Pierre Bastiat - Abdelatif Benazzi - Olivier Brouzet - Christian Califano - Aimé Cassayet - Michel Celaya - Élie Cester - Gérard Cholley - Jean Condom - Marc Dal Maso - Benoît Dauga - Philippe Dintrans - Amédée Domenech - Pierre Dospital - Daniel Dubroca - Alain Estève - Jean-Pierre Garuet-Lempirou - Guilhem Guirado - Raphaël Ibañez - Jean-François Imbernon - Jean Iraçabal - Yoann Maestri - Sylvain Marconnet - Nicolas Mas - Olivier Merle - Lucien Mias - Olivier Milloud - Lionel Nallet - Pascal Ondarts - Alain Paco - Michel Palmié - Robert Paparemborde - Pascal Papé - Fabien Pelous - Alfred Roques - Olivier Roumat - William Servat - Rabah Slimani - Robert Soro - Dimitri Szarzewski - Romain Taofifénua - Jérôme Thion - Jean-François Tordo - Franck Tournaire - Armand Vaquerin - Pieter de Villiers | Troisièmes lignes - Grégory Alldritt - Guy Basquet - Philippe Benetton - Serge Betsen - Julien Bonnaire - Laurent Cabannes - Christian Carrère - Marc Cécillon - Sébastien Chabal - Éric Champ - Michel Crauste - Thierry Dusautoir - Imanol Harinordoquy - Jean-Luc Joinel - Marc Lièvremont - Olivier Magne - Alban Moga - François Moncla - Louis Picamoles - Jean Prat - Jean-Pierre Rives - Laurent Rodriguez - Olivier Saïsset - Jean-Claude Skrela - Walter Spanghero | Demis - Pierre Albaladejo - Richard Astre - Pierre Berbizier - Didier Camberabero - Guy Camberabero - Lilian Camberabero - Thomas Castaignède - Gérard Dufau - Antoine Dupont - Jean-Baptiste Élissalde - Jacques Fouroux - Jean Gachassin - Jérôme Gallion - Fabien Galthié - Thierry Lacroix - Christophe Lamaison - Jo Maso - Franck Mesnel - Frédéric Michalak - Morgan Parra - Alain Penaud - Marcel Puget - Jean-Pierre Romeu - François Trinh-Duc - Dimitri Yachvili | Trois quarts et arrières - Jean-Michel Aguirre - Mathieu Bastareaud - Roland Bertranne - Serge Blanco - André Boniface - Guy Boniface - Jack Cantoni - Thomas Castaignède - Denis Charvet - Vincent Clerc - Didier Codorniou - Christian Darrouy - Christophe Dominici - Claude Dourthe - Richard Dourthe - Jean Dupuy - Gaël Fickou - Cédric Heymans - Yoann Huget - Adolphe Jauréguy - Yannick Jauzion - Patrice Lagisquet - Maxime Médard - Émile Ntamack - Damian Penaud - Clément Poitrenaud - Maurice Prat - Aurélien Rougerie - Jean-Luc Sadourny - Philippe Saint-André - Philippe Sella - Damien Traille - Michel Vannier - Pierre Villepreux |

Parmi ces joueurs emblématiques, le tableau suivant distingue quelques joueurs qui possèdent le meilleur palmarès en nombre de sélections et de titres remportés avec l'équipe de France. Par leur activité, ils couvrent la période 1954 à 2015.
| Joueur             | Période   | Poste                  | Capes | Capitanats | Tournois                                    | Distinctions |
| ------------------ | --------- | ---------------------- | ----- | ---------- | ------------------------------------------- | --- |
| Abdelatif Benazzi, | 1990-2001 | Troisième ligne centre | 78    | 10         | GC 1997 T2 1993                             | Finaliste CM 1999 |
| Serge Blanco,      | 1979-1991 | Arrière                | 93    | 17         | GC 1981 et 1987 T6 + 1983, 1986, 1988, 1989 | Six Oscars du Midi olympique entre 1982 et 1992 ; finaliste CM 1987 ; Temple international de la renommée du rugby 1997 ; Temple de la renommée IRB 2011 |
| André Boniface,    | 1954-1966 | Centre                 | 48    | —          | PC 1961 T5 + 1954, 1955, 1959, 1962         | Temple international de la renommée du rugby 2005 ; Temple de la renommée IRB 2011                                                                       |
| Benoît Dauga,      | 1964-1972 | Deuxième ligne         | 63    | 9          | GC 1968 T3 1967, 1970                       | Oscar du Midi olympique 1971 |
| Amédée Domenech,   | 1954-1963 | Pilier                 | 52    | —          | PC 1960 et 1961 T5 1954, 1955, 1962         | Oscar du Midi olympique 1958 |
| Thierry Dusautoir, | 2006-2015 | Troisième ligne aile   | 80    | 56         | GC 2010                                     | Demi-finaliste CM 2007 ; finaliste CM 2011 ; meilleur joueur du monde IRB 2011 ; Oscar du Midi olympique 2012                                            |
| Fabien Galthié,    | 1991-2003 | Demi de mêlée          | 64    | 24         | GC 1997, 1998, 2002                         | 3e CM 1991 et 1995, finaliste CM 1999 et demi-finaliste CM 2003 ; meilleur joueur du monde IRB 2002 ; Oscars du Midi olympique 2001 et 2003              |
| Olivier Magne,     | 1997-2006 | Troisième ligne aile   | 84    | 1          | GC 1997, 1998, 2002, 2004 T5 + 2006         | Finaliste CM 1999 |
| Fabien Pelous,     | 1997-2007 | Deuxième ligne         | 118   | 42         | GC 1997, 1998, 2002, 2004 T5 + 2006         | Finaliste CM 1999 ; Oscars du Midi olympique 1999 et 2004 ; Temple de la renommée World Rugby 2017                                                       |
| Jean Prat,         | 1945-1955 | Troisième ligne aile   | 51    | 16         | T2 1954, 1955                               | Temple international de la renommée du rugby 2001 ; Temple de la renommée IRB 2011                                                                       |
| Jean-Pierre Rives, | 1975-1984 | Troisième ligne aile   | 59    | 34         | GC 1977 et 1981 T3 + 1983                   | Trois Oscars du Midi olympique 1977, 1979 et 1981 ; Temple international de la renommée du rugby 1997                                                    |
| Philippe Sella,    | 1982-1995 | Centre                 | 111   | 3          | GC 1987 T6 + 1983, 1986, 1988, 1989, 1993   | Oscars du Midi olympique 1986 et 1987 ; finaliste CM 1987 ; Temple international de la renommée du rugby 1999 ; Temple de la renommée IRB 2008           |
| Walter Spanghero,  | 1964-1973 | Troisième ligne centre | 51    | 11         | GC 1968 T3 + 1967, 1973                     | Oscars du Midi olympique 1966 et 1972 |

## Statistiques

### Statistiques sur les matchs

#### Bilan des matchs
Au 19 juillet 2025, l'Équipe de France a disputé 828 matchs officiels pour un bilan de 459 victoires, 335 défaites et 34 matchs nuls,
. 
Le tableau suivant dresse le bilan des matchs officiels ou Test match labellisés par le fédération française de rugby contre des équipes nationales. Dans son histoire, le XV de France a aussi joué un Test match contre les  Māori de Nlle Zélande en 1926, un Test match contre  La Nouvelle-Galles du sud en 1928, un contre les  Lions en 1989, un contre les  Pacific Islanders en 2008 et 5 Test matches contre des équipes des forces armées britanniques et néo-zélandaises en 1940 et  juste après la seconde guerre mondiale.
| Adversaire       | Matchs | Victoires | Nuls | Défaites | % de victoires |
| ---------------- | ------ | --------- | ---- | -------- | -------------- |
| Afrique du Sud   | 46     | 12        | 6    | 28       | 26,1           |
| Allemagne        | 15     | 13        | 0    | 2        | 86,7           |
| Angleterre       | 112    | 44        | 7    | 61       | 39,3           |
| Argentine        | 56     | 40        | 1    | 15       | 71,4           |
| Australie        | 52     | 21        | 2    | 29       | 40,4           |
| Canada           | 9      | 8         | 0    | 1        | 88,9           |
| Côte d'Ivoire    | 1      | 1         | 0    | 0        | 100,0          |
| Écosse           | 104    | 61        | 3    | 40       | 58,7           |
| États-Unis       | 9      | 7         | 0    | 2        | 77,8           |
| Fidji            | 11     | 10        | 0    | 1        | 90.0           |
| Pays de Galles   | 105    | 51        | 3    | 51       | 50,0           |
| Géorgie          | 2      | 2         | 0    | 0        | 100,0          |
| Irlande          | 105    | 61        | 7    | 37       | 58,1           |
| Italie           | 50     | 46        | 1    | 3        | 92,0           |
| Japon            | 8      | 7         | 1    | 0        | 87,5           |
| Namibie          | 3      | 3         | 0    | 0        | 100,0          |
| Nouvelle-Zélande | 67     | 15        | 1    | 51       | 22,4           |
| Roumanie         | 50     | 40        | 2    | 8        | 80,0           |
| Samoa            | 4      | 4         | 0    | 0        | 100,0          |
| Tchéquie         | 2      | 2         | 0    | 0        | 100,0          |
| Tonga            | 6      | 4         | 0    | 2        | 66,7           |
| Uruguay          | 1      | 1         | 1    | 0        | 100,0          |
| Zimbabwe         | 1      | 1         | 1    | 0        | 100,0          |
| Total            | 828    | 459       | 34   | 335      | 55,4%          |

#### Bilan en Coupe du monde
| Adversaires      | Matchs | Victoires françaises | Matchs nuls | Défaites françaises | % de victoires françaises |
| ---------------- | ------ | -------------------- | ----------- | ------------------- | ------------------------- |
| Afrique du Sud   | 2      | 0                    | 0           | 2                   | 0%                        |
| Angleterre       | 5      | 2                    | 0           | 3                   | 40%                       |
| Argentine        | 4      | 2                    | 0           | 2                   | 50%                       |
| Australie        | 2      | 1                    | 0           | 1                   | 50%                       |
| Canada           | 4      | 4                    | 0           | 0                   | 100%                      |
| Côte d'Ivoire    | 1      | 1                    | 0           | 0                   | 100%                      |
| Écosse           | 3      | 2                    | 1           | 0                   | 66.67%                    |
| États-Unis       | 2      | 2                    | 0           | 0                   | 100%                      |
| Fidji            | 4      | 4                    | 0           | 0                   | 100%                      |
| Pays de Galles   | 2      | 1                    | 0           | 1                   | 50%                       |
| Géorgie          | 1      | 1                    | 0           | 0                   | 100%                      |
| Irlande          | 4      | 3                    | 0           | 1                   | 75%                       |
| Italie           | 2      | 2                    | 0           | 0                   | 100%                      |
| Japon            | 2      | 2                    | 0           | 0                   | 100%                      |
| Namibie          | 3      | 3                    | 0           | 0                   | 100%                      |
| Nouvelle-Zélande | 8      | 3                    | 0           | 5                   | 37.5%                     |
| Roumanie         | 3      | 3                    | 0           | 0                   | 100%                      |
| Tonga            | 3      | 2                    | 0           | 1                   | 66.67%                    |
| Zimbabwe         | 1      | 1                    | 0           | 0                   | 100%                      |
| Uruguay          | 1      | 1                    | 0           | 0                   | 100%                      |
| Total            | 57     | 40                   | 1           | 16                  | 70.18%                    |

#### Principales séries d'invincibilité
| Période     | Record                                 | Adversaire |
| ----------- | -------------------------------------- | --- |
| 1931 - 1938 | Série de victoires consécutives (10 V) | Angleterre, Allemagne (x8), Italie |
| 1958 - 1959 | Série d'invincibilité (8 V, 2 N)       | Pays de Galles (x3), Irlande, Italie (x2), Afrique du Sud (x1+N), Écosse, Angleterre (N)                                              |
| 1986 - 1987 | Série d'invincibilité (9 V, 1 N)       | Nouvelle-Zélande, Pays de Galles, Angleterre, Écosse (x1+N), Irlande, Roumanie, Zimbabwe, Fidji, Australie                            |
| 2021 - 2023 | Série de victoires consécutives (14 V) | Argentine, Géorgie, Nouvelle-Zélande, Italie (x2), Irlande, Écosse, Pays de Galles, Angleterre, Japon (x3), Australie, Afrique du Sud |

### Classement World Rugby
| #    | 2003 | 2004 | 2005 | 2006 | 2007 | 2008 | 2009 | 2010 | 2011 | 2012 | 2013 |
| ---- | ---- | ---- | ---- | ---- | ---- | ---- | ---- | ---- | ---- | ---- | ---- |
| Rang | 4    | 5    | 3    | 2    | 6    | 7    | 5    | 6    | 3    | 4    | 5    |
| #    | 2014 | 2015 | 2016 | 2017 | 2018 | 2019 | 2020 | 2021 | 2022 | 2023 | 2024 |
| Rang | 7    | 7    | 8    | 9    | 8    | 7    | 5    | 5    | 2    | 4    | 4    |

### Statistiques concernant les joueurs
Les noms en gras indiquent les joueurs encore en activité.

#### Record de sélections

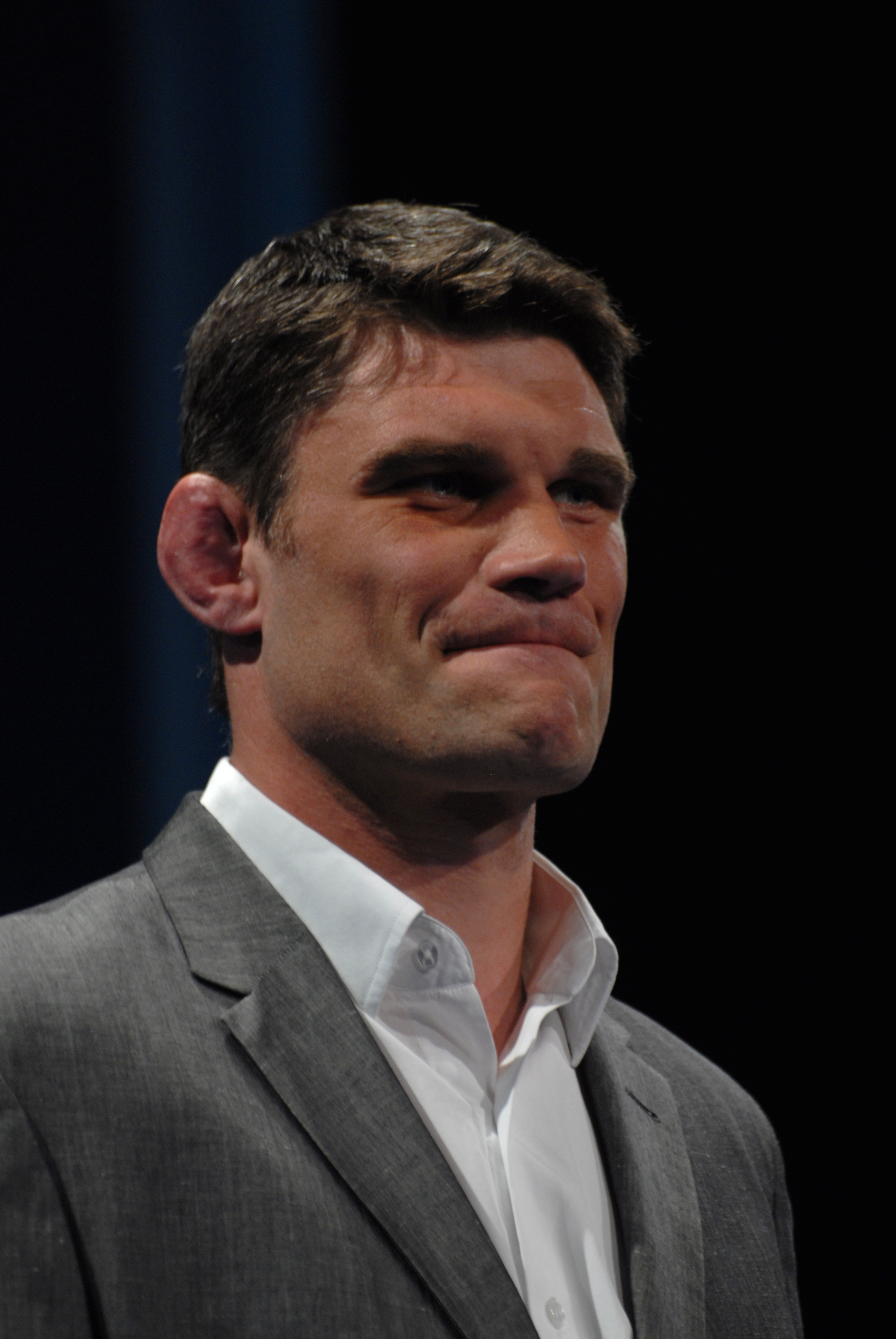
Fabien Pelous en 2008 (118 sélections).

Le record de sélections dans le XV de France est détenu par Fabien Pelous qui a dépassé Philippe Sella le 18 août 2007.
| Rang | Joueur             | Activité  | Nombre de sélections |
| ---- | ------------------ | --------- | -------------------- |
| 1    | Fabien Pelous      | 1995-2007 | 118                  |
| 2    | Philippe Sella     | 1982-1995 | 111                  |
| 3    | Raphaël Ibañez     | 1996-2007 | 98                   |
| 4    | Gaël Fickou        | 2013-     | 94                   |
| 5    | Serge Blanco       | 1980-1991 | 93                   |
| 6    | Olivier Magne      | 1997-2007 | 90                   |
| 7    | Damien Traille     | 2001-2011 | 86                   |
| 8    | Nicolas Mas        | 2003-2015 | 85                   |
| 9    | Sylvain Marconnet  | 1998-2011 | 84                   |
| 10   | Dimitri Szarzewski | 2004-2015 | 83                   |

Les capes ne sont accordées que pour des rencontres internationales ; dans le cadre d'une tournée, ainsi seuls les test matchs contre la nation hôte de la tournée sont comptabilisées, contrairement aux matchs contre des équipes locales de provinces ou de clubs qui sont considérés comme de simples entraînements.
L'augmentation du nombre de rencontres internationales, accéléré avec la naissance de la Coupe du monde en 1987, la périodicité désormais bisannuelle des tournées et le passage du Tournoi de cinq à six nations font que le classement des sélections est dominé par des joueurs ayant évolué depuis le passage au professionnalisme en 1995.
Aimé Cassayet-Armagnac, 31 sélections entre 1920 et 1927, partage le record de sélections avec Adolphe Jauréguy, international de 1920 à 1931. C'est Eugène Ribère, international de 1924 à 1933, qui leur succède en portant ce record à 33 sélections. Le record est ensuite porté à 51 sélections par Jean Prat, international de 1945 à 1955. Son successeur au nombre de sélection est Michel Crauste qui porte ce record à 62, ou 63 sélections selon les sources, au terme de sa carrière internationale en 1966. Benoît Dauga obtient sa 62e sélection en 1972 face à l'Irlande avant de porter son total à 63 face au pays de Galles deux mois plus tard. Il est rejoint en 1981 par Roland Bertranne lors d'une rencontre face à l'Écosse. Bertranne totalise 69 sélections au terme de sa carrière en novembre de la même année. Serge Blanco porte ce record à 93 sélections lors de la défaite en quart de finale de la Coupe du monde 1991 face aux Anglais. Deux ans plus tard, il est rejoint par Philippe Sella lors d'une victoire face aux Australiens, ces derniers remportant le match suivant où Sella devient également le joueur le plus capé au monde. Il termine sa carrière avec 111 sélections. Fabien Pelous égale ce record lors d'un match de préparation à la Coupe du monde 2007 à Twickenham, avant de le dépasser une semaine plus tard, toujours face aux Anglais, à Marseille.

#### Record de points

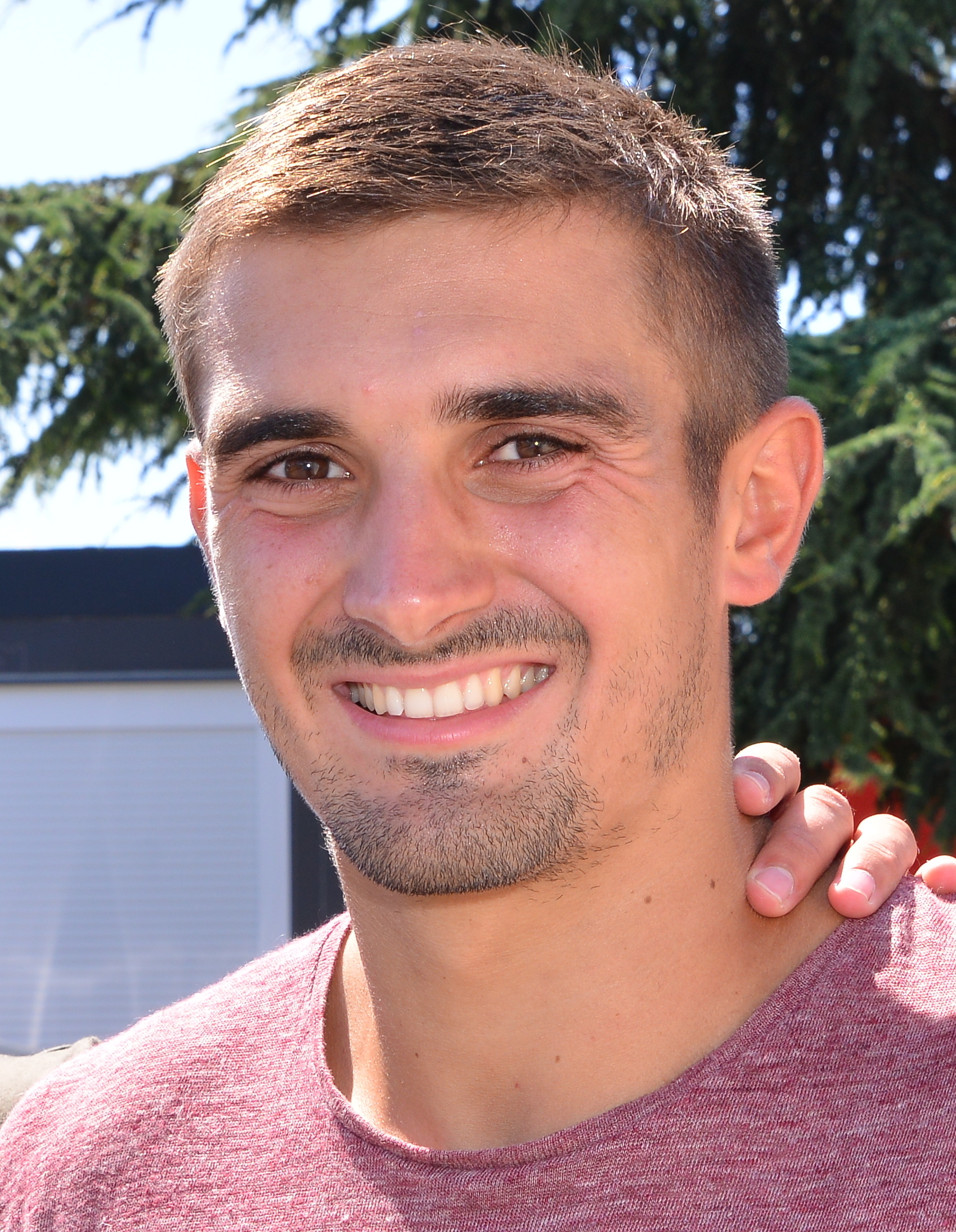
Thomas Ramos

Thomas Ramos s'empare de la place de meilleur réalisateur de l'histoire de l'équipe de France le 15 mars 2025 lors de la cinquième journée du tournoi des Six Nations disputée au Stade de France entre la France et l'Écosse.
| Rang | Joueur              | Activité  | Points |
| ---- | ------------------- | --------- | ------ |
| 1    | Thomas Ramos        | 2019-     | 450    |
| 2    | Frédéric Michalak   | 2001-2015 | 436    |
| 3    | Christophe Lamaison | 1996-2001 | 380    |
| 4    | Dimitri Yachvili    | 2002-2012 | 373    |
| 5    | Morgan Parra        | 2008-2019 | 370    |
| 6    | Thierry Lacroix     | 1989-1997 | 367    |
| 7    | Didier Camberabero  | 1982-1993 | 354    |
| 8    | Gérald Merceron     | 1999-2003 | 267    |
| 9    | Jean-Pierre Romeu   | 1972-1977 | 265    |
| 10   | Thomas Castaignède  | 1995-2007 | 252    |

#### Record d'essais

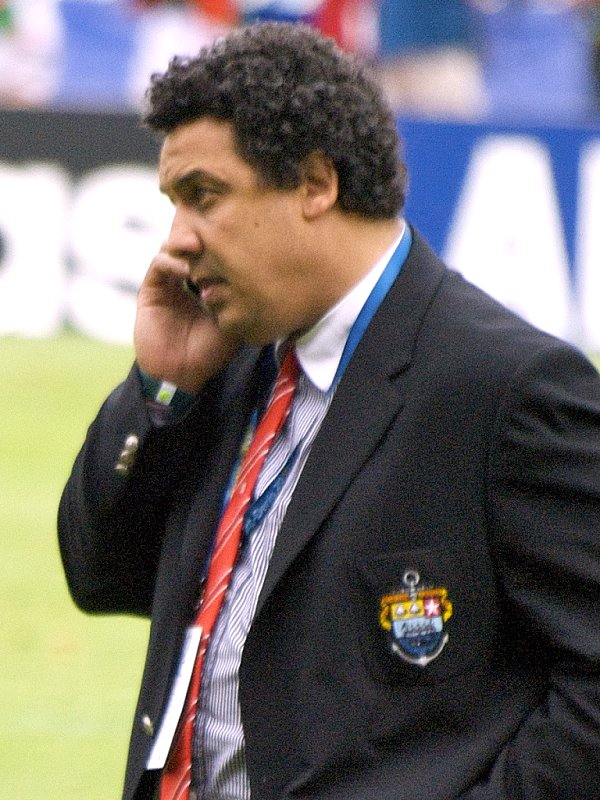
Serge Blanco en 2009 (38 essais).

Serge Blanco et Damian Penaud sont les joueurs qui ont marqué le plus grand nombre d'essais avec le XV de France, avec 38 réalisations. Les dix meilleurs marqueurs d'essais jouent tous dans les lignes arrières, la plupart étant principalement ailiers à l'exception de Blanco (principalement arrière) et de Sella (principalement centre).
| Rang | Joueur                 | Dates d'activité | Essais |
| ---- | ---------------------- | ---------------- | ------ |
| 1    | Serge Blanco           | 1980-1991        | 38     |
| 1    | Damian Penaud          | 2017-            | 38     |
| 3    | Vincent Clerc          | 2002-2013        | 34     |
| 4    | Philippe Saint-André   | 1990-1997        | 32     |
| 5    | Philippe Sella         | 1982-1995        | 30     |
| 6    | Philippe Bernat-Salles | 1992-2001        | 26     |
| 6    | Émile Ntamack          | 1994-2000        | 26     |
| 8    | Christophe Dominici    | 1998-2007        | 25     |
| 9    | Christian Darrouy      | 1957-1967        | 23     |
| 9    | Aurélien Rougerie      | 2001-2012        | 23     |

En outre, le record de transformations réussies est détenu par Thomas Ramos avec 99 réalisations, le record de pénalités réussies est détenu par Thierry Lacroix avec 89 pénalités et celui de drops par Jean-Patrick Lescarboura avec 15 drops réussis.

## Quelques repères chronologiques
- 1er janvier 1906 : premier match officiel de l'équipe de France. Au Parc des Princes, la Nouvelle-Zélande s'impose (38-8) face à la France devant 3 000 spectateurs.
- 1er janvier 1910 : la France est admise à disputer le Tournoi. Elle dispute son premier match dans cette compétition le 22 janvier contre l'Écosse.
- 2 janvier 1911 : première victoire internationale de l'équipe de France (contre l'Écosse).
- 1er janvier 1912 : en plus des trois anneaux de l'USFSA, les joueurs arborent désormais un coq - représenté de face, ailes ouvertes - sur la poitrine (d'après une idée de Marcel Communeau).
- 3 avril 1920 : première victoire de la France face à l'Irlande en match du Tournoi.
- 11 octobre 1920 : naissance de la FFR (fédération française de rugby).
- 22 janvier 1921 : première victoire de la France en Écosse en match du Tournoi.
- 1922 : apparition des numéros sur les maillots des joueurs. Les anneaux de l'USFSA disparaissent de l'emblème.
- 2 avril 1927 : première victoire de la France face à l'Angleterre en match du Tournoi.
- 9 avril 1928 : première victoire de la France face au pays de Galles en match du Tournoi.
- 11 janvier 1948 : première victoire de la France face à l'Australie.
- 21 février 1948 : première victoire de la France sur le terrain du pays de Galles.
- 27 février 1954 : première victoire de la France face à la Nouvelle-Zélande.
- 10 avril 1954 : la France remporte pour la première fois le Tournoi (victoire partagée).
- 16 août 1958 : première victoire de la France face aux Springboks, à Johannesbourg.
- 18 avril 1959 : la France remporte le Tournoi seule pour la première fois.
- 25 mars 1968 : la France remporte pour la première fois un Grand Chelem dans le Tournoi.
- 13 janvier 1973 : premier match du XV de France dans le Parc des Princes rénové.
- 14 juillet 1979 : première victoire de la France face à la Nouvelle-Zélande en Nouvelle-Zélande.
- 20 juin 1987 : la France est finaliste de la première édition de la Coupe du monde.
- 24 octobre 1992 : première victoire en France contre l'Afrique du Sud
- 1994 : les All Blacks subissent leur première série perdue face aux Bleus du capitaine Philippe Saint-André.
- 7 février 1998 : premier match des Bleus au Stade de France.
- 6 novembre 1999 : la France est de nouveau finaliste de la Coupe du monde, échouant face à l'Australie 35-12, après un exploit historique en demi-finale contre la Nouvelle-Zélande.
- 18 novembre 2002 : inauguration du Centre national de Marcoussis.
- 1er janvier 2010 : centenaire du XV de France dans le Tournoi, cent ans jour pour jour que l'équipe de France évolue dans le Tournoi des Cinq Nations (autrefois Tournoi des quatre nations ou des nations britanniques), devenu en 2000 Tournoi des Six Nations avec l'intégration de l'Italie.
- 20 mars 2010 : la France remporte le neuvième Grand Chelem de son histoire, l'année même de son centenaire dans le Tournoi.
- 23 octobre 2011 : la France perd en finale de la Coupe du monde 2011 sur le score de 7 à 8 contre la Nouvelle-Zélande.
- 19 mars 2022 : la France remporte son dixième Grand Chelem, 12 ans après son dernier Grand Chelem dans le Tournoi des Six Nations.
- 11 mars 2023 : la France inflige la plus grosse défaite de l'histoire de l'Angleterre à Twickenham sur le score de 53 à 10.

## Palmarès internationaux des autres équipes de France de rugby à XV
Selon l'âge :
- Championnat d'Europe des moins de 18 ans (8): 2004, 2007, 2008, 2009, 2010, 2015, 2016 et 2017 ;
- Tournoi des Six Nations des moins de 20 ans (4): 2009, 2014 (GC), 2018 et 2025 ;
- Championnat du monde junior (moins de 20 ans) : 2018, 2019, 2023 ;
- Coupe du monde des moins de 21 ans : 2006 ;
- Coupe du monde universitaire (4): 1992, 1996 (Olivier Brouzet étant double vainqueur), 1998 et 2000 ;
- Championnat européen des nations (France A) (18): 1965-1966, 1966-1967, 1967-1968, 1969-1970, 1970-1971, 1971-1972, 1972-1973, 1973-1974, 1975-1976, 1977-1978, 1981-1982, 1983-1984, 1984-1985, 1985-1987, 1987-1989, 1989-1990, 1990-1992 et 1992-1994 ;
- Jeux Interalliés militaires : 1919.

Féminin :
- Trophée européen FIRA (5): 1988, 1996, 1999, 2000 et 2004 ;
- Tournoi des Six Nations (6): 2002 (GC), 2004 (GC), 2005 (GC), 2014 (GC), 2016 et 2018 (GC).